# هجوم جنوب فلسطين
بدأ هجوم جنوب فلسطين في 31 أكتوبر 1917، بمعركة بئر السبع، عندما هاجمت قوة التجريدة المصرية التابعة للإمبراطورية البريطانية بقيادة فيلد مارشال إدموند ألنبي قوات الدولة العثمانية في بلدة بئر السبع الفلسطينية خلال حملة سيناء وفلسطين، ضمن الحرب العالمية الأولى.أصبح خط الدفاع من غزة إلى بئر السبع متضعضعاً بتزايد، بعد أن استولت قوة التجريدة المصرية على الأخيرة، وبعد سبعة أيام، نجحت التجريدة في إجبار الجيشين السابع والثامن العثمانيين على الانسحاب. ودفعت القوات التركية إلى يافا خلال الأيام السبعة التالية من تعقبها. تلا ذلك ثلاثة أسابيع من القتال العنيف في تلال الخليل قبل الاستيلاء على القدس في 9 ديسمبر 1917. واستولت قوة التجريدة المصرية على 47.5 ميلاً (76.4 كم) من الأراضي خلال خمسة أسابيع ونصف من العمليات الهجومية المستمرة تقريباً.
سقطت بئر السبع الواقعة في الطرف الشرقي من خط غزة إلى بئر السبع، بعد هجوم مشترك شنه الفيلق العشرون وفيلق الصحراء الراكب. واندلعت معركة تل الخويلف، في اليوم التالي، 1 نوفمبر، لما تقدمت الفرقة 53 (الويلزية) وفرقة الأنزاك الراكبة شمال بئر السبع إلى سفوح تلال الخليل. كما هدد هذا التحرك على الطريق من بئر السبع إلى القدس مدينتي الخليل وبيت لحم. ثم وقعت معركة غزة الثالثة على ساحل البحر المتوسط، في ليلة 1/2 نوفمبر، عندما شن الفيلق الحادي والعشرون هجمات محدودة على دفاعات قوية وهائلة. في اليوم التالي، تبين أن القتال العنيف لقوة التجريدة المصرية والذي دار جنوب تل الخويلفة لم يكن يهدف إلى الاستيلاء على الخليل، ولكن لخلق مساحة كافية بهدف تشتيت الفيلق العشرين، وشن هجوم جانبي على الدفاعات المركزية لغزة القديمة لغاية خط بئر السبع. كما شجع القتال من أجل طريق بئر السبع إلى القدس القادة الأتراك على نشر احتياطياتهم لمواجهة تهديد قوة التجريدة المصرية. في 6 نوفمبر، اندلعت معركة هريرة والشريعة في وسط الخط القديم، عند منتصف الطريق بين غزة وبئر السبع، وسقط تل هريرة. ولكن لم يسقط موقع الشريعة في النهاية في يد الفرقة 60 (لندن) إلا في وقت متأخر من اليوم التالي، بعد هجوم فاشل شنه لواء الخيالة الخفيفة الرابع (الفرقة الأسترالية الراكبة). كان الجيشان السابع والثامن في حالة انسحاب كامل من أطلال غزة القديمة إلى خط بئر السبع.
تقدمت الفرقة 52 (الأراضي المنخفضة) ولواء فرسان الخدمة الإمبراطورية في 7 نوفمبر، اليوم الثاني من هريرة والشريعة، دون مقاومة عبر غزة لمهاجمة مواقع حرس المؤخرة القوية في وادي الحسي، والتي سقطت في اليوم التالي.

## خلفية تاريخية

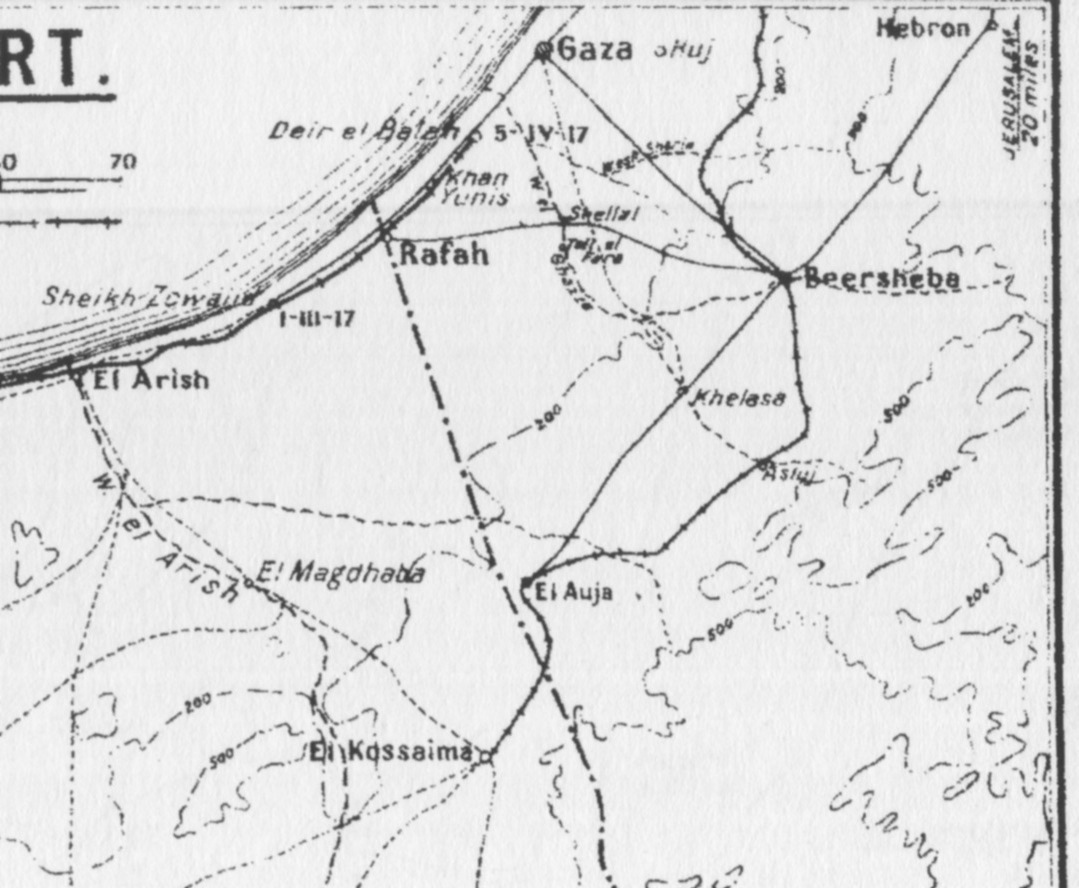
خريطة لحافة الصحراء الشرقية

كان من الواضح للقادة البريطانيين أن هناك حاجة إلى تعزيزات كبيرة بعد معركتي غزة الأولى والثانية، «لتحريك جيش الجنرال موراي مرة أخرى». وفي الواقع، أوضح موراي لمجلس الحرب وهيئة الأركان العامة الإمبراطورية في وقت مبكر من مايو أنه لا يستطيع غزو فلسطين دون تعزيزات. وأكد له المكتب الحربي في نفس الشهر، أنه يجب أن يستعد لتلقي التعزيزات، والتي من شأنها أن ترفع قوة التجريدة المصرية إلى ست فرق مشاة وثلاث فرق راكبة. ولكن بحلول يوليو، عندما تولى الجنرال إدموند ألنبي قيادة قوة التجريدة المصرية، كانت لا تزال هناك حاجة إلى تعزيزات قوامها 5,150 مشاة و400 فارس بعد الخسائر التي تكبدتها أثناء معارك غزة.
تلاقت المصالح السياسية والاستراتيجية للحكومة البريطانية وقوة التجريدة المصرية بحلول نهاية صيف 1917، في نصف الأرض الشمالي. ويرجع ذلك جزئياً إلى فشل هجوم نيفل على الجبهة الغربية للجمهورية الفرنسية ونجاح حملة الغواصات الألمانية ضد سفن الإمبراطورية البريطانية. تسبب تدمير السفن البريطانية في نقص حاد في بريطانيا، وعلى الرغم من دخول الولايات المتحدة الأمريكية الحرب، فإن دعمها العسكري لم يكن فعالاً لبعض الوقت. وكانت بريطانيا على وشك الدخول في عام رابع من حرب مكلفة للغاية، وأعرب رئيس وزرائها ديفيد لويد جورج عن تفهمه لضرورة أخذ «الجبهة الداخلية» بعين الاعتبار. وكان يعتقد أن النجاح العسكري المذهل يمكن أن يعزز معنويات السكان المدنيين، فأخبر ألنبي أنه «يريد القدس كهدية عيد الميلاد للأمة البريطانية». وأوضح لويد جورج أن هذا النصر ضرورياً من أجل «تعزيز القوة الدائمة والروح المعنوية» لبريطانيا. احتاج مجلس الوزراء الحربي البريطاني إلى هجوم ناجح على فلسطين في وقت شحت فيه الأخبار السارة عن الجبهة الغربية، وعندما أصبح على ما يبدو أن الحرب قد تمتد إلى عام 1919. كان الاستيلاء على القدس من شأنه أن يزيد الضغط على الدولة العثمانية، الأمر الذي يمكن أن يشكل بدوره ضغطاً على التحالف الألماني، وفي الوقت نفسه يعزز هدف بريطانيا طويل المدى المتمثل في تعزيز نفوذها في الشرق الأوسط. أصبحت قوة التجريدة المصرية مستعدة للهجوم بحلول نهاية أكتوبر.
كما أن قرار شن هجوم كبير على فلسطين في خريف 1917 كان مبنياً أيضاً على «أسباب استراتيجية سليمة للغاية». حيث أدى انهيار الإمبراطورية الروسية في الربيع إلى انسحاب روسيا من الحرب، نتيجة للثورة الروسية، وتحرير أعداد كبيرة من قوات الدولة العثمانية، التي كانت تقاتل الروس على الجبهة الشرقية. أصبحت هذه الوحدات العثمانية متوفرة لتعزيز الجبهة الفلسطينية وكانت في طور التجمع بالقرب من حلب، إلى جانب الجنود والمعدات الألمانية. وكان عليهم إطلاق عمليات لاستعادة بغداد التي استولى عليها البريطانيون في مارس. كان بالإمكان عرقلة التهديد الذي تتعرض له بغداد اقتصادياً بدرجة كبيرة عبر هجوم للتجريدة المصرية في جنوب فلسطين. فبدلاً من إرسال تعزيزات إلى جيش بلاد الرافدين بقيادة الجنرال فريدريك إس. مود الذي يسيطر على بغداد، من شأن التعزيزات البريطانية من جبهة سالونيك، والتي أرادت وزارة الحرب تقليص حجمها، أن تعزز قوة التجريدة المصرية.
كان هدف ألنبي الاستراتيجي هو هزيمة الجيش العثماني في جنوب فلسطين، وهو هدف حاسم بما يكفي لضمان تحويل التعزيزات العثمانية المتجهة إلى بغداد إلى فلسطين. ومع ذلك، بحلول 5 أكتوبر، أرسل الجنرال ويليام روبرتسون، من هيئة الأركان، برقية إلى ألنبي مفادها أن مجلس الوزراء الحربي أراد منه إقصاء الدولة العثمانية من الحرب بـ«هزيمة ثقيلة»، يتبعها احتلال خط يافا-القدس. وكان من المقرر دعمه «بفرق بريطانية جديدة.. بمعدل فرقة كل ستة عشر يوماً». لم يُخطر ألنبي أن مثل هذه التعزيرات لقوته مستبعدة حتى يبدأ الهجوم.

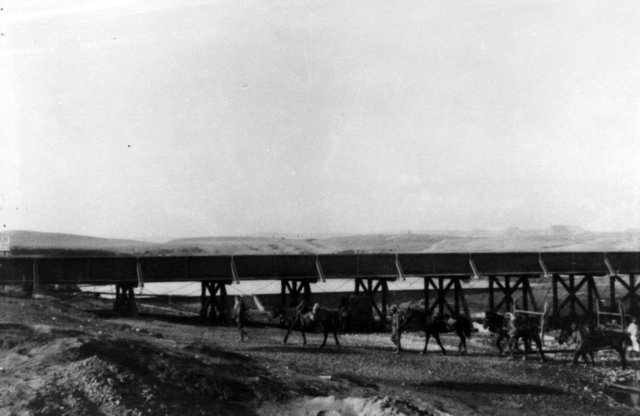
جسر عسكري للسكك الحديدية فوق وادي غزة، وخلفه خزان للمياه. حيث كانت تُسقى خيول قوة التجريدة المصرية في هذه المنطقة المجاورة خلال شهري سبتمبر وأكتوبر 1917

قدر ألنبي أن الجيش العثماني يمكن أن يضم 20 فرقة، مع ما لا يزيد عن 12 فرقة على خط المواجهة. ومع ذلك، بما أنه يمكن استبدالها بالجيش العثماني، فإن قوة التجريدة المصرية لن تتمكن من نشر أكثر من 14 فرقة بعد مضاعفة خط السكة الحديدية من القنطرة، بسبب القيود المفروضة على خطوط إمداد قوة التجريدة المصرية. بين أبريل وأكتوبر 1917، مد كلا من قوة التجريدة المصرية والجيش العثماني سكك حديدية وخطوط أنابيب للمياه، وأرسلا قوات ومدافع وكميات ضخمة من الذخيرة إلى الجبهة. وبحلول منتصف أكتوبر 1917، أقر تقدير هيئة الأركان من لندن بقوة المدافعين العثمانيين في جنوب فلسطين، وأن أي محاولة لطردهم من خط غزة إلى خط بئر السبع قد تكلف خسارة ثلاث فرق. واعترف التقدير بأن «التركي مقاتل عنيد في الخنادق ويجب أن نتوقع أنه على أي حال سيصمد لفترة كافية ليسبب لنا خسارة فادحة.. يجب أن نكون مستعدين لتزويد الجنرال ألنبي بثلاث فرق أخرى» لتعزيز الفرق الضعيفة.

### ساحة المعركة
دُوفعَ عن خط غزة إلى بئر السبع من قبل الجانبين خلال حالة الجمود في جنوب فلسطين من أبريل إلى نهاية أكتوبر 1917. امتد خط جبهة التجريدة المصرية لمسافة 22 ميلاً (35 كم) من ساحل البحر المتوسط في غزة إلى نقطة على وادي غزة. بالقرب من القملي، على بعد حوالي 14 ميلاً (23 كم) جنوب غرب وادي الشريعة و18 ميلاً (29 كم) غرب بئر السبع على الحافة الجنوبية لسهل فلسطيا. أما على الساحل، فكان هناك شريط من الكثبان الرملية يتراوح عرضه بين 2 و4 أميال (3.2 و6.4 كم) غير صالح لعبور المركبات ذات العجلات. فيما امتدت السهول «السفلية» المتموجة بين الكثبان الرملية وتلال الخليل، والتي ترتفع إلى 3000 قدم (910 م)، بشكل رئيسي بين 15 و20 ميلاً (24 و32 كم). وكانت تتقاطع مع السهول العديد من الأودية التي تتحول إلى «سيول هائجة» تتدفق من تلال الخليل الصخرية الجرداء خلال فصول الشتاء الرطبة. وكانت المنطقة ذات كثافة سكانية منخفضة، حيث تعتمد كل قرية على بئرها في الحصول على المياه، بينما كانت تُزرع محاصيل الشعير. لم تتغير الظروف الطبوغرافية للسهل من هذه المنطقة، لمسافة 80 ميلاً (130 كم) شمالاً، ليتحول إلى سهل شارون من يافا، وينتهي أخيراً عند جبل الكرمل بالقرب من حيفا.

## المقدمات
بلغت قوة الجيش العثماني في فلسطين بقيادة المارشال إريش فون فالكنهاين حوالي 50.000 جندي، في حين بلغ جيش الجنرال ألنبي 76.000 جندي.

### القوة المدافعة
كان وادي الشريعة مقراً لمدافعين تحت قيادة ألمانية يسيطرون على خط غزة-بئر السبع حتى يونيو 1917. وتشكل الجيش الرابع على النحو التالي في أغسطس 1917:
- الجيش الرابع (سوريا-فلسطين)
  -     - فرقة الخيالة 3

  - الفيلق 8
    - الفرقة 48

  - الفيلق 12
    - الفرقة 23
    - الفرقة 44

  - الفيلق 15
    - الفرقة 43

  - الفيلق 20
    - الفرقة 16
    - الفرقة 54

  - الفيلق 22
    - الفرقة 3
    - الفرقة 7
    - الفرقة 53[15]

أُعيد تنظيم الجيش الرابع في فلسطين إلى فيلقين، وتوسع الفيلق العشرين من فرقتي المشاة 16 و54 ليشمل فوج المشاة 178 وفرقة الخيالة 3، بينما ظلت الفرق الثلاثة للفيلق 22 دون تغيير. كان مقر الفيلق 20 في هوج، بينما دافع الفيلق 22 عن غزة بالفرقة 3 والفرقة 53. وبحلول يوليو، كان الجيش الثامن بقيادة فريدريش فرايهر كريس فون كريسنشتاين يتألف من ست فرق مشاة وفرقة واحدة من سلاح الفرسان، وكان لديه قوة تقدر بنحو 46,000 بندقية و28,000 مُنصُل و200 مدفع.

#### مجموعة جيش يلدريم

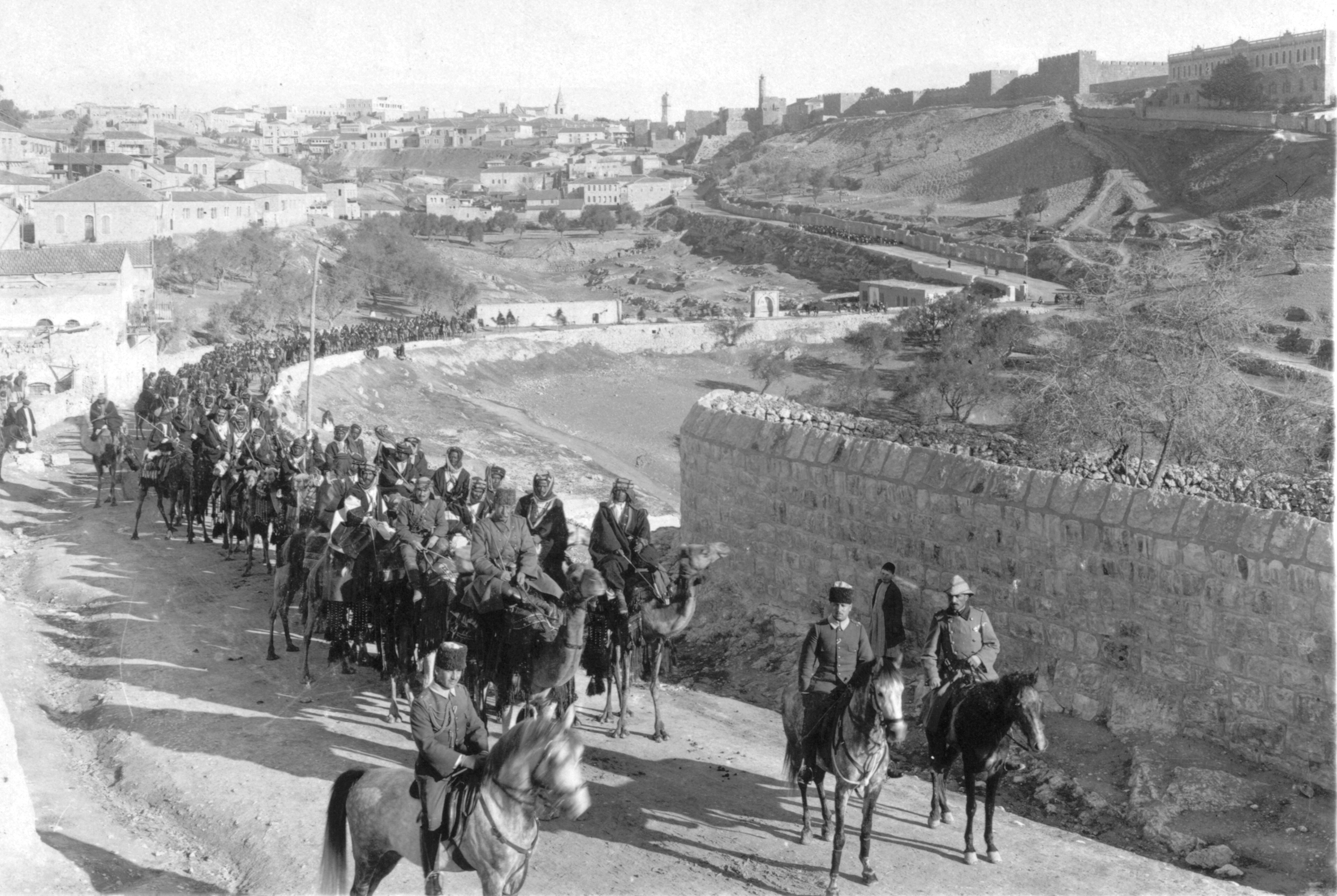
فيلق الجمال العربي العثماني

اقترحت ألمانيا أن ستة أو سبعة فرق عثمانية متحررة نتيجة لانسحاب الجيش الروسي من الحرب، عليها مهاجمة بلاد الرافدين بدعم ألماني. وستدعمها ألمانيا بالذخيرة والمعدات والقوات والذهب إلى جانب أحد «المقاتلين الأكثر تميزاً في ألمانيا»، إريك فون فالكنهاين، وطاقم قيادة الجيش. تضمنت هذه التعزيزات الألمانية الفيلق الآسيوي الألماني، وثلاث مجموعات كتائب من المشاة «المختارين بعناية والمدربين بحرفية»، والمدعومين بقوة بالمدفعية والمدافع الرشاشة ومدافع الهاون والطائرات ووسائل النقل الميكانيكية. وستساهم الدولة العثمانية بجيش سابع جديد يتكون من فرق منقولة من جبهات القوقاز والبلقان.
بعد تشكيل مجموعة جيش يلدريم في يونيو 1917، توزعت قوات كبيرة في سوريا وفلسطين، حيث واصلت الاحتفاظ بدفاعات الجيش الرابع. كانت فرق المشاة 3 و7 و16 و54 موجودة بالفعل في فلسطين بينما وصلت فرق المشاة 26 و27 و53 خلال فصل الصيف. قاتلت فرق المشاة 3 و7 و16 و26 في حملة غاليبولي وقاتلت فرقة الفرسان 3 في حملات القوقاز. شكلت فرق المشاة السبعة وفرقة سلاح الفرسان الجيش الثامن العثماني الذي جرى تنشيطه مؤخراً.
كانت مجموعة جيش يلدريم عند تأسيسها، تتألف من قوات الجيش العثماني الموجودة بالفعل في فلسطين وبلاد الرافدين. شمل هذا الفرقتين 19 و20 من غاليسيا، والفرقة 24 و42 من الدردنيل، والفرقة 48 من القوقاز، والفرقة 50 من مقدونيا، والفرقة 59 من أضنة في خليج إسكندرون. نُقلت أيضاً الفرقتين 1 و11 من القوقاز إلى مجموعة جيش يلدريم، ووصلتا في الوقت المناسب لمحاولة استعادة القدس في نهاية ديسمبر، وفي مارس 1918 على التوالي.
في أغسطس 1917، تألفت مجموعة جيش يلدريم من:
- الجيش السابع، سوريا (أمير لواء مصطفى كمال أتاتورك)
  - الفيلق 3
    - الفرقة 24 (3,200 بندقية)

  - الفيلق 15
    - الفرقة 19 (ما يقدر بعدد 4,000 بندقية)
    - الفرقة 20

  - فيلق آسيا الألماني
- الجيش السادس، بلاد الرافدين (أمير لواء خليل كوت)
  - الفيلق 13
    - الفرقة 2
    - الفرقة 6

  - الفيلق 18
    - الفرقة 14
    - الفرقة 51
    - الفرقة 52

  - الفرقة 46[15][24]
- الفرقة 42
- الفرقة 48[25]
  - الفيلق 20 في هوج
    - الفرقة 16 (3,789 بندقية)
    - الفرقة 54 (2,738 بندقية)
    - فوج المشاة 178
    - فرقة الفرسان 3

  - الفيلق 22 في غزة
    - الفرقة 3 (3,698 بندقية)
    - الفرقة 7 (2,886 بندقية)
    - الفرقة 53 (3,100 بندقية)[16][17]
- الفرقة 26 (2,901 بندقية)
- الفرقة 27 (2,408 بنادق 76% منها عرب)
- فوج المستودعات 12 (2,336 بندقية 97% منها عرب)
- الفوج 136 (1,011 بندقية)[24]

كان إجمالي «قوة بنادق» المشاة للوحدات الاثني عشر في 30 سبتمبر 28,067 بالإضافة إلى 4,000 من الفرقة 19، مما يعني إجمالي 32,067 بندقية مدعومة بنحو 268 مدفعاً. كان لدى فوجي فرقة الفرسان الثالثة في المنطقة 1400 مُنصُل، بينما انتشر الفوج الثالث من الفرقة شرق نهر الأردن. تتجاهل أرقام البنادق هذه في 30 سبتمبر 25% من بنادق كل كتيبة مشاة، والتي استُبدلت تدريجياً بالمدافع الرشاشة، بدءاً من 10 أغسطس 1917.
قرر الجيش العثماني العدول عن محاولة استعادة بغداد بحلول منتصف سبتمبر 1917. أخذ أنور باشا بنصيحة فون فالكنهاين بإرسال مجموعة جيش يلدريم إلى فلسطين لمواجهة التهديد المتزايد الذي أبلغ عنه كريس فون كريسنشتاين. أصدر أنور باشا أوامره في 26 سبتمبر لانتقال مقر الجيش الرابع إلى دمشق، وفي نفس الوقت قسم المنطقة إلى نصفين، وترك جمال باشا مسؤولاً عن سوريا وغرب شبه الجزيرة العربية. بدأ أنور باشا بتنشيط الجيش الثامن الجديد في 2 أكتوبر، بقيادة كريس فون كريسنشتاين، ونشره مع الجيش السابع، بقيادة مصطفى كمال، في مجموعة جيش يلدريم، بقيادة فون فالكنهاين. ومع ذلك، في أواخر سبتمبر، اختلف مصطفى كمال مع بعض قرارات أنور باشا وهيكل القيادة الجديد. حيث نصح بتبني سياسة عسكرية دفاعية، في ظل خطوط الاتصالات البريطانية المتفوقة، والتي من شأنها ضمان استمرار التفوق العددي في أي مسرح متنازع عليه. وكان يعتقد أن هذا الخلل في التوازن سيجعل من المستحيل على مجموعة جيش يلدريم أن تشن هجوماً. ونصح بدمج الجيشين السابع والثامن، وعرض الاستقالة لصالح كريس فون كريسنشتاين. وبعد عدة أسابيع استقال مصطفى كمال وتولى فوزي باشا قيادة الجيش السابع الذي كان لا يزال يتجمع بالقرب من حلب. وانتقل مقر الجيش الثامن بقيادة كريس فون كريسنشتاين إلى حليقات شمال هوج، بحلول أكتوبر 1917.

#### الكتائب الهجومية
أُعيد تنظيم كل فرقة مشاة إلى ثلاثة أفواج مشاة، يتألف كل منها من ثلاث كتائب مشاة وكتيبة هجومية واحدة. لم يُشكل الجيش العثماني فرق هجومية أو قوات الصدمة المتخصصة على غرار الجيش الألماني. ومع ذلك، تأسست الكتائب الهجومية بأمر من أنور باشا في 1 سبتمبر 1917، أثناء التنشيط العام للقوات الهجومية على نمط قوات الصدمة، في الجيش العثماني بأكمله. أنشأ الفيلق الخامس عشر والجيش الأول والجيش الرابع كتائب الهجوم الأولى والثانية والثالثة على التوالي. بالإضافة إلى ذلك، أمر أنور باشا كل فرقة مشاة في مجموعة جيش يلدريم وفي الجيش الرابع، بإنشاء مفارز هجومية من أفضل الضباط وضباط الصف والرجال من أفضل الوحدات في الفرقة. كان يجب أن يكون عمر هؤلاء الجنود 27 عاماً أو أقل، وأن يكونوا أذكياء وأصحاء وأقوياء. حصلت كل وحدة هجومية على دورة هجومية مدتها شهر واحد، وحصص إعاشة أفضل، وشارة مطرزة بقنبلة يدوية.

#### الطائرات
وصلت إلى فلسطين قادمة من ألمانيا خلال أكتوبر 56 طائرة من الأسراب 301 و302 و303 و304 التابعة لسلاح الطيران الألماني. في ذلك الوقت، تمركزت طائرات السرب 14 (العثماني) طراز إيه.إي.جي. ذات المقعدين في القطراني.

#### الخصائص
كذلك يُزعم إرسال التعزيزات اللازمة في فلسطين إلى القوقاز بعد «انهيار روسيا في 1917»، مما أدى إلى انخفاض معنويات الجيش العثماني. كتب هيوز في وصفه للوضع، أن «الكثيرين لم يتلقوا أي بريد من وطنهم منذ سنوات. وكان المجندون الأتراك البائسون ينتظرون هجوم قوة التجريدة المصرية في (خيام بالية) بلا شئ يرفع معنوياتهم». وكان ذلك بسبب «حالة نظام السكك الحديدية العثمانية التي جعلت الأتراك يجدون صعوبة في الحفاظ على أي قوة كبيرة في فلسطين سواء للعمليات الدفاعية أو الهجومية.» وقد وُصفت خطوط الاتصال العثمانية بأنها «مروعة»، لاعتمادها على مسار واحد يبلغ طوله 1275 ميلاً، مع أقسام ذات مقياس قياسي وضيق.
واصل الجيش العثماني في فلسطين عام 1917 إظهار معظم الخصائص التي كان يتمتع بها خلال العامين الأولين من الحرب. فكان الجيش عدوانياً من الناحية العملياتية والتكتيكية، حيث نفذ عمليات دفاعية وهجومية وتدرب باستمرار على أساليب واقعية وحديثة على مستوى القوات وفي البيئات المركزية. وفقاً لإريكسون، «كانت الفرق منظمة حسب المهام» لمجموعة متنوعة من «المهام التكتيكية المحددة». وكان القادة من ذوي خبرة ومدربين تدريباً عالياً وقادرين على «مواصلة العمل على نحو طيب في عامه الثالث من الحرب الشاملة متعددة الجبهات.»
ومع ذلك، زُعم أيضاً أن كتائب المشاة العثمانية في الخطوط الأمامية كانت «تعمل بنصف قوتها تقريباً». وزُعم أن فوج المشاة 21 في 26 أكتوبر، وفقاً لأرشيف الأركان العامة التركية، كان «يعمل بنصف قوته من الرجال المدربين» وكانت التعزيزات تفشل في مواكبة «المرضى وخسائر المعارك». وكانت آخر معاركهم التي مثلت نصراً حاسماً قد وقعت قبل سبعة أشهر، في أبريل، من خلف تحصينات قوية. ادعى النقيب حسين حسنو أمير، مساعد رئيس أركان مجموعة جيش يلدريم، أن الفرقة 16 التي كانت تضم 200 ضابط و400 ضابط صف و10,900 رجل في سبتمبر 1916، تقلصت إلى 5,017 ضابطاً ورجلاً فقط بحلول 15 أكتوبر 1917. ثم «بلغ عدد كتائب مشاة الثلاث في فوج المشاة 78 حوالي 400 رجل (من أصل تفويض بحوالي 750 رجلاً لكل كتيبة).» كما ادعى أن كل فرقة في دفاعات غزة كانت أقل من قوتها بنسبة 50%، ولكن لم يرد ذكر لإنشاء كتائب هجومية. بالإضافة إلى ذلك، أُبلغ عن حالات الفشل المزمنة بسبب الخسائر ونقص القوى البشرية، كونها «متفاقمة نتيجة الاستنزاف الرهيب بسبب المرض والفرار من الجيش.» أبلغت مجموعة جيش يلدريم في 3 أغسطس 1917، عن «عجز يبلغ حوالي 70,000 جندي»، وحتى التعزيزات المقترحة ينقصها 40.000 جندي. وفقاً لما ذكره يلدريم حسين حسني من مجموعة يلدريم، «في سبتمبر 1917، أبلغ مصطفى كمال، قائد الجيش السابع في فلسطين، أنور باشا أن 50% من الفرقة 54 القادمة إما كانوا صغاراً جداً أو كباراً في السن؛[بحاجة لمصدر] وكتيبة من إحدى أفضل الفرق غادرت إسطنبول بألف جندي، لتصل إلى حلب مع 500 رجل فقط.»
كانت حصص الإعاشة والقيادة بين الفرق التي تواجه قوات الإمبراطورية البريطانية مزرية أيضاً، وفقاً لماسي، حيث كتب «إذا كان...[الجيش العثماني]... تحت قيادة حسنة ولديه إعاشة كافية»، لكان من المفترض أن تقاوم الفرق العثمانية؛ رقم 3 و7 و16 و19 و20 و24 و26 و27 و53 و54 وفرقة الفرسان رقم 3، بقوة أكبر.

#### خط غزة–بئر السبع

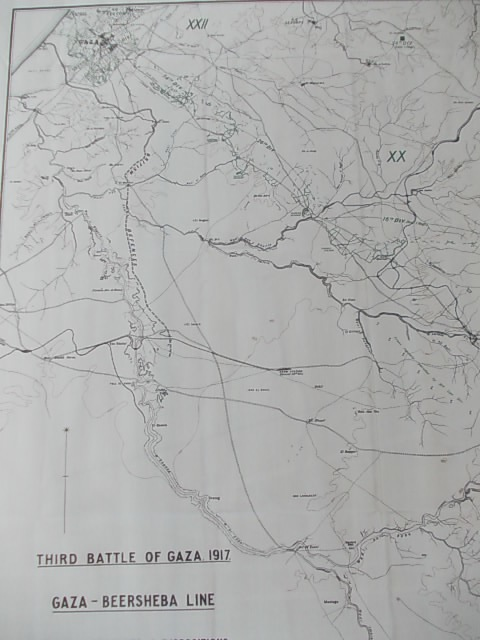
القسم الغربي من خط غزة – بئر السبع

عُززت الدفاعات في غزة بعد أبريل. فبُنيت العديد من المنازل على سلسلة من التلال، ولكل منها حديقتها الخاصة المحاطة بتحوطات عالية من نبات الصبار، وتشغل مساحة لا يقل عمقها عن ميل واحد (1.6 كم). إلى جانب هذه المنطقة الهائلة، كان لا بد من مهاجمة 12,000 ياردة (11,000 م) من الخنادق غرب المدينة من قبل المشاة لأن ألنبي لم يكن عنده مدفعية كافية للقيام بهذه المهمة. حُصن كلا من تل الشريعة وبئر السبع بشدة على وجه الخصوص من قبل القوة العثمانية، وأُقيمت مواقع متصلة سلكياً دائمة وراسخة من الساحل في غزة إلى شلال على وادي غزة، ودافع عنها المشاة. ذكر تقدير عثماني أنه نتيجة شُح المياه، فإن أي هجوم على بئر السبع لا يمكن أن يتم إلا بسلاح فرسان واحد وفرقة مشاة واحدة.
اعتمدت الدفاعات العثمانية ذات الموقع الجيد على الجنود العثمانيين الراسخين المستعدين لاغتنام كل فرصة للهجوم المضاد. كانت كل من غزة وبئر السبع محاطة فعلياً بالتحصينات. وكان الهجوم متوقعاً من قبل قوة التجريدة المصرية وكان الجيش العثماني على علم باستعدادات التجريدة للهجوم.
قُدرت قوة وحدات مجموعة جيش يلدريم التي تسيطر على خط غزة إلى بئر السبع بنحو 40,000 بندقية، على الرغم من أنه تبين لاحقاً أن الرقم أقرب إلى 33,000 بندقية و1,400 منصل و260 مدفع، بما في ذلك الفرقة 19 الاحتياطية في عراق المنشية. وفوج المستودع 12 في الخليل. وفي حين كان كلا من تل الشريعة وبئر السبع محصنان بقوة على وجه الخصوص من قبل المدافعين العثمانيين، كانت هناك مواقع دائمة محصنة بقوة ومتصلة سلكياً تمتد من البحر في غزة إلى شلال على وادي غزة.
ارتفع عدد المدافعين عن خط غزة إلى بئر السبع إلى تسعة فرق وفرقة واحدة لسلاح الفرسان في 31 أكتوبر. أدى انتشار مجموعة جيش يلدريم قبل المعركة إلى سيطرة جيشين ميدانيين على خط غزة-بئر السبع «جنباً إلى جنب». وانتشر الجيش الثامن على اليمين وكان مقره في حليقات شمال هوج،
الفيلق 22 بقيادة رفعت بك ومقره في جباليا يحتفظ بالمواقع شديدة التحصين حول غزة مع الفرقتين 3 و50.
الفيلق 20 بقيادة علي فؤاد بك ومقره في هوج، كان يسيطر على الشريعة مع الفرق 16 و26 و54، ويمسك الخط شرقاً مع الفرقتين 26 و54.
احتياطي الجيش في دير سنيد الفرقة 7 والفرقة 19، والتي كانت إما في عراق المنشية 25 ميلاً (40 كم) شمال بئر السبع و19 ميلاً (31 كم) شمال شرق غزة، أو في منطقة التجمع 20 كم ( 12 ميل) خلف الجبهة.
لقد تحولت غزة إلى حصن منيع، مددجة بشدة بالسلاح والأسلاك. وتمتد من البحر المتوسط على جانبي غزة سلسلة من المجموعات القوية من المواقع في سيحان والعطاونة وأبو هريرة-عرب التياها وبئر السبع، كما تمتد شرقاً لمسافة 30 ميلاً (48 كم) إلى نقطة جنوب الشريعة. وتمتد هذه المجموعات من المواقع الدفاعية عبر السكة الحديدية، وتتمتع «بميزة المراقبة على المنحدرات الطويلة العارية التي يجب على المهاجم عبورها.» كانت هناك ثغرة خلف هذه المواقع الرئيسية تبلغ حوالي 8 أميال (13 كم) إلى الدفاعات في بئر السبع حيث قلل هذا البلد الصحراوي من خطر هجوم قوة التجريدة المصرية. ومع ذلك، فقد أُقيمت دفاعات قوية إلى الغرب والجنوب الغربي من بئر السبع بحامية من الجيش السابع قوامها 5,000 جندي تحمي آبارها الهامة، ومدعومة بعدد من التلال العالية المحصنة حول بئر السبع.

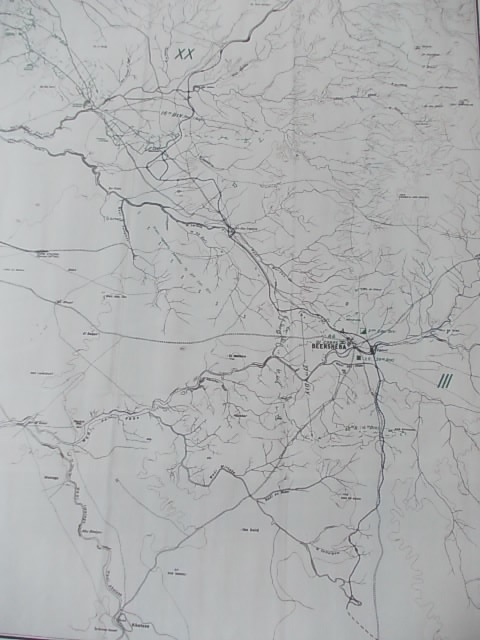
بئر السبع، نهاية خط غزة–بئر السبع

انتشر الجيش السابع على اليسار بقيادة فوزي باشا –
الفيلق 3 في القوقا أو في احتياطي الفيلق 20 بالقرب من خربة الجمامة شرق هوج (الفرقة 24) في بئر السبع (الفرقة 27، 16، فرقة الفرسان 3) أيضاً في بئر السبع.
دافعت الفرقة 27 العثمانية عن بئر السبع، معززة بكتائب من الفرقتين 16 و24. وفيها تألفت التحصينات من خطين من المواقع الدفاعية. وكان الخط الخارجي يدور حول البلدة من طريق غزة-بئر السبع حيث يمر الخط عبر الأراضي المرتفعة إلى الشمال الغربي من بئر السبع قبل أن يستمر إلى الغرب والجنوب الغربي من بئر السبع حتى رأس غنام. وهو يقع في المتوسط على بعد حوالي 7000 ياردة (6400 م) من بئر السبع، وكان نصف الدائرة من الدفاعات مدججة بالسلاح ومحاطة بالأسلاك. فيما شمل الخط الخارجي للدفاعات إلى الشمال الشرقي والشرق والجنوب الشرقي، سلسلة من المعاقل أو المواقع القوية على الأرض المرتفعة في تل السكاتي وتل السبع، إلى جانب منزلين حجريين يدافعان عن الضفة الشمالية لوادي السبع. أما الخط الدفاعي الداخلي الثاني فقد طوّق بالكامل مدينة بئر السبع نفسها، ويعبر وادي السبع إلى الجنوب من جسر السكة الحديدية. أوصى كريس فون كريسنشتاين بتدمير الآبار في بئر السبع قبل المعركة، وسحب الحامية إلى التلال الواقعة شمال المدينة، لأنه اعتقد بعدم وجود قوات كافية للدفاع عن بئر السبع بنجاح. وجادل إنه من التلال إلى الشمال، يمكن لحامية بئر السبع مهاجمة جناح أي وحدات لقوة التجريدة المصرية التي تتحرك ضد هريرة والشريعة، لكن فون فالكنهاين رفض هذه النصيحة.

### القوة المهاجمة
أُعيد تنظيم قوة التجريدة المصرية وتعزيزها خلال فترة الجمود في جنوب فلسطين للتغلب على القوات العثمانية المعززة والراسخة بقوة التي تسيطر على خط غزة إلى بئر السبع. تلقى ألنبي توجيهاً من مجلس الوزراء الحربي «بضرب الأتراك بأقصى قوة ممكنة» وهزيمة القوات المعادية أينما عارضت قوة التجريدة المصرية. وكان عليه أن يبدأ الهجوم «في أقرب وقت ممكن في سبتمبر» قبل أن يتمكن الجيش العثماني من إعادة نشر قواته بعد انسحاب روسيا من الحرب. وأكد روبرتسون أن ألنبي تلقى تأكيداً ببذل «كل ما هو ممكن» لإعادة قوة التجريدة المصرية إلى قوتها الكاملة وتزويدها بالذخائر بالكامل. ومع ذلك، «لم يكن هناك أي احتمال في الوقت الحاضر بإمكانية إرسال التعزيزات الإضافية إليك... المطلوبة للعمليات خارج خط يافا-القدس.» بحلول هذا الوقت كانت القوة الاقتصادية الأوروبية تتنافس على الموارد البريطانية المحدودة، والتي كانت تقيدها هجمات الغواصات الألمانية الناجحة للغاية والتي دمرت السفن والإمدادات البريطانية، مع معركة إيبرس الثالثة التي بدأت في 31 يوليو. ومع ذلك، كان هناك المزيد من المدفعية في الطريق، وصُرح بمضاعفة خط السكة الحديدية في 21 يوليو.
كانت القوة القتالية لقوة التجريدة المصرية 100,189:
فيلق الصحراء الراكب: 745 ضابطاً، و17,935 رتبة أخرى في فرق الأنزاك والأسترالية ويومانري الراكبة
الفيلق 20: 1,435 ضابطاً، و44,171 رتبة أخرى في الفرق 10 و53 و60 و74.
الفيلق 21: 1,154 ضابطاً، و34,759 رتبة أخرى في الفرق 52، 54، 75. وكانت القوة مكونة من:
الفيلق 20 (الفريق السير آر. دبليو. تشيتود، بارت.)
الفرقة 10 (الأيرلندية) (اللواء جيه. آر. لونغلي)
اللواء 29
اللواء 30
اللواء 31
الفرقة 53 (الويلزية) (اللواء إس. إف. موت)
اللواء 158 (شمال ويلز).
اللواء 159 (تشيشاير).
اللواء 160 (الحدود الويلزية).
الفرقة 60 (2/2 لندن) (اللواء جيه. إس. إم. شيا)
اللواء 179 (2/4 لندن).
اللواء 180 (2/5 لندن).
اللواء 181 (2/6 لندن).
الفرقة 74 (يومانري) (اللواء إي. إس. جيردوود)
اللواء 229
اللواء 230
اللواء 231
فوج سلاح الفرسان – 1/2 مقاطعة لندن يومانري
مدفعية الفيلق - مجموعة المدفعية الثقيلة رقم 96
الفيلق الحادي والعشرون (الفريق السير إي. إس. بالفن)
الفرقة 52 (الأراضي المنخفضة) (اللواء جيه. هيل)
اللواء 155 (جنوب اسكتلندا).
اللواء 156 (البنادق الاسكتلندية).
اللواء 157 (مشاة المرتفعات الخفيفة).
الفرقة 54 (شرق أنجليا) (اللواء إس. دبليو. هير)
اللواء 161 (إسيكس).
اللواء 162 (شرق ميدلاند).
اللواء 163 (نورفولك وسوفولك).
الفرقة 75 (اللواء پي. سي. بالين)
اللواء 232
اللواء 233
اللواء 234
فوج سلاح الفرسان – فوج يومانري المركب.
مدفعية الفيلق – مجموعات المدفعية الثقيلة 97 و100 و102
اللواء الهندي 20 (العميد إتش. دي. واتسون)
فيلق الصحراء (الفريق السير إتش. شوفيل)
فرقة الأنزاك الراكبة (اللواء إي. دبليو. سي. تشايتور)
اللواء 1 من الخيول الخفيفة (العميد سي. إف. كوكس)
اللواء 2 من الخيول الخفيفة (العميد جي. دي. إل. رايري)
لواء البنادق النيوزيلاندي (العميد دبليو. ميلدروم)
اللواء 18، مدفعية الخبالة الملكية (بطاريات إينفيرنيس شاير وأيرشاير وسومرست) مسلح بمدافع مدقة-13 ورتل ذخيرة للفرقة
الفرقة الأسترالية الراكبة (اللواء هنري دبليو. هودجسون)
اللواء 3 من الخيول الخفيفة (العميد إل. سي. ويلسون)
اللواء 4 من الخيول الخفيفة (العميد دبليو. غرانت)
اللواء 5 الراكب (العميد بيرسي ديزموند فيتزغيرالد/پي. جيه. ڤي. كيلي)
اللواء 19، مدفعية الخيالة الملكية (بطاريات 1/إيه و1/بي من سرية المدفعية التشريفية، و1/1 نوتنغهامشير من مدفعية الخيالة الملكية) مسلح بمدافع مدقة-13 ورتل ذخيرة للفرقة
فرقة يومانري الراكبة (اللواء جي. دي. إس. بارو)
اللواء 6 الراكب (العميد سي. إيه. سي. غودوين)
اللواء 8 الراكب (العميد سي. إس. روم)
اللواء 22 الراكب (العميد پي. دي. فيتزغيرالد)
اللواء 20، مدفعية الخيالة الملكية (بطاريات بيركشاير وهامبشاير وليسترشاير) مسلح بمدافع مدقة-13 ورتل ذخيرة للفرقة
احتياطي الفيلق
اللواء 7 الراكب (العميد جيه. تي. ويغان)
بطارية إسيكس من مدفعية الخيالة الملكية ورتل ذخيرة اللواء
لواء فيلق الجمال الإمبراطوري (العميد سي. إل. سميث)
بطارية جِمال هونغ كونغ وسنغافورة، مدفعية الحامية الملكية. خُفض مستوى مدفعية فيلق الصحراء في منتصف سبتمبر من مدافع مدقة-18 إلى مدافع مدقة-13، والتي وصفها إريكسون بأنها أصبحت «ذات قدرة أكبر».
قوات القيادة العامة
فرسان الجيش
لواء فرسان الخدمة الإمبراطورية (اللواء (العميد المؤقت إم. إتش. هندرسون)
قوات إشارة كاثيوار
كتيبة الإسعاف الميداني 124 لسلاح الفرسان الهندي. كانت القوة المركبة للفيلق 21 والتي تتكون من فرقة تقريباً، وتتألف من لواء المشاة الهندي 25، وكتيبة الهند الغربية، والمفرزة الفرنسية في فلسطين، والمفرزة الإيطالية في فلسطين، معسكرة شرق الفرقة 75 في منطقة الشيخ عباس.

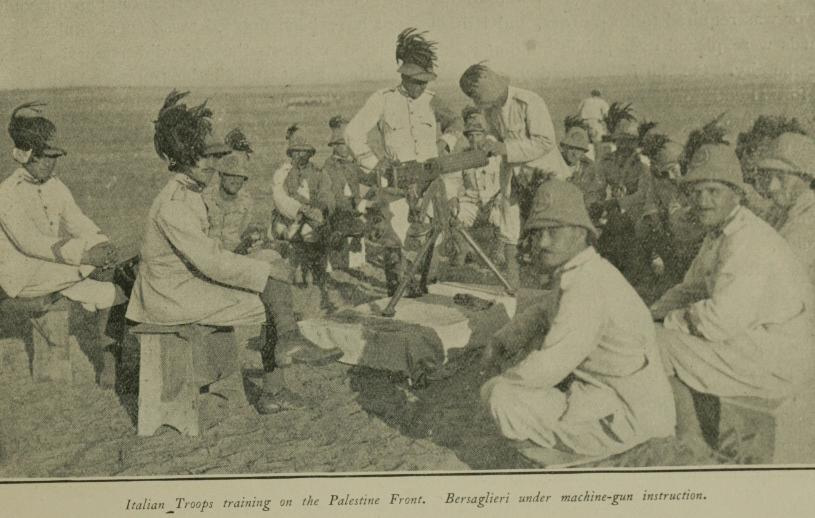
جنود من قوة بيرساغلييري الإيطالية مع مدرب مدفع رشاش في فلسطين

كانت قوة التجريدة المصرية تتألف في المجمل من 200,000 رجل (بما في ذلك العمال العرب)، و46,000 حصان، و20,000 جمل، وأكثر من 15,000 بغل وحمار، ومئات من قطع المدفعية. بلغت قوة البنادق الرسمية للتجريدة في 28 أكتوبر 1917، 80,000 في فرق المشاة ولواء الجمال الإمبراطوري، و15,000 في سلاح الفرسان بما في ذلك ألوية البنادق الراكبة والمشاة الراكبة. ومع ذلك، بلغت «القوة الفعلية... حوالي 60,000 و12,000 على التوالي.» وهذا يمثل نسبة قابلة للمقارنة تبلغ 2:1 للمشاة، و8:1 لسلاح فرسان وحوالي 3:2 للبنادق.
كان معظم مشاة ألنبي عبارة عن فرق إقليمية، حُشدت عند اندلاع الحرب وكان لدى معظم الكتائب، إن لم يكن كلها، بعض ضباط الجيش النظامي وضباط الصف. قاتل عدد من الفرق ضد الجيش العثماني خلال حملة غاليبولي. قاتلت الفرقة 52 (الأراضي المنخفضة) في رأس هيليس (جهنم بورونو)، بينما قاتلت الفرقة 53 (الويلزية) والفرقة 54 (شرق أنجليا) في خليج سوفلا، بينما قاتلت الفرقة 60 (الثانية/الثانية من لندن) على الجبهة الغربية وفي سالونيك. تشكلت الفرقة 74 (يومانري) مؤخراً من 18 فوجاً من أفواج يومانري محدودة القوة والتي قاتلت جميعها في غاليبولي. كما قاتلت الفرقة 10 (الأيرلندية)، وهي فرقة من الجيش الجديد (كيه1) في خليج سوفلا وفي سالونيك. وقاتلت الألوية الثلاثة من فرقة الأنزاك الراكبة ولوائي الخيول الخفيفة من الفرقة الأسترالية الراكبة الجيش العثماني في غاليبولي.
وافق ألنبي على شن الهجوم بمجرد اكتمال الترتيبات وكان لديه سبع فرق مشاة جاهزة للعمل. كان ألنبي ينتظر «تعزيزات من إنجلترا» خلال شهر أكتوبر. كتب ألنبي إلى روبرتسون في 17 أكتوبر، أن الفرقة 75 اكتملت لكن الفرقة 10 (الأيرلندية) تعاني من حوالي 3,000 حالة حمى وتفتقر إلى المستوى (باء) من رتل الذخيرة الخاص بها. وكان يأمل أن تكون الفرقة الأيرلندية كاملة وقادرة على استخدام ما بين 8,000 و9,000 بندقية «على مدار اليوم». بالإضافة إلى ذلك، كان ألنبي على اتصال وثيق بقباطنة البحرية، أثناء انتظار التعزيزات، للتأكد من أنهم استطلعوا شخصياً بحرهم وأرضهم حتى «يعرفوا بالضبط ما يتوجب عليهم فعله».

#### الطائرات
كُلفت طائرات جناح الجيش بتنفيذ استطلاعات استراتيجية، والإبلاغ عن الاحتياطيات العثمانية خلف خطوطها، والقيام بمهام التصوير والغارات الجوية. وكان من المقرر أن يوفر سرب مقاتلات الجيش الحماية من الهجوم الجوي المعادي، بينما كان سرب القصف التابع للجيش مستعدًا لشن غارات جوية. ونفذت أسراب الطائرات التابعة لفيلقي المشاة دوريات مدفعية وتماس، إلى جانب الاستطلاع التكتيكي. كان جناح الجيش يقوم عادةً بتصوير خنادق المعادية يومياً. كانت إحدى الطائرات الملحقة بالفيلق 20 مسؤولة عن تنفيذ دوريات المدفعية والاتصال والاستطلاع التكتيكي لفيلق الصحراء.
بالإضافة إلى وصول التعزيزات البريطانية، حلت جميع أنواع المعدات الحربية إلى جانب المدافع الثقيلة ووسائل النقل والطائرات السريعة الحديثة محل الطائرات البطيئة، التي تفوقت عليها طائرات فوكر وألباتروس سكاوت الألمانية. وصلت أولى طائرات آر.إي.8 الجديدة إلى السرب رقم 1 في 17 أكتوبر جنباً إلى جنب مع طائرات مارتينسيدس الجديدة، المزودة بمحرك بقوة 160 حصاناً بدلاً من المحركات القديمة بقوة 120 حصاناً. ونتيجة لذلك، انتقلت السيطرة الجوية من الجيش العثماني إلى قوة التجريدة المصرية تدريجياً، والتي كان يسيطر عليها منذ حملة سيناء.
وصلت طائرات بريستول المقاتلة الجديدة دفعة واحدة لإنشاء السرب رقم 111 من الفيلق الجوي الملكي والذي أعقبه بعد فترة وجيزة السرب رقم 113، الذي تولى عمليات الفيلق، وإعفاء السرب رقم 1 من بعض استطلاعات الخنادق، حيث أصبح بدوره سرب قصف متخصص. وُجه الطيارين والمراقبين الجدد من مدرسة التدريب إلى الأسراب وفي أغسطس، سمح مقر القوة الإمبراطورية الأسترالية للسرب رقم 1، بالاحتفاظ باحتياطي بنسبة 50% من ضباط الطيران في المقام الأول. ولم تُستغل هذه القيمة الكاملة لهذا البند تماماً حتى الحرب الجوية في 1918.

#### القوات الشريفية
كان ألنبي يأمل في أن يتمكن لورانس والقوة العربية الشريفية من دعم هجوم سبتمبر، مدركاً أنهم كانوا منخرطين في الحصاد قبل سبتمبر، لكن «عليهم أن ينطلقوا قبل نهاية سبتمبر» قبل انتقالهم الطبيعي إلى أراضي رعي الجمال في الصحراء السورية. «إنهم، بطبيعة الحال، لن يفعلوا ولا يمكنهم أن يفعلوا الكثير ما لم أتحرك؛ ولن يكون هناك فائدة كبيرة من تدمير اتصالات الأتراك ما لم استغل فوراً هذا التدمير... إذا اقحمتهم في القتال ولم أحقق تقدماً بنفسي، فهذا سيعرضهم أيضاً للانتقام، مما يعني الإبادة لبعض القبائل، مثل الدروز في جنوب دمشق».

#### الإمدادات
تطلبت خطط ألنبي الإستراتيجية للاستيلاء على خط بئر السبع واحتلال القدس في نهاية المطاف، التصميم التام للقائد، وخطوط إمداد فعالة لدعم حركة قواته. اعتمد الهجوم بالكامل على خطوط اتصال فعالة. وكان من الضروري وضع ترتيبات متقنة لإمدادات المياه والمؤونة والذخيرة، حتى تتمكن فرقتان من عبور الأراضي القاحلة ومهاجمة بئر السبع. في الواقع، تطلب شُح المياه أن يكون الهجوم حاسماً، وإلا فإن الفرق الخيالة ستضطر إلى الانسحاب حيث المياه.
ومع ذلك، فإن سلسلة من الاستطلاعات والجهد الذي بذله المهندسون الميدانيون في الصحراء الجرداء الظاهرة للعيان، بناءً على معلومات استخباراتية، أنتجت مياهاً كافية للخيول غرب بئر السبع، وكانت الخيول تدور جنوباً في انحناءة واسعة. كشفت سجلات جمعية استكشاف فلسطين أن الخلصة تحتل موقع مدينة إليوسا اليونانية، على بعد 13 ميلاً (21 كم) جنوب غرب بئر السبع وأن عسلوج كانت بلدة كبيرة، على بعد 16 ميلاً (26 كم) جنوب بئر السبع. وقد تحقق قائد سلاح المهندسين الملكي بفيلق الصحراء الراكب من احتمالية العثور على المياه في هذين المكانين من قبل، وثبت ذلك من سؤال قاطني المنطقة. فوُضعت خطط لاستخراج مصادر المياه هذه. أُجري استطلاع لمدة 48 ساعة من تل الفارعة في الفترة من 23 إلى 25 سبتمبر لمسح الطرق والمياه في منطقتي العيساني والخلصة.
أُرسلت وحدات من الفيلق 20 إلى الأمام لتشكيل مخازن إمدادات وخزانات مياه في العيساني خلال ليلة 20/21 أكتوبر، بينما استخرج مهندسو فيلق الصحراء المياه في الخلصة وعسلوج التي سبق لهم استطلاعهما. وانتهى خط المقياس المعياري إلى العمارة وافتُتحت المحطة في 28 أكتوبر. وامتد خط السكة الحديدية إلى نقطة 0.75 ميل (1.21 كم) شمال-شمال-شرق كارم وافتُتحت محطة هناك في 3 نوفمبر. وانتهى خط السكة الحديد الخفيف من الضفة الشرقية لوادي غزة عند القملي عبر عين كارم إلى الخاسف في 30 أكتوبر. في الفترة ما بين 22 أكتوبر و1 نوفمبر، استُخرجت المياه من مندور إلى الشيخ عجلين عبر الفيلق 21، وفي العيساني والعمارة وكارم وعين الخاسف عبر الفيلق 20، وفي أبو غليون وملقة والخلصة وعسلوج عبر فيلق الصحراء. امتلأت الصهاريج في منطقة الخاسف ومسيري بنحو 60 ألف غالون من المياه للفرقتين 53 و74، على أن تستكملها قوافل الجمال.
استمر العمل ليلاً ونهاراً في استخراج المياه، بعد انتقال اللواء الثاني من الخيول الخفيفة إلى بئر العيساني ولواء فيلق الجمال الإمبراطوري إلى أبو غليون. دُعم هذين اللواءين من قبل الأسراب الميدانية لفرقتي الأنزاك والأسترالية الراكبتين. وتفقد ألنبي بنفسه مراكز المياه في أعمال شلال وشاهد المهندسين وهم ينظفون آبار الخلصة وعسلوج. لقد منح وصوله المفاجئ واهتمامه الشديد أولئك الذين يتولون العمل الصعب والقذر إحساساً بالأهمية التي يوليها ألنبي لعملهم.
كتب المؤرخ ماثيو هيوز حول أهمية المياه: «مَثَلَ الماء العامل الحاسم في نجاح خطة ألنبي أو فشلها في معركة غزة الثالثة.» أقر ألنبي بالمشكلة في 21 أغسطس. قائلاً «من المحتمل تفجير الآبار.». وكان يعتقد أنه سيكون هناك «ثمة ماء» في وادي السبع ووادي المالح لكنه لم يكن واثقاً من الكمية، واعترف بأن ذلك كان «...أكثر الأوقات جفافاً في العام.». ومع ذلك ولحسن حظ البريطانيين، خلفت العواصف الرعدية التي حدثت في 25 أكتوبر بركاً من المياه على مساحة واسعة. في وعلى الرغم من اتخاذ جميع الخطوات الممكنة لضمان الإمدادات الكاملة والمنتظمة، تضمنت تعليمات ألنبي الإدارية التنبيه التالي: «تستند هذه الحسابات إلى حجم حصص الإعاشة المتنقلة الكاملة. وربما من الضروري مضاعفة جميع المسافات ووضع القوة على نصف حصص الإعاشة.» ومع ذلك، يشير هيوز إلى أنه «دون الماء في بئر السبع، لكان سلاح الفرسان يعتمد على محطات السكك الحديدية في عين كارم أو حتى رفح.»

##### وسائل نقل الفيلق 20 و21
لم يكن هناك ما يكفي من وسائل النقل لإبقاء كل من الفيلق 20 والفيلق 21 في الميدان في نفس الوقت. ونتيجة لذلك، سُحبت معظم الشاحنات والجرارات (باستثناء جرارات الذخيرة) والجمال التابعة للفيلق 21 الذي يسيطر على قطاع غزة، ونُقلت لتعزيز إمدادات الفيلق 20 في قطاع بئر السبع، «الجناح الضارب». تأخرت حركة نقل الفيلق 21 إلى شلال وكارم، إلى جانب مد السكة الحديدية إلى كارم، حتى اللحظة الأخيرة، لتجنب لفت الانتباه إلى هذا الجزء من خط المواجهة. وفي الوقت نفسه، أُقيمت مخازن حصص الإعاشة والذخيرة ومخازن المهندسين في منطقة الفيلق 21 في مواقع مخفية.

## 31 أكتوبر - 7 نوفمبر

### الاستيلاء على خط غزة-بئر السبع
ينص أمر القوة رقم 54 الذي أصدره ألنبي في 22 أكتوبر على أنه كان ينوي «شن الهجوم»على بئر السبع وغزة، ثم شن «هجوم التفافي» باتجاه هريرة والشريعة. «لقد طرد ألنبي الأتراك من مواقعهم الدفاعية»، واجتاح خط غزة-بئر السبع بالكامل، مع أسر أو استسلام 12.000 جندي عثماني. كان التقدم اللاحق سيأخذ قوة التجريدة المصرية إلى القدس في 9 ديسمبر.
يصف ألنبي الاستيلاء على بئر السبع في تقريره الذي كتبه في المساء بعد المعركة:
«استمر القتال الشديد» ضد حرس المؤخرة العثماني القوي، على الرغم من تكبد المدافعين العثمانيين لخسائر فادحة في بئر السبع، مما أدى إلى تأخير اختراق قوة التجريدة المصرية لمدة سبعة أيام. اعتمد استمرار الهجوم من القاعدة حتى ذلك الحين على إمداد القوة المهاجمة بكفاءة. زوُدت الفرقة الأسترالية الراكبة من خلال قطار فرقتهم الذي جلب الإمدادات لهم في بئر السبع في 2 نوفمبر. في 31 أكتوبر، عاد قطار الفرقة الأسترالية من العيساني إلى القملي، حيث حملوا الإمدادات قبل التوجه إلى رشيد بك. حيث وصلوا الساعة 17:00 يوم 1 نوفمبر. وانطلقوا في الساعة 09:30 يوم 2 نوفمبر، وتحركوا على طول وادي ساليا الطويل المترب باتجاه بئر السبع عبر التل 1070. توقف قطار الفرقة لتناول الطعام والراحة خلال إطعام الدواب، قبل مواصلة طريقه للوصول إلى بئر السبع والمبيت في الساعة 20: 00. وفي الساعة 08:00 يوم 3 نوفمبر، بدأوا في تفريغ الإمدادات.

### الوضع الطبي
جمع حاملو نقالات الإسعاف الذين كانوا يتابعون عن كثب خلف الأفواج الجرحى حيث سقطوا. وتشكل أول مستشفى ميداني للفرق من أقسام متنقلة في قسم الزنة، على بعد حوالي 3 أميال (4.8 كم) شرق بئر السبع في الساعة 12:30. وعندما استكفى، تشكل آخر في الساعة 19:00 بالقرب من بئر السبع. وبقي الجرحى البالغين 165 من فرقتي الأنزاك والأسترالية الراكبتين طوال الليل. نُقل هؤلاء الجرحى إلى المستشفى العثماني في بئر السبع الذي جرى تسليمه بعد وصول وحدة العمليات والمستشفى الميداني للفرقة الأسترالية الراكبة في الساعة 07:00 يوم 1 نوفمبر. وصل المستشفى الميداني لفرقة الأنزاك الراكبة وسيارات القوافل الاحتياطية في الساعة 11:00 عندما بدأ الإخلاء إلى العمارة عبر قافلة سيارات الإسعاف وعربات الإسعاف الخفيفة (فورد). في 2 نوفمبر، استولى الفيلق 20 على المستشفى العثماني عندما انتقل المستشفى الميداني للفرقة الأسترالية الراكبة إلى دار البلدية حيث بدأ وصول جرحى المعارك في التلال الواقعة شمال المدينة.

#### تلال الخليل الجنوبية باتجاه الخليل
واصل المدافعون العثمانيون لمدة أسبوع السيطرة على معظم قطاع غزة القديم حتى خط بئر السبع بعد الاستيلاء على بئر السبع، بما في ذلك الشريعة، وغزة إلى جانب معقلي تانك والعطاونة. «لم يكن الماء بمثل الدفاع القوي والعمل الهادئ تحت نيران العدو الذي صمد في خطه لمدة سبعة أيام بعد سقوط بئر السبع مما سمح لجيشه بالانسحاب بطريقة منظمة.» ركزت على مسألة المياه. «مَثَل الماء العامل الحاسم في نجاح أو فشل خطة ألنبي في معركة غزة الثالثة.» وفي الواقع، وُصف عودة الفرقة الأسترالية الراكبة تجاه المياه في عين كارم بأنها أفسدت «الغرض الكامل من عملية التطويق... لقد باءت محاولة قطع الطريق على قوات العدو بالفشل» بسبب التأخير الناجم عن صعوبات المياه.
انسحب المدافعون العثمانيون بعد خسارة بئر السبع إلى الشمال والشمال الغربي باتجاه تل الشريعة وشمالاً باتجاه تل الخويلفة. كان على أولئك الذين انسحبوا شمالاً الدفاع عن مقر الجيش السابع في الخليل والطريق شمالاً إلى القدس على بعد أقل من 50 ميلاً (80 كم). وهناك تمركزت قوة عثمانية كبيرة، بما في ذلك جميع وحدات الاحتياط المتاحة، في منطقة تل الخويلفة لمواجهة الهجمات القوية من قبل فرقة الأنزاك الراكبة. هذه الهجمات التي بدأت في اليوم التالي للاستيلاء على بئر السبع، لقيت مقاومة شديدة خلال معركة تل الخويلفة من قبل المدافعين العثمانيين الذين كانوا يخشون هجوماً كبيراً لسلاح الفرسان.

#### ساحل البحر المتوسط
شن الفيلق 21 عدة هجمات خلال معركة غزة الثالثة، من قبل الفرقة 52 (الأراضي المنخفضة)، والفرقة 54 (شرق إنجلترا) والفرقة 75. كان الغرض الرئيسي من هذه العمليات هو إبقاء الحامية العثمانية المكونة من 8,000 جندي مدعومين بعدد 116 مدفع في مكانها. شن الفيلق 21 هجوماً في الساعة 23:00 ليلة 1/2 نوفمبر باتجاه أمبريللا هيل. وشن الهجوم الثاني بعد ساعات قليلة في الساعة 03:00 باتجاه معقل العريش. هدفت هذه الهجمات، التي ركزت على قطاع يبلغ طوله ميلين (3.2 كم) من الدفاعات بين أمبريلا هيل والساحل، إلى الاستيلاء على ثلاث مجموعات من مجمعات الخنادق أو المعاقل، تسميها قوة التجريدة المصرية «العريش» و«رفح» و«كريكيت». كانت هذه التحصينات مرتبطة بقوة من خلال «سلسلة من خطوط الخنادق التي يبلغ سمكها عدة طبقات، ومدعومة بخنادق ومعاقل أخرى.» خلال هذه الهجمات، التي لم يكن المقصود منها أبداً الاستيلاء على غزة، بل فقط الخط الأول من الخنادق العثمانية، استخدم الفيلق تكتيكات مشاة جديدة، وكان مدعوماً بالدبابات وكمية كبيرة من المدفعية، وجرى تنظيمها وفقاً لنمط الانتشار على الجبهة الغربية.

#### في المركز

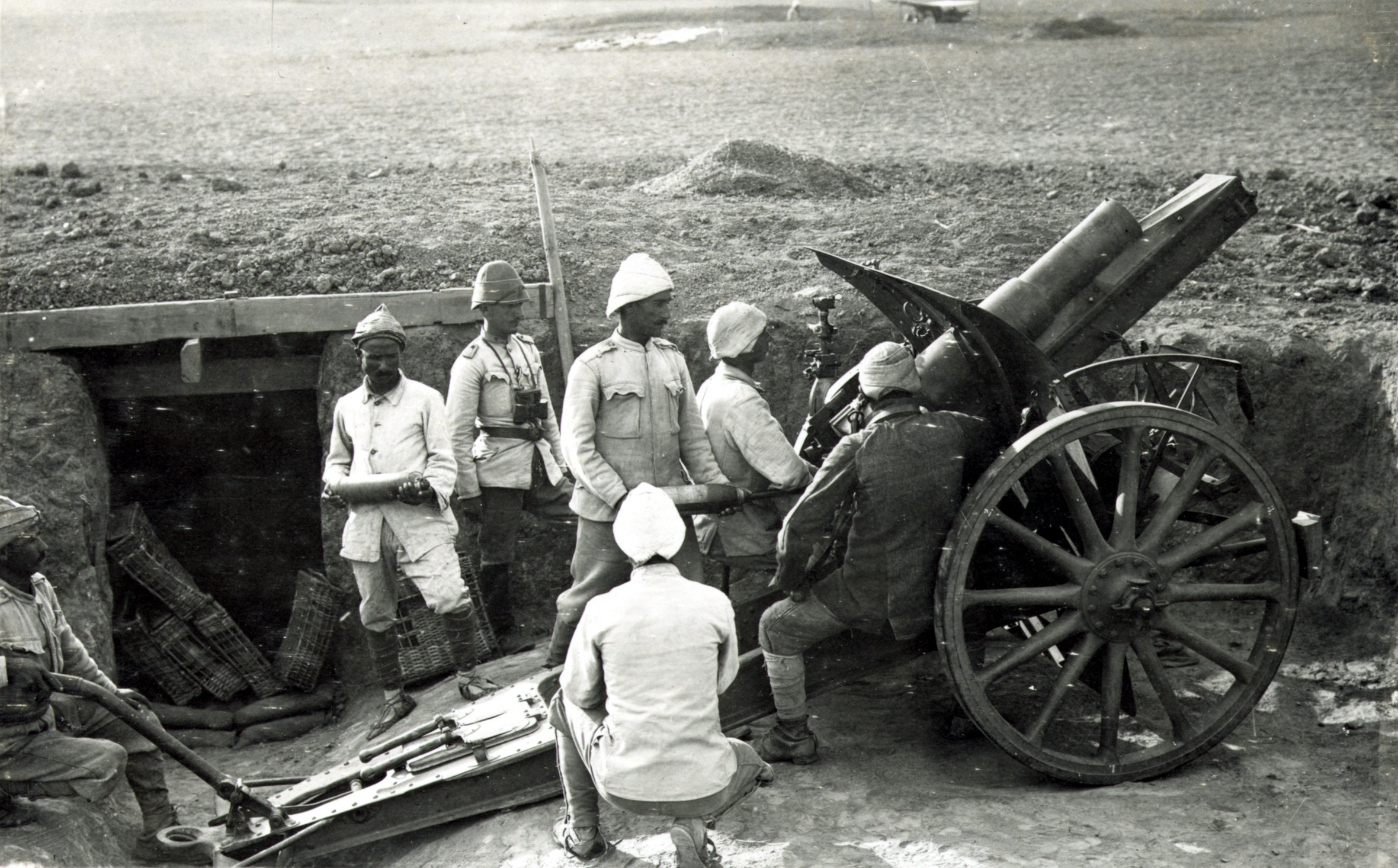
المدفعية العثمانية في هريرة

وقع الهجوم الجانبي الرئيسي على خط الجبهة العثماني الممتد من غزة في 6 نوفمبر من قبل قوة التجريدة المصرية في المركز في هريرة والشريعة، وأُحدثت ثغرة لتقدم فيلق الصحراء الراكب للاستيلاء على هوج في طريقه إلى ساحل البحر المتوسط.
ومع ذلك، كان هناك أقل من 8,000 فارس متاح من أصل 17,000 في فيلق الصحراء. ولم يكن هناك سوى ثلاثة ألوية من الخيول الخفيفة ولواء راكب واحد متاحين على الفور في 7 نوفمبر للمشاركة في الاختراق. كان اللواء الأول والثاني من الخيول الخفيفة (فرقة الأنزاك الراكبة)، واللواء الرابع من الخيول الخفيفة، واللواء الخامس من الخيول الخفيفة بينما كان اللواء الثالث من الخيول الخفيفة (الفرقة الأسترالية الراكبة) ينتظر إعفاءه من أعمال المعاقل التي تربط بين الفيلق 20 والفيلق 21. انخفضت قوة فيلق الصحراء الراكب بمقدار الثلث نتيجة قرار ترك فرقة يومانري الراكبة، ولواء البنادق النيوزيلندية، وبطاريات السيارات المدرعة الخفيفة الحادية عشرة والثانية عشرة في تلال الخليل دعماً لهجمات الفرقة 53 (الويلزية) في تل الخويلفة. كانت فرقة الأنزاك الراكبة أيضاً أقل من سربين وعدد من المدافع الرشاشة، إلى جانب معظم المهندسين الأستراليين من سرب الفرقة الميداني الذين كانوا لا يزالون يعملون على تحسين كمية المياه المتدفقة من آبار بئر السبع.

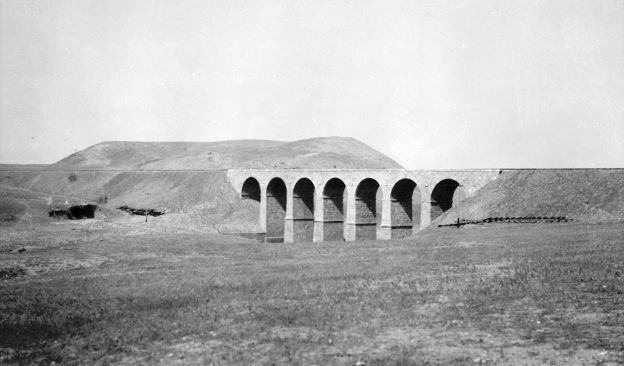
جسر تل الشريعة

بحلول الساعة 09:00 كان من المقرر أن تتصل الفرقة الأسترالية الراكبة (دون لواء) عند خربة البطيحة مع فرقة الأنزاك الراكبة التي كانت تدفع باطراد المواقع العثمانية للحصول على مساحة للمناورة. ومع ذلك، لم تكن الفرقة الأسترالية الراكبة في وضع يسمح لها بالتقدم إلا بعد حلول الظلام، بسبب التأخير في الاستيلاء على تل الشريعة. ارتوت خيول الفوج الحادي عشر من الخيول الخفيفة، بعد المشاركة في الهجمة الفاشلة، في الساعة 06:00 من برج مياه الشريعة في 8 نوفمبر، حيث تزود الفوج بحصص الإعاشة والأعلاف من حصص الطوارئ الخاصة بالمستوى بي1. أبلغ اللواء الرابع من الخيول الخفيفة الفوج في الساعة 07:30 أن اللواء سيتحرك في الساعة 09:00 في اتجاه الشمال حتى وادي سودة. تمركز اللواء الرابع من الخيول الخفيفة على بعد 0.5 ميل (0.80 كم) جنوب تل الشريعة وتحرك الفوج الثاني عشر من الخيول الخفيفة مع اللواء شمالاً. وأٌبلغ عن تراجع الأرتال العثمانية شمالاً من العطاونة باتجاه هوج وبيت حانون في منتصف ليل 7/8 نوفمبر.
واصلت القوات المعادية في هذه الأثناء، التي تقاتل من أجل تل الخويلفة، صراعها الطويل في 7 نوفمبر دون تغيير كبير. بدأت القوات العثمانية بالانسحاب في المساء، لتتماشى مع التراجع العام على طول خط الدفاع العثماني بأكمله، بما في ذلك غزة والشريعة. وفي غزة، لم تقع مقاومة كبيرة لسلسلة هجمات المشاة من قوة التجريدة المصرية خلال ليلة 6 نوفمبر، وعندما بدأ التقدم العام في صباح 7 نوفمبر، تبين أن المدينة قد هُجرت. لقد كانت البلدة التي شكل عدد سكانها 40,000 نسمة قبل الحرب مهجورة تماماً. بحلول ذلك المساء، على الرغم من عدم أسر الكثير من السجناء، «طُرد العدو من المواقع القوية» التي ثبتت بنجاح قوة التجريدة المصرية لمدة ثمانية أشهر.

## الانسحاب العثماني
لم يُهزم الفيلق 22 العثماني، لكنه أجرى انسحاباً تكتيكياً بمهارة من غزة، مما دلل على قدرته على الحركة العملياتية والتكتيكية. ولم تحاول مجموعة جيش يلدريم شن هجوم مضاد قوي. وبدلاً من ذلك أُمر الجيش السابع بقيادة مصطفى كمال والجيش الثامن بقيادة كريس فون كريسنشتاين «بإجراء انسحاب قتالي»، مع تغطية فرقة الفرسان الثالثة العثمانية للجناح الأيسر للجيش السابع. تراجع مقر الجيش السابع من الخليل إلى بيت لحم، بينما انسحب مقر مجموعة جيش يلدريم إلى القدس. وبدأ إنشاء خط دفاعي جديد على بعد 10 أميال (16 كم) شمال غزة، قبل فض اشتباك قواتهم للانسحاب أثناء الليل. حمى العديد من حرس المؤخرة عملية فض الاشتباك ومات العديد من الجنود العثمانيين أو وقعوا في الأسر وهم يدافعون عن مؤخرة هذه القوات. واجه كريس فون كريسنشتاين صعوبة كبيرة في الحفاظ على السيطرة والتماسك، في ظل ضغط تقدم قوة التجريدة المصرية الرئيسي في المركز وعلى طول الساحل باتجاه الجيش الثامن. كان الجيش الثامن قد تراجع مسافة 20 ميلاً (32 كم) بحلول 9 نوفمبر، بينما لم يخسر الجيش السابع أي أرض تقريباً.

### حرس المؤخرة

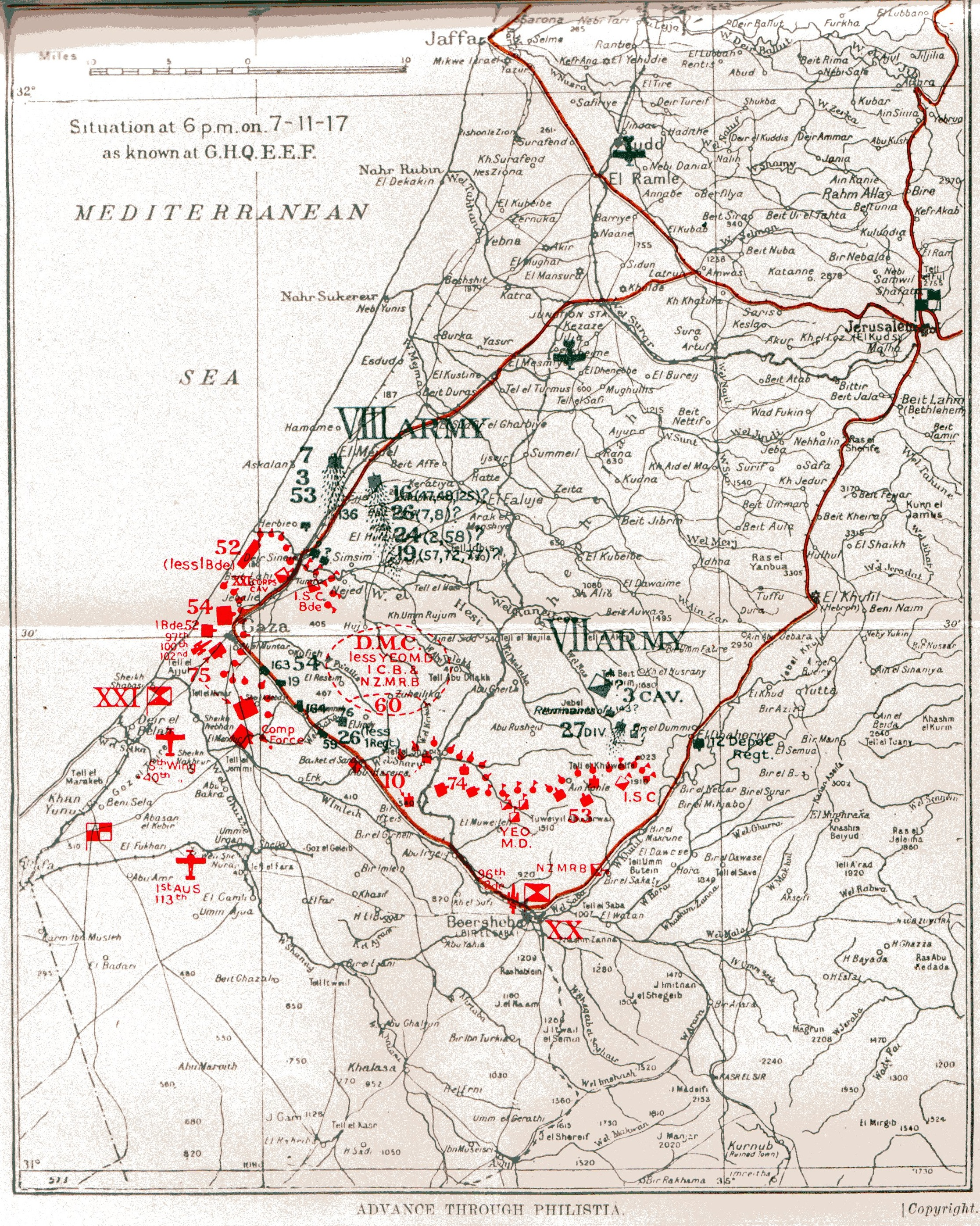
الوضع كما هو معروف للمقر العام لقوة التجريدة المصرية في الساعة 18:00 يوم 7 نوفمبر 1917

قاوم حرس المؤخرة العثماني بضراوة، على الرغم من أنهم كانوا قد تراجعوا خلال الليلتين السابقتين، وقاتلوا فرق الخيالة التابعة لقوة التجريدة المصرية في الأيام القليلة. تشكل حرس المؤخرة من مجموعات تتراوح في الحجم من سرية إلى عدة أفواج، واحتلت كل تل أو منطقة قيادة أخرى لإنشاء موقع قوي لحرس المؤخرة، حيث قاتلوا «بشراسة». مات العديد من الجنود العثمانيين أو وقعوا في الأسر وهم يدافعون عن مواقعم الخلفية، لكن تضحيات حرس المؤخرة العثماني أخرت تقدم قوة التجريدة المصرية وأنقذت الجيش الثامن من التطويق والدمار.
أُمرت الفرقة 53 العثمانية، بعد إخلاء غزة، بالتقدم عبر الجبهة، والتي مرت بهوج لوقف اختراق فيلق الصحراء. وهاجمت أسراب الطليعة من اللواء الثاني من الخيول الخفيفة التي كانت متقدمة قبل مهاجمة اللواء السابع الراكب على يسارها مما أوقف التقدم. ومع ذلك، عندما هددها اللواء الأول من الخيول الخفيفة على اليمين، انسحبت الفرقة 53 إلى وادي الحسي، لكن تأخير تقدم الخيالة سمح للفرقتين 16 و26 بالهروب من الأسر.
وصلت فرقة الأنزاك الراكبة إلى تل أبو دلاخ بحلول المساء، وكانت الفرقة الأسترالية الراكبة على يسارها والفرقة 60 (لندن) على يمينها. كان الاختراق جزئياً فقط حيث منعت الهجمات المضادة القوية والمنظمة تنظيماً جيداً الفرق الراكبة في تل أبو دلاخ شمال تل الشريعة وعلى خط وادي الحسي مما مكن حرس المؤخرة من دفاعات العطاونة وتانك والبيرة من الانسحاب. نجح هذا الانسحاب المنضبط في منع الهزيمة، لكن الدفاعات العثمانية أصبحت حينها بدائية فحسب ولم تتمكن من إيقاف فيلق الصحراء لفترة طويلة.
أثر عاملان على سرعة تقدم قوة التجريدة المصرية، وهما الهجمات المضادة المتكررة والمياه. ومن المعروف أن المياه كانت متوفرة في بئر الجمامة وتل الجيجل وهوج. ومع ذلك، كان جزء فقط من فيلق الصحراء الراكب مسلحاً لهجوم الخيالة. «لكن حقيقة أن اثنين فقط من الألوية الستة المتاحة كانا مسلحين بالسيوف أثرت بلا شك على تكتيكاتهم وسرعتهم في التعامل مع مقاومة حرس المؤخرة التركي.»
تأخرت فرقة الخيالة الأسترالية خلال 7 نوفمبر، بسبب حرس المؤخرة العثماني القوي خلال معركة هريرة والشريعة بالقرب من الشريعة، بينما كان هناك لواءان فقط من فرقة الأنزاك الراكبة متاحين للمضي قدماً وتهديد الانسحاب العثماني، الذي استمر دون أن يتأثر. وطلب شوفيل عودة فرقة يومانري الراكبة إلى فيلق الصحراء الراكب.

## المطاردة من 7 إلى 16 نوفمبر
ومع ذلك، تجاهل المؤرخون المعاصرون حملة المناورة الناجحة للحلفاء والتي أدت إلى الاستيلاء على القدس، زاعمين أن معركة مجدو في سبتمبر 1918، كانت «حملة المناورة الناجحة الوحيدة للحلفاء في الحرب العظمى بأكملها.» تعرقلت عملية المطاردة بسبب مشاكل سقاية الخيول، ونقص الإمدادات، وتفاقمت المشكلة بسبب رياح الخماسين الجنوبية الحارة التي أثارت سحباً من الغبار والرمال. وكانت مائة شاحنة تحمل صهاريج مياه سعة 1800 لتر (480 غالوناً أمريكياً) تتنقل بين بئر السبع وعين كارم على بعد 26 كم (16 ميلًا). شَكَل نقص المياه والهجمات المضادة المتكررة، والتي كانت موجهة في أغلب الأحيان ضد ميمنة الفيلق المتقدم من سفوح تلال الخليل، العاملان الرئيسيان اللذان تسببا في إبطاء المطاردة.

### 7 نوفمبر
تلقت فرقة الأنزاك الراكبة (دون لواء بنادق الخيالة النيوزيلندي الذي كان لا يزال مرتبطاً بمفرزة بارو مع الفرقة 53 (الويلزية) بالقرب من الخويلفة) أوامر بالتقدم إلى خربة أم عميدات في 7 نوفمبر. لقد اندفعت عبر ثغرة في خط الدفاع العثماني عند خربة أم البقر. حدثت هذه الثغرة عندما قفل المدافعون اتجاه تل الشريعة وتل الخويلفة. وتوجهت إلى أم عميدات، على بعد 5 أميال (8.0 كم) شمال غرب محطة تل الشريعة على خط السكة الحديدية من بئر السبع إلى محطة التقاطع دون مقاومة في أول ميلين. تحرك اللواء الأول من الخيول الخفيفة، بصفته اللواء الرئيسي، في تشكيل مفتوح فوق السهل وقصفته المدفعية العثمانية من الغرب والشمال الغربي. ومع اقتراب اللواء الأول من الخيول الخفيفة من المحطة في الساعة 11:00، بدأ إطلاق النار على الفوج الرئيسي. وبدلاً من النزول من الخيل للهجوم، اقتحموا المكان الذي استولوا عليه بعد «قتال حاد»، إلى جانب مستودعات كبيرة للإمدادات والذخيرة. وفي أم عميدات أسروا 396 سجيناً و27 شاحنة محملة بالذخيرة ومخازن العتاد بما في ذلك الأسلحة والسروج. تعرضت فرقة الأنزاك الراكبة للقصف من تلال الخليل التي على يمينهم وذلك في موقعهم على بعد 10 أميال (16 كم) خلف خط الجبهة العثماني القديم. وأطلقت المدافع الثقيلة العثمانية النار من معاقل الشريعة والعطاونة على اليسار. كما أطلقت هذه المدافع العثمانية النار على الفيلقين 20 و21 والتي غطت المنطقة بالشظايا والدخان والغبار.
انطلقت دوريات من فرقة الأنزاك الراكبة عند الظهر من أم عميدات شمالاً باتجاه تل النجيلة على بعد 4 أميال (6.4 كم) على السكة الحديد، ومن الشمال الغربي باتجاه خربة الجمامة على وادي الجمامة أيضاً على بعد 4 أميال (6.4 كم). أُبلغت الفرقة بسقوط غزة بعد نصف ساعة بسقوط وحُثت على محاولة قطع انسحاب حامية غزة من خلال التقدم إلى خربة الجمامة على الرغم من أن مركز الخط حول هريرة والعطاونة كان لا يزال تحت سيطرة حرس المؤخرة العثماني. أوقف حرس المؤخرة العثماني كلا الدوريتين، وتمركزت دورية قوية جداً في تل أبو دلاخ في منتصف الطريق إلى خربة الجمامة. على الرغم من أن اللواء الثاني من الخيول الخفيفة تقدم للأمام لدعم هجوم اللواء الأول من الخيول الخفيفة على التل في الساعة 15:00، ودفعت القوة المشتركة للواءين المدافعين إلى الخلف بعيداً عن التل، فإن حرس المؤخرة اتخذ موقعاً قوياً آخراً على مسافة قصيرة إلى الشمال. تمركزت فرقة الأنزاك الراكبة بالقرب من أم عميدات، على الرغم من عدم توفر المياه، متشبثةً بخط معركة يمتد من أبو دلاخ إلى ميلين (3.2 كم) شرق السكة الحديدية. وأثناء الليل، أقام الكشافة من اللواء الثالث من الخيول الخفيفة (بعد إعفائهم من خط المعاقل الذي يربط الفيلق 20 بالفيلق 21) اتصالاً مع فرقة الأنزاك الراكبة بالقرب من أبو دلاخ، وبُعث لواء الخيالة السابع لتعزيز فرقة الأنزاك الراكبة، حيث كان لواء البنادق الخيالة النيوزيلندي لا يزال في منطقة تل الخويلفة مع الفرقة 53 (الويلزية).

### 7-8 نوفمبر

#### بيت حانون ووادي الحسي
يُزعم أن الفيلق 21 لم يكن لديه سلاح فرسان «لمطاردة» الجيش العثماني المنسحب «عبر السهل الساحلي». ومع ذلك، فإن المطاردة، التي انتهت في النهاية على بعد حوالي 50 ميلاً (80 كم) شمالاً، بدأت في صباح يوم 7 نوفمبر عندما تقدم لواء فرسان الخدمة الإمبراطورية من غزة للوصول إلى بيت حانون حيث واجه جزءاً من حامية غزة التي تدافع عن موقع مؤخرة قوي على سلسلة من التلال على بعد 1.5 ميل (2.4 كم) جنوب شرق بيت حانون. وعلى الرغم من نجاحه في احتلال سلسلة من التلال غرب بيت حانون، ظلت القرية في أيدي العثمانيين، حتى تراجعوا خلف وادي الحسي، على بعد 7 أميال (11 كم) شمال شمال شرق غزة في الكثبان الرملية وفي المنطقة المزروعة. كانت مجموعة جيش يلدريم قد سارت طوال الليل لكسب المسافة والوقت لإنشاء خط خندق خفيف للدفاع عن مصادر المياه. وهناك تعرضوا للهجوم من قبل اللواء 157 (الفرقة 52) الذي كان يسير شمالاً من غزة. ومع ذلك، نجحت القوات العثمانية في السيطرة على الوادي طوال اليوم، ومقاومة تقدم قوة التجريدة المصرية بقوة، حتى وقت متأخر من يوم 8 نوفمبر.
وبلغت الخسائر التي تكبدها الفيلق 20 في الفترة من 31 أكتوبر إلى 7 نوفمبر 932 قتيلاً و4,444 جريحاً و108 مفقوداً. وخلال هذه الفترة أسروا 2,177 سجيناً و45 مدفعاً وسبعة مدافع هاون خندقية و50 مدفعاً رشاشاً.

### 8 نوفمبر
كُشف أن قوة علي فؤاد شمال تل الشريعة بحلول صباح يوم 8 نوفمبر، تعمل بشكل مستقل عن الجيشين السابع والثامن. ووجدت الدوريات التي سيرها الفوج المركب (أسراب غلاسكو يومانري الملكية، دوق لانكستر يومانري 1/1 هيرتفوردشاير يومانري) في الشيخ عباس، أن المعاقل على طول طريق غزة إلى بئر السبع كانت صامدة لحد ما. تراجعت أقسام كبيرة من الفرقة 26 والفرقة 54 العثمانية بهدوء خلال ليلة 7/8 نوفمبر، بينما أعاقت شبكة المدافع الرشاشة للفرقة 53 قوة التجريدة المصرية. وانسحبت القوة العثمانية عبر الثغرة الضيقة بين القوات الراكبة لقوة التجريدة المصرية المتقدمة على الساحل وتلك الموجودة في الداخل. وكانت خنادق حرس المؤخرة لا تزال صامدة على طريق غزة-بئر السبع، مما أدى إلى دفع الفيلق 20 والفيلق 21 لإجراء تحويلات طويلة لتجنب الاشتباك. تمكن اللواء 232 مع لواء المدفعية الميدانية الجنوب أفريقي، وسرية المهندسين الملكية الميدانية 495 وقسمين من الإسعاف الميداني من التقدم إلى دير سنيد خلال النهار.
أمر هودجسون اللوائين الثالث والخامس من الخيول الخفيفة من الفرقة الأسترالية الراكبة بالتقدم، مع تمركز اللواء الثالث من الخيول الخفيفة على يمين خربة الكوفخة واللواء الخامس على يسار هوج. أمر شوفيل، الذي كان على علم بتقدم قوات الفيلق 21 على طول الساحل، هودجسون في الساعة 13:00 بإرسال فوج من اللواء الرابع من الخيول الخفيفة (الذي عاد إلى قيادته في وقت سابق من اليوم) لملاقتهما. قطع الفوج الثاني عشر من الخيول الخفيفة مسافة 12 ميلاً (19 كم) في ساعة ونصف، عبر المنطقة للانضمام إلى لواء فرسان الخدمة الإمبراطورية بالقرب من بيت حانون. ووصلت الفرقة الأسترالية الراكبة إلى هوج في وقت متأخر من بعد الظهر، حيث نجح هجوم اليومانري في أسر 30 سجيناً و11 مدفعاً ميدانياً و4 مدافع رشاشة.

#### هوج

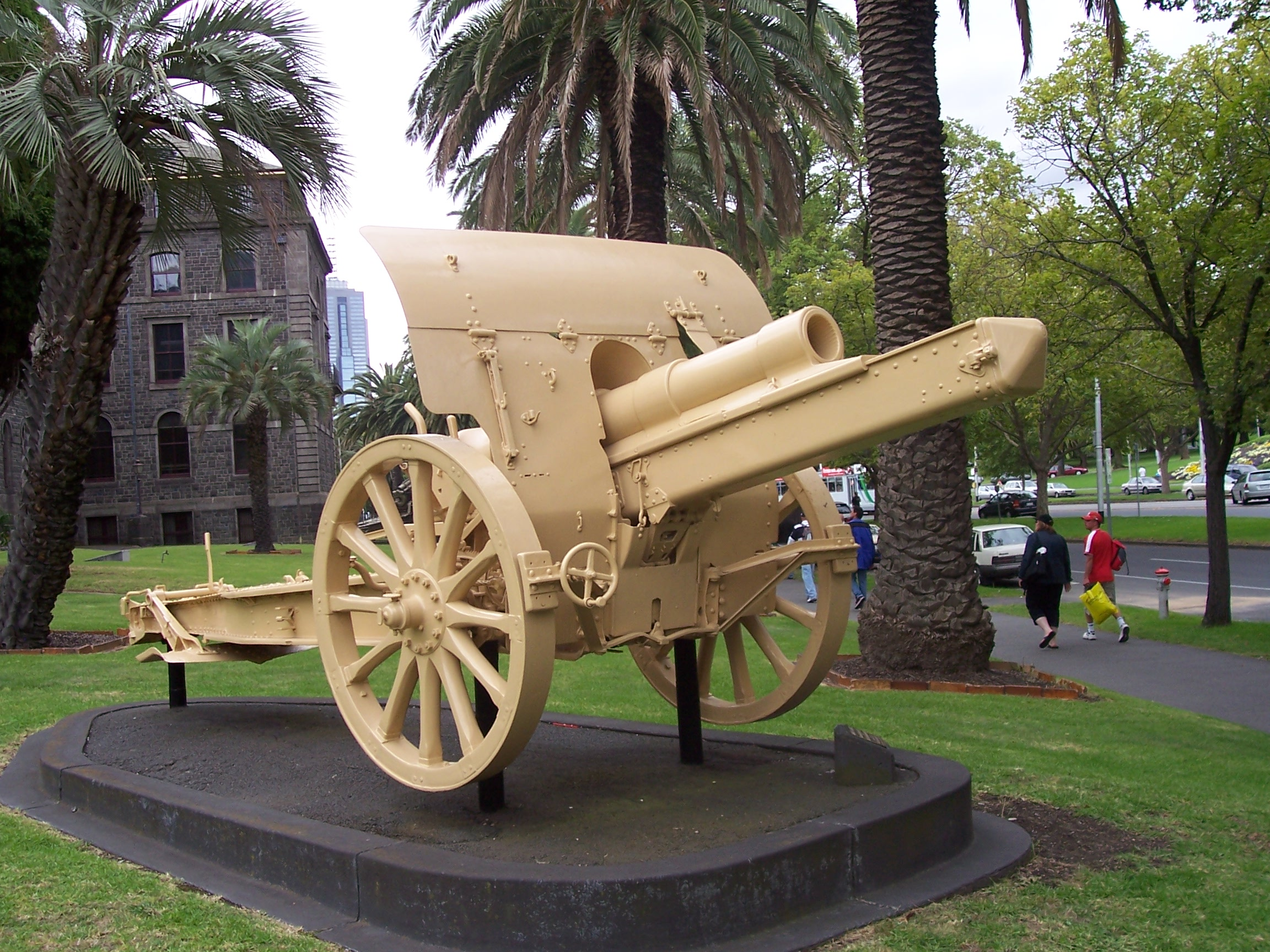
مدفع هاوتزر للجيش العثماني أُسر بالقرب من هوج ويعرض حالياً خارج ثكنات فيكتوريا في ملبورن.

استأنفت الفرقة الأسترالية الراكبة تقدمها نحو هوج، مع الفرقة 60 (لندن)، في 8 نوفمبر، عندما واجها حرس مؤخرة قوي آخر من المدفعية والمدافع الرشاشة. تقدم اللواء الخامس الراكب على يسار الفرقة 60 (لندن)، بينما كان يتعرض «لقصف كبير بالقذائف». أبصر اللواء شيا قائد الفرقة 60 (لندن) أثناء استطلاع شخصي، «رتلاً مشتتاً للعدو يتحرك من الغرب إلى الشرق على بعد 3 أميال (4.8 كم) للأمام وحرس خاص بالمدفعية يتخذ موقعاً على عجل إلى الجبهة اليمنى.» وقاد اللواء الخامس الراكب لمهاجمة حرس الجناح العثماني. أطلقت فرقة صغيرة هجوماً بسلاح الفرسان في هوج مستخدمةً المناصل. تكبد هؤلاء الرجال وقوامهم 200 من كتيبتي 1/1 وارويكشاير يومانري و1/1 ورسسترشاير يومانري خسائر فادحة لكنهم تمكنوا من الوصول إلى المدافع وضرب الطوبجية بسيوفهم. وبذلك دمروا آخر قوة عثمانية جنوب هوج. ومع ذلك، لم تُعزل أي مجموعات كبيرة من جنود العدو. وبينما استولت الفرقة الأسترالية الراكبة على هوج، الذي كان موقع المقر الرئيسي للجيش الثامن لكريس فون كريسنشتاين، استولت فرقة الأنزاك الراكبة على وادي الجمامة وإمدادات المياه.
وصلت الفرقة 60 (لندن) إلى نهاية خطوط الاتصال الخاصة بها عندما تمركزت على بعد حوالي 1.5 ميل (2.4 كم) شرق هوج. سارت الفرقة مسافة 23.5 ميلاً (37.8 كم) بين الساعة 05:30 يوم 6 نوفمبر والساعة 16:30 يوم 8 نوفمبر، واستولت على خطوط القوقا ورشدي ورأس الجسر في الشريعة؛ مع إيقاف الهجوم المضاد الحازم وطرد حرس المؤخرة العثماني من ثلاثة مواقع دفاعية. لقد استولت على مدفعين هاوتزر عيار 5.9 و10 مدافع ميدانية و21 مدفعاً رشاشاً ومدفعين من طراز لويس ومدافع مضادة للطائرات. وتكبد اللواء 179؛ 28 قتيلاً و274 جريحاً و2 في عداد المفقودين، وتكبد اللواء 180؛ 50 قتيلاً و249 جريحاً و6 مفقودين، واللواء 181؛ 35 قتيلاً و207 جريحاً و10 مفقودين. وتكبدت مدفعية الفرقة 11 قتيلاً و44 جريحاً.

#### مصاعب وسائل النقل في الفيلقين 20 و21

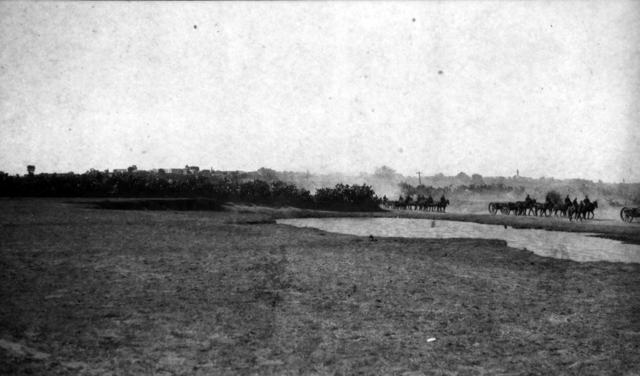
عربات النقل وتظهر غزة في الخلفية

كان بالإمكان إمداد فرقة مشاة واحدة فقط وصيانتها على مسافة 20-25 ميلًا (32-40 كم) من رأس السكة الحديدية، مع تخصيص الجمال ووسائل النقل ذات العجلات لفيلق مشاة قوة التجريدة المصرية. أُلحقت وسائل نقل الفيلق 21 على الفيلق 20، أثناء الهجوم على بئر السبع، وكان الأخير قد عاد على مقربة من رأس السكة الحديدية في عين كارم بعد النصر. وهناك كانت هناك حاجة إلى الحد الأدنى من وسائل النقل لذلك بُعثت وسائل النقل مرة أخرى إلى الفيلق 21. وتجمعت عدة آلاف من الإبل في طوابير طويلة ببطء في المناطق المخصصة لها، قبل تحميلها للتقدم. كما اتجهت الشاحنات الآلية المغطاة بالغبار غرباً عبر الرمال والأرض المسحوقة. جرى بعد ذلك تحميل مركبات السائقين الساهرين قبل انطلاقها لمؤونة وحدات المشاة الخاصة بها.
ظلت الفرقة 60 (لندن)، التي لم يكن من الممكن إمدادها شمال هوج، في تلك المنطقة خلال إعادة تنظيم وسائل نقل فيلق المشاة.

#### فيلق الصحراء الراكب
لذلك كانت وحدات الفيلق 21 الوحيدة المتقدمة على الساحل لمهاجمة حرس المؤخرة العثماني الذي يدافع عن خط وادي الحسي، وستة ألوية راكبة من فيلق الصحراء الراكب في الداخل هي المتاحة لملاحقة الجيش العثماني. في حاجة ماسة إلى التعزيزات، أمر شوفيل فرقة يومانري الراكبة من مفرزة بارو في منطقة تل الخويلفة في 8 نوفمبر بالعودة إلى فيلق الصحراء، نظراً لحاجته الماسة إلى تعزيزات. قطعت كتيبة دورست يومانري (اللواء السادس الراكب، فرقة يومانري الراكبة) 60 ميلاً (97 كم) في 54 ساعة. وكانت العديد من الهجمات المضادة المتكررة الموجهة نحو فيلق الصحراء الراكب، موجهة من اليمين من سفوح تلال الخليل التي يسيطر عليها الجيش السابع العثماني.
قرر أحد كبار حرس المؤخرة العثماني جنوب غرب النجيلة إبقاء قوة التجريدة المصرية بعيداً عن الماء لمدة 24 ساعة. أجبر ضغط فرقة الأنزاك الراكبة مع اللواء السابع الراكب الملحق، (بينما كان لواء بنادق الخيالة النيوزيلندي منفصلاً عن قسمه) حرس المؤخرة في النهاية على إفساح الطريق. ومع ذلك، فإن كتيبتي 1/1 شيروود رينجرز و1/1 فرسان جنوب نوتس (اللواء السابع الراكب) تعرضتا لهجوم مضاد بقوة في مدويوة على يمين فرقة الأنزاك الراكبة لكنهما «صداها بشجاعة».
كانت فرقة الأنزاك الراكبة (دون لواء بنادق الخيالة النيوزيلندية) قد انطلقت عند الفجر باتجاه برير، على بعد حوالي 12 ميلاً (19 كم) شمال شرق غزة، وكان اللواءان الأول والثاني من الخيول الخفيفة في الخط يغطيان جبهة بطول حوالي 6 ميل (9.7 كم) تتمركز حول أبو دلاخ مع وجود اللواء السابع الراكب في الاحتياط على يمين اللواء الثاني من الخيول الخفيفة. تقدم الفوج الأول من الخيول الخفيفة (اللواء الأول من الخيول الخفيفة) في الساعة 05:45 باتجاه تل النجيلة، بينما بقي الفوج الثالث من الخيول الخفيفة (اللواء الأول من الخيول الخفيفة) في أم عميدات لحراسة الجناح الأيمن. تقدم الفوجان الخامس والسابع من الخيول الخفيفة (اللواء الثاني من الخيول الخفيفة) على اليسار نحو خربة الجمامة. وسارت الفرقة عبر منطقة قفرة مفتوحة ومتدحرجة وخالية من الأشجار تتخللها تلال بارزة مع الفرقة الأسترالية الراكبة على يسارها. استولى اللواء الثاني من الخيول الخفيفة في هذه العملية على مدفعين كانا يعترضان طريقهم في الليلة السابقة.

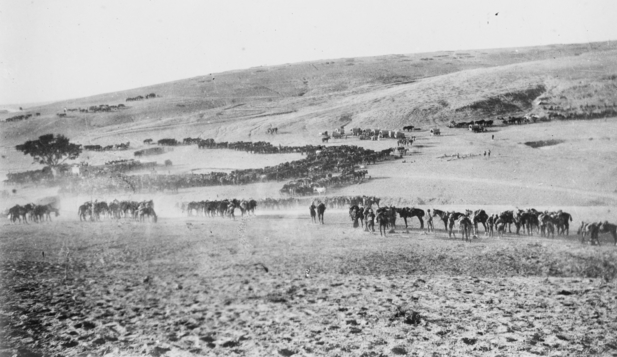
الخيول تصطف للسقاية في الجمامة في 8 نوفمبر 1917. ارتوت خيول الإسعاف الميداني ونهاية الطابور المتواجدين من الساعة 08:30 في الساعة 17:30

شوهدت أرتال ممتدة من وحدات مجموعة جيش يلدريم المنسحبة منذ الساعة 09:00، مع المدافع ووسائل النقل، تتحرك شمالًا عبر خربة الكوخة باتجاه الجمامة. وصل اللواء السابع الراكب إلى مقر الفرقة في الساعة 09:00 بعدما ارتوت خيوله في وادي الشريعة، وأُمر على الفور بتعزيز اللواءين الأول والثاني من الخيول الخفيفة في المركز. في الساعة 11:00 تعرض اللواء الثاني من الخيول الخفيفة لهجوم مضاد قوي على يمين خط المشاة الخيالة بالقرب من تل النجيلة، وجرى صده بينما واصل اللواء السابع الراكب في الوسط التقدم نحو بئر الجمامة. وبحلول الساعة 13:00 تقريباً، كانوا قد وصلوا إلى هدفهم تقريباً، عندما تعرضوا لهجوم شديد من قبل المدافعين العثمانيين الذين كانوا يحمون إمدادات المياه، مما أجبر اللواء على التراجع، وتعريض جناحه الأيسر للخطر. وصل اللواء الأول من الخيول الخفيفة على الجانب الغربي من اللواء السابع الراكب، وأجبر المهاجمين العثمانيين على التقهقر، وقاتلت قوات الطليعة في اللواء الأول من الخيول الخفيفة والفوج الثالث من الخيول الخفيفة في طريقهم إلى بئر الجمامة/خربة الجمامة بعد فترة وجيزة من الساعة 15:00. وهناك استولوا على الآبار والصهاريج ومحطة الضخ البخارية سليمة، بما في ذلك أسر المهندس المسؤول. أمَنَ فوج من اللواء الأول للخيول الخفيفة الأرض المرتفعة إلى الشمال المطلة على بئر الجمامة لحماية المنطقة، بينما سقى باقي اللواء واللواء السابع الراكب جميع خيولهم. في هذه الأثناء، احتل اللواء الثاني من الخيول الخفيفة محطة تل النجيلة بعد حلول الظلام، عندما تراجع مدافعو الفرقة 53 العثمانية. ولم يكن من الممكن سقاية خيول قوات المعاقل التي أنشأت خطاً في الليل لحماية النجيلة، على الرغم من العثور على بعض المياه هناك في وادي الحسي.
استولت فرقة الأنزاك الراكبة على المنطقة من النجيلة إلى الضفة الشمالية لوادي الجمامة، مع أسر 300 سجين ومدفعين. تقدمت الفرقة الأسترالية الراكبة حول الجانب الشمالي من هوج، بينما كان لواءها الرابع من الخيول الخفيفة على اتصال مع لواء فرسان الخدمة الإمبراطورية (الفيلق 21) في بيت حانون. وخلال النهار، أسر اللواء الثالث من الخيول الخفيفة سجناء واثنين من مدافع الهاوتزر النمساوية عيار 5.9.
سقطت جميع المواقع العثمانية التي كانت تشكل خط غزة-بئر السبع بحلول مساء يوم 8 نوفمبر، وكان العدو في حالة انسحاب كامل. خلال 8 نوفمبر، تقدمت قوة التجريدة المصرية مسافة 8 أميال (13 كم) لتحتل موقعاً شرق هوج، والذي كان مقراً للجيش ومحطة السكك الحديدية العسكرية على الخط الساحلي. تمكنت مدفعية قوة التجريدة المصرية بعد ذلك من الوصول إلى موقعها قبل حلول الظلام مباشرة، لإطلاق النار أثناء الليل على الطريق الرئيسي المؤدي شمالاً من هوج. وبحلول صباح يوم 9 نوفمبر، كان الطريق مليئاً بالمدافع ومقدمات عربات المدافع وعربات الذخيرة ووسائل النقل من جميع الأوصاف، وتكدست في أكوام بينما تطلق فرقها النار.
وقد وصف المؤرخون المطاردة بأنها محاولة فاشلة لأسر على القوات العثمانية المنسحبة. كان تقدم الفيلق 21 من غزة وتقدم فيلق الصحراء الراكب من تل الشريعة يشكلا «كماشة» لفصل الجيوش العثمانية المنسحبة وأسرها. خلال هذه الفترة، ارتوت بعض الخيول جيداً لمرة واحدة فقط خلال أربعة أيام مما كان له تأثير خطير على أدائها. لذلك لم يكن متاحاً سوى 6 ألوية من أصل 11 لواء من فيلق الصحراء الراكب لأجل المطاردة، وكانت تعاني من نقص المياه منذ مغادرة الخلصة/عسلوج/العيساني في 30/31 أكتوبر، وكانت خيولهم بعيدة عن اللياقة البدنية. تشكلت الألوية غير الملائمة في فيلق احتياطي وأُعيدت إلى المناطق التي يتوفر فيها العلف والمياه. وعندما انتعشت، أصبحت متاحة كتعزيزات نظراً لأن كمية الماء شمال هريرة والشريعة كانت محدودة مع وجود عدد قليل من آبار المياه العميقة جداً ومنخفضة الإنتاجية. أخذت تكتيكات مجموعة جيش يلدريم الظروف الجغرافية في الاعتبار. لقد علمت أنه إذا تأخرت قوة التجريدة المصرية لأكثر من 48 ساعة دون ماء، فستضطر أن توقف المطاردة، لذلك شكلت حرس مؤخرة قوي للسماح للمشاة بالانسحاب قبل وصول المشاة البريطانيين الأبطأ. ثابرت قوات قوة التجريدة المصرية على الرغم من المسيرات الطويلة باستخدام كميات محدودة جداً من العلف والمياه، لمهاجمة القوات العثمانية بلا هوادة.

### أسلحة حرب المناورة
ظهر التحول الكبير في الحرب عبر استخدام المدفع الرشاش خلال 8 نوفمبر، حيث لم تكن المدفعية العثمانية هي التي صدت تقدم فرقة الأنزاك الراكبة، وإنما المدافع الرشاشة هي التي منعتها من الاختراق لمهاجمة الأرتال وأسرها. أظهر يوم 8 نوفمبر أيضاً قيمة السيوف في هجوم الخيالة، ومباشرةً أثناء الهجوم على هوج وبطريقة غير مباشرة عندما «أُجبرت الخيالة الأسترالية الخفيفة الخالية من السيوف على شن هجمات راجلة» بدلاً من مهاجمة الأرتال العثمانية الكبيرة المنسحبة. كانت القيادة البريطانية قد «فكرت في سحب السيوف من أفواج يومانري لتخفيف أعباء خيولها، على أساس أنه من غير المحتمل استخدام أسلحة الطعن على الإطلاق» قبل وصول ألنبي.

### الهجمات الجوية والدعم

#### سرب الطيران البافاري رقم 304
تكبدت مجموعة جيش يلدريم خسائر فادحة في الطائرات والمخازن والمطارات أثناء الانسحاب. فتقرر من أجل حماية قواتها الجوية، في 4 نوفمبر خلال مؤتمر مع فيلمي قائد السرب الألماني، تحريك أحد الأسراب الألمانية الجديدة المتمركزة في مطار عراق المنشية، شمالاً إلى مطار جديد بالقرب من محطة التقاطع. تأخرت هذه الخطوة لمدة ثلاثة أيام «بسبب الحاجة الماسة للطيارين» ولكن بحلول 7 نوفمبر، عندما صدر الأمر أخيراً بالتحرك، لم يكن الانتقال ممكناً. وصل ضابط أركان من الجيش الثامن العثماني في الساعة 18:00 بالسيارة ليأمر بالتحرك الفوري. طلب السرب رقم 304 عربات السكك الحديدية لنقل معدات الطيران، لكن العربات الوحيدة المتاحة كانت مليئة بالذرة. جادل المفوض العسكري بأن مجموعة الجيش أمرت بإعادة المؤن كأولوية لكن ضابط السرب الطائر هدد بإطلاق المدافع الرشاشة على محطة السكة الحديدية إذا لم تُسلم العربات. فأُفرغت الذرة وحُملت الأسراب الطائرة مما أدى إلى تأخير مغادرة القطار.

#### الدعم الجوي لقوة التجريدة

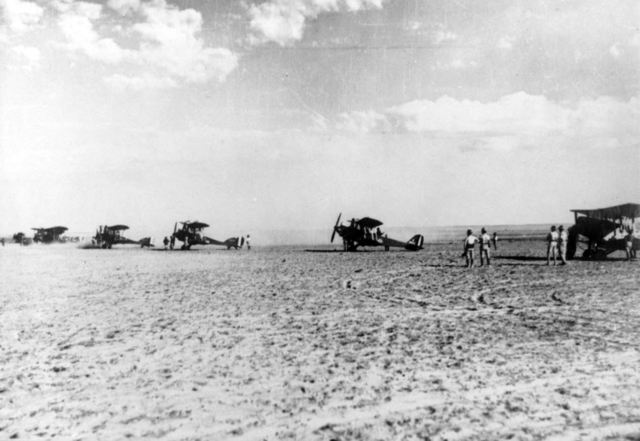
ثلاث طائرات مقاتلة من طراز آرإي8 من السرب رقم 1 (فيلق الطيران الأسترالي) تستعد للإقلاع في غارة جوية خلال هجوم جنوب فلسطين في نوفمبر 1917

نفذت قوة التجريدة المصرية غارات جوية خلال ليلة 1/2 نوفمبر عندما أسقطت اثنتي عشرة قنبلة على غزة. كما نفذت غارات جوية على التلال الواقعة شمال بئر السبع في 3 و4 نوفمبر. وبحلول 6 نوفمبر، أفادت التقارير أن المستشفيات العثمانية شوهدت وقد سُحبت إلى الوراء مما يشير إلى بداية الانسحاب العام نحو المجدل التي قصفت أيضاً بالطائرات. كما أُسقطت القنابل على المواقع الرئيسية خلف دفاعات الكوفخة، وبالقرب من أم عميدات، وعلى غزة وعلى الملاجئ غرب الشريعة، ووقعت ثلاث معارك جوية ضد ثلاث طائرات معادية. خلال هذا الوقت نادراً ما شوهدت الطائرات الألمانية، ولكن بعد ظهر ذلك اليوم تعرضت طائرتان من طراز آر.إي.إس وطائرتان من طراز بي.إي.12.إيه من السرب رقم 1 خلال طلعة تصوير للهجوم من قبل أربع طائرات الباتروس وألحقت بها أضراراً بالغة. بينما أُسقطت طائرة ألمانية شوهدت مشتعلة بالنيران قرب وادي الحسي.

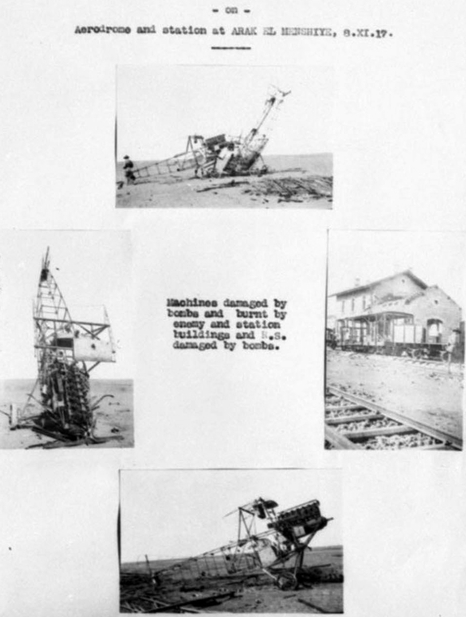
مطار عراق المنشية ومحطة السكة الحديدية بعد الغارة الجوية لقوة التجريدة المصرية في 8 نوفمبر 1917

حين أصبح الانسحاب العثماني واضحاً في 7 نوفمبر، كان الفيلق الجوي الملكي يشارك بالأساس في الاستطلاع الاستراتيجي عبر الجناح 40 (الجيش)، بينما كان الجناح الخامس (الفيلق) يتولى توجيه المدفعية والتصوير التكتيكي. بدأت حينها معظم الطائرات في شن هجمات بالقنابل والمدافع الرشاشة على الأرتال المنسحبة. نفذ سرب الطيران الأسترالي رقم 1 أعمال التصوير الفوتوغرافي أثناء المطاردة، والتقط صوراً تفصيلية للمنطقة وموقع العدو أمامه مباشرة، وشارك في الغارات الجوية. لقد هاجموا الأرتال العثمانية بالمدافع الرشاشة والقنابل، بالإضافة إلى البنية التحتية العثمانية بما في ذلك المطارات ووسائل النقل والمدفعية طوال أسبوع كامل، وأصابوا العديد من أهدافهم.
أُبلغ عن تجمعات للقوات العثمانية في 7 نوفمبر في المجدل وبيت دراس، شمال وادي الحسي. بينما أبلغ الاستطلاع الصباحي في 8 نوفمبر عن انسحاب العدو من كل مكان، لكن يبدو أن الأسراب الجوية العثمانية قد تأخرت. وفي مطارات جولس (وراء المجدل مباشرة)، وفي عراق المنشية، وفي التينة، كانت الطائرات جاثمة على الأرض ولم يجرى تفكيك العديد من حظائر الطائرات بعد. نفذت 30 طائرة غارة جوية، بينها 9 طائرات أسترالية، حيث هاجمت أكبر المطارات في عراق المنشية في الصباح. تسببت هذه الغارة، إلى جانب تكرارها في فترة ما بعد الظهر، في أضرار جسيمة حيث أُسقطت 200 قنبلة، محققةً 48 إصابة، أصابت 10 منها طائرات على الأرض. واشتعلت النيران في العديد من حظائر الطائرات أو تضررت، كما تضررت الطائرات الموجودة على الأرض. وتعرضت الطائرات التي هربت من عراق المنشية وجولس للقصف مرتين في 9 نوفمبر. وفي التينة في 9 نوفمبر، دُمرت تسع طائرات على الأقل. عندما وصل فيلق الصحراء الراكب إلى عراق المنشية والتينة، في 10 و11 نوفمبر، وجد ثماني طائرات مدمرة وكانت المطارات بالإضافة إلى محطة سكة حديد عراق المنشية في حالة خراب. وشملت الأهداف الأخرى محطات السكك الحديدية والتقاطعات، والقوات خلال انسحابها، ومخازن الإمدادات، ووسائل النقل، كلها تعرضت للقصف المستمر بالقنابل والرشاشات.
دُمرت خمس طائرات معادية أخرى في مطار الرملة وطائرة أخرى في اللد بينما كانت ساحة المعركة مغطاة بالحطام الناتج عن القصف الجوي والبري. حلقت الطائرات المعادية في تشكيلات تتراوح بين طائرتين وأربع طائرات في محاولة لتحدي التفوق الجديد لطائرات قوة التجريدة المصرية ولكنها لم تنجح في كل مناسبة تقريباً. سيطرت طائرات قوة التجريدة المصرية على السماء لبعض الوقت، على الرغم من تجدد الحرب الجوية في حوالي 24 نوفمبر.

### 9 نوفمبر
كانت وحدة المشاة الوحيدة القادرة على التقدم في 9 نوفمبر هي اللواء 156 (البنادق الاسكتلندية) التابع للفرقة 52 (الأراضي المنخفضة)، بقيادة العميد أرشيبالد هربرت ليغيت. أعاد اللواءان 155 و157 من الفرقة 52 (الأراضي المنخفضة) تجميع صفوفهما في 9 نوفمبر، بعد قتال عنيف من أجل سوسج ريدج في 8 نوفمبر.
كانت معظم فرق المشاة التابعة لقوة التجريدة المصرية في نهاية خطوط الاتصال الخاصة بهم ولم تكن قادرة على ملاحقة الانسحاب العثماني. أُجبرت الفرقة 54 (شرق أنجليا) التابعة للفيلق 21 على الراحة في غزة ولواء فرسان الخدمة الإمبراطورية في بيت حانون. نقل الفيلق 20 التابع للفريق فيليب تشيتود وسائل مواصلاته إلى الفيلق 21 في الخلف. كانت الفرقة 60 (2/2 لندن) التابعة لفيلق 20 (بقيادة اللواء جون شيا) تستريح في هوج وكانت الفرقة العاشرة (الأيرلندية) (بقيادة اللواء جون لونغلي) والفرقة 74 (يومانري) (بقيادة اللواء إريك غيردوود) في عين كارم. كانت الفرقة 53 (الويلزية) (بقيادة اللواء إس. إف. موت)، وسلاح الفرسان، ولواء فيلق الجمال الإمبراطوري، ولواء بنادق الخيالة النيوزيلندي في الميدان، ومنتشرون في خط المواجهة بالقرب من تل الخويلفة في سفوح تلال الخليل شمال بئر السبع. أمر ألنبي فرقة يومانري الراكبة بالعودة من الخويلفة إلى قيادة شوفيل على الفور، بعد ظهر يوم 8 نوفمبر، لكنها لم تصل إلى الجانب الأيمن لفيلق الصحراء الراكب إلا بعد يومين، في 10 نوفمبر. أُعيد لواء فيلق الجِمال الإمبراطوري أيضاً إلى قيادة شوفيل في 11 نوفمبر عندما أُمر لواء البنادق النيوزيلندية بالتقدم على بعد 52 ميلاً (84 كم) من بئر السبع. فوصل بعد 18 ساعة ونصف لاحقاً. في هذه الأثناء، أُجبر شوفيل على إعادة الفرقة الأسترالية الراكبة للسقاية في 9 نوفمبر، لذلك كانت فرقة الأنزاك الراكبة (دون البنادق النيوزيلندية)، التي كانت ترتوي في الجمامة، الوحيدة المتاحة لمواصلة المطاردة. ولو كانت الأفواج الأسترالية والنيوزيلندية مسلحة بالسيوف، فربما كانت لديهم فرص شن عمليات صدمة حاسمة بالإضافة إلى هجمات سلاح الفرسان في هوج والمغار وأبو شوشة.
كانت قوات الجيش الثامن العثماني تتراجع بطريقة ما في أسرع وقت ممكن، وكانت محمية ضد أي هجوم خطير، ومتقدمة إلى حد ما على مطارديها، بينما كان الجيش السابع في حالة جيدة، وقد تراجع على بعد حوالي 10 أميال (16 كم) دون مقاومة، وكان يستعد لشن هجوم مضاد. بينما أصدرت قوة التجريدة المصرية أوامر بمواصلة التقدم في 9 نوفمبر نحو نهر سكرير، على بعد أكثر من 25 ميلاً (40 كم) شمال غزة، وهو خط الدفاع المحتمل التالي.

#### إسدود
كان الجيش الثامن قد تراجع مسافة 20 ميلاً (32 كم) بحلول 9 نوفمبر، بينما لم يخسر الجيش السابع «أي أرض تقريباً». انطلقت فرقة الأنزاك الراكبة التابعة لشايتور بعد وقت قصير من طلوع النهار، للتقدم عبر السهل البحري باتجاه الساحل، بعد أن سقوا خيولهم في المساء السابق. ودخل اللواء الأول من الخيول الخفيفة برير بحلول الساعة 08:30 تقريباً، وبعد حوالي ساعة كان اللواء الثاني من الخيول الخفيفة يقترب من مقر الجيش الثامن الذي يقوده فريدريش فرايهر كريس فون كريسنشتاين في الحليقات، حيث احتل حرس المؤخرة العثماني موقعاً قوياً. شن اللواء هجوماً راجلاً وأسر 600 سجين وكميات كبيرة من الإمدادات والعتاد ومستشفى ميداني ألماني مهجور. واحتل اللواء الأول من الخيول الخفيفة المجدل في منتصف النهار، على بعد 13 ميلاً (21 كم) شمال شرق غزة، حيث أسروا 170 سجيناً وعثروا على بئر صالحة بها مضخة بخارية، مما مكن اللواء من سقاية جميع الخيول بسرعة. أُبلغت فرقة الأنزاك الراكبة من قبل فيلق الصحراء الراكب، بعد اجتيازها بلدة عسقلان القديمة، أن الفيلق 21 يسير على طول الساحل باتجاه المجدل وجوليس. أمر شوفيل الفرقة بالتقدم نحو بيت دراس، نظراً لقطع الطريق العثماني الرئيسي والسكك الحديدية المؤدية شمالاً من غزة، مما تطلب من الفرقة التحول إلى الشمال الشرقي. بعد ذلك، دخل اللواء الأول من الخيول الخفيفة مدينة إسدود بالقرب من البحر المتوسط، بينما استولى اللواء الثاني من الخيول الخفيفة، على يمينه، على قريتي السوافير الشرقية وعراق سويدان، وأسر قافلة وحراسها (حوالي 350 سجيناً). وبينما كان اللواء يعيد تنظيم نفسه لتأمين السجناء، فتحت المدفعية العثمانية شمالاً النار، وقصفت كلا من الآسرين والأسرى على حدٍ سواء. استولى اللواء الثاني من الخيول الخفيفة على 200 سجيناً آخرين قبل حلول الظلام، قبل أن تتولى فرقة الأنزاك الراكبة خط معركة ليلية، على طول أرض مرتفعة جنوب وادي مجمة، قريب إسدود إلى عراق سويدان.
أمضت الفرقة الأسترالية الراكبة بقيادة هودجسون في هذه الأثناء معظم يوم 9 نوفمبر في البحث عن المياه، والتي عثرت عليها في النهاية في هوج. بحلول مساء يوم 8 نوفمبر، لم يكن اللواء الثالث من الخيول الخفيفة قد ارتوى منذ 7 نوفمبر، واللواء الخامس الراكب منذ مساء يوم 6 نوفمبر، ذكرت مذكرات حرب الفرقة، «أن النتائج ستكون الأكثر خطورة» في حالة عدم سقاية هذين اللواءين في اليوم التالي. وبعد راحة هذين اللواءين في الساعة 07:30 يوم 9 نوفمبر، أرسل اللواء الرابع من الخيول الخفيفة دوريات بحثاً عن المياه. عثر الفوج الثاني عشر من الخيول الخفيفة على بئر صغير في نجد، بينما عثرت دورية أخرى على بئرين في سمسم مزودين بأجهزة رفع بدائية مما جعل عملية السقاية بطيئة للغاية. وأقاموا أيضاً اتصالاً مع فرقة الأنزاك الراكبة. بحلول ظهر يوم 9 نوفمبر، كان الفرقة تُسقى في الجمامة، ولم يكن من المتوقع اكتمال هذه العملية حتى الساعة 18:00. وبعد أن ارتوت معظم الخيول، تقدمت مسافة 16 ميلاً (26 كم) إلى خط قسطينة-إسدود وأسرت السجناء والمدافع ووسائل النقل في الطريق. تعد هذه المسيرة التي جرت ليلة 9/10 نوفمبر هي المسيرة الليلية الوحيدة التي وقعت خلال حملة سيناء وفلسطين، عبر الأراضي العثمانية.
تقدم فوج الخيول الخفيفة الثاني عشر التابع للفرقة الأسترالية الراكبة (اللواء الرابع من الخيول الخفيفة) شمالًا من البريه إلى الفالوجة ووصل في الساعة 24:00 يوم 9/10 نوفمبر، حيث استولى على مخازن هندسية وخمس طائرات محترقة. تبع الفرقة الإسعاف الميداني للواء الخيول الخفيفة الرابع وقطار الفرقة المكون من عربات تحمل وسائل نقل وإمداد اللواء التي بها حصص الإعاشة. وأقام الإسعاف الميداني محطة تضميد وعالج حوالي 40 جريحاً قبل التحرك عبر منطقة هوج في الساعة 16:00. وأقاموا معسكراً في قاع الوادي بعد عبور الوديان الجبلية الوعرة و6 أميال (9.7 كم) من التضاريس القاسية للغاية، في حوالي منتصف الليل.
كانت فرقة يومانري الراكبة التابعة لبارو تقاتل في منطقة تل الخويلفة حتى أمرها ألنبي بالانضمام مرة أخرى إلى فيلق الصحراء الراكب، على بعد 20 ميلاً (32 كم) على الساحل. في هذه الأثناء، بقت قوات المشاة في الفرقة العاشرة (الأيرلندية) والفرقة 74 (يومانري) في عين كارم، بينما بقت الفرقة 60 (لندن) في هوج.

### 10 نوفمبر

#### وادي صقرير
وقعت المواجهة مع القوات العثمانية في 10 نوفمبر بالقرب من مدينة إسدود على البحر المتوسط. تقدم اللواء الرئيسي للفرقة 52 (الأراضي المنخفضة)، اللواء 156 (البنادق الاسكتلندية)، مسافة 15 ميلاً (24 كم) على الرغم من مواجهته مقاومة عثمانية شديدة وتعرض لقصف مدفعي عبر نهر سكرير. اندفع اللواء 156 (البنادق الاسكتلندية) عبر نهر سكرير عند جسر إسدود إلى حمامة. وفيها نجح في إنشاء رأس جسر على الجانب الأيمن العثماني. وعثر على كمية كافية من المياه وتوسع رأس الجسر في اليوم التالي. لقد تبعوا اللواء الأول من الخيول الخفيفة الذي أبلغ عن «استتباب الأمر» في إسدود الساعة 08:30.
على الرغم من أن فرقة الأنزاك الراكبة أبلغت في صباح يوم 10 نوفمبر أن الفرقة «غادرت»، فإنها اضطرت إلى التوقف للحصول على المياه. وجد اللواء الأول من الخيول الخفيفة الماء بعد ظهر اليوم السابق في المجدل وبالتالي تمكن من التقدم لاحتلال إسدود. ومع ذلك، لم يتمكن اللواء الثاني من الخيول الخفيفة من التقدم في 10 نوفمبر بسبب حرس المؤخرة العثماني القوي بالقرب من موقع «بيت دراس الجديد» وقسطينة. وقضى النهار بحثاً عن الماء وسقاية اللواء، قبل الانتقال إلى الحمامة ليلاً لاستكمال سقاية الخيول.

#### صميل
أُمر اللواء الرابع من الخيول الخفيفة في الساعة 10:40 يوم 10 نوفمبر بتهديد القوة العثمانية المعارضة للواء الثالث من الخيول الخفيفة على خط المنشية–الفالوجة. احتل اللواء الثالث من الخيول الخفيفة محطة عراق المنشية بين الساعة 08:00 والساعة 10:30، بينما دخل اللواء الرابع من الخيول الخفيفة الفالوجة على بعد ميلين (3.2 كم) إلى الشمال الغربي.
انضمت الفرقة الأسترالية الراكبة بعد بضع ساعات إلى فرقة يومانري الراكبة التي غادرت هوج في وقت مبكر من الصباح. لقد كانت على يمين الفرقة الأسترالية الراكبة واستولتا على عراق المنشية ووسعتا الخط إلى الشرق قليلاً. وبحلول بعد ظهر يوم 10 نوفمبر، كان فيلق الصحراء الراكب بأكمله، باستثناء لواء بنادق الخيالة النيوزيلندية، (الذي كان لا يزال في تل الخويلفة) منطلقاً من نقطة تقع شرق عراق المنشية قليلاً إلى البحر. استطلعت كل من الفرقة الأسترالية الراكبة وفرقة يومانري النصف الشرقي من الخط العثماني الممتد من قسطينة، تقريباً عبر بعلين وبركوسيا، إلى حي بيت جبرين في تلال الخليل.
أمر شوفيل فرقة يومانري الراكبة بالتحرك غرباً إلى الساحل لدعم فرقة الأنزاك الراكبة، وترك الفرقة الأسترالية الراكبة على الجانب الأيمن. لكنه لم يكن هو ولا هودجسون قائد الفرقة الأسترالية الراكبة على علم في ذلك الوقت بأن الفرقة كانت مهددة من قبل ثلاث أو أربع فرق مشاة تابعة للجيش الثامن العثماني. كانت الفرقتان 16 و26 (الفيلق 20) والفرقة 53 (الفيلق 22) تسيطران على خط طوله 6 أميال (9.7 كم) بين خط السكة الحديدية وبيت جبرين، وجميعها أُعيد تنظيمها بشكل أو بآخر وكلها على مسافة قريبة. حُفرت الخنادق العثمانية من صميل 4 أميال (6.4 كم) شمال عراق المنشية إلى زيتا، 3 أميال (4.8 كم) إلى الشمال الشرقي، وإلى الشرق من خط السكة الحديد.
انخرطت الفرقة الأسترالية الراكبة (خلال 10 نوفمبر) في قتال عنيد، من مقرها الرئيسي في الفالوجة يومي 10 و11 نوفمبر، عندما اصطدمت الألوية الثلاثة التابعة للفرقة الأسترالية الراكبة بالجناح الأيسر لحرس المؤخرة العثماني بالقرب من قرية صميل. شوهدت القوات العثمانية تتقدم من صميل في الساعة 12:55، وانتشر اللواء الرابع من الخيول الخفيفة لمهاجمتهم، بدعم من اللواء الثالث من الخيول الخفيفة واللواء الخامس الراكب. وبحلول الساعة 16:30، أُقيم مقر اللواء الثالث للخيول الخفيفة على بعد 870 ياردة (800 م) جنوب شرق الفالوجة على خط السكة الحديدية، ولكن بسبب الظلام في الساعة 17:15، لم يُطور الهجوم وأُنشئت خطوط معاقل للمعركة الليلية في 20:00. كان اللواء الرابع من الخيول الخفيفة يحتفظ بخط يربط بين فرقة الأنزاك الراكبة في بيت عفا، بينما كان حرس المؤخرة العثماني يحتفظ بسلسلة من التلال بالقرب من بركوسيا بثلاثة قوات من سلاح الفرسان وثلاث مدافع وحوالي 1500 من المشاة.

### 11 نوفمبر
لم تتمكن ألوية المشاة وسلاح الفرسان التابعة للفرقة الأسترالية الراكبة من التقدم أكثر في 10 نوفمبر، بسبب نيران المدفعية العثمانية المكثفة التي استمرت طوال اليوم. ومع ذلك، جرى احتلال صميل دون مقاومة، في الساعة 06:00 من قبل دوريات اللواء الثالث للخيول الخفيفة في 11 نوفمبر عندما تبين أن المكان قد هُجر. ولكن بحلول الساعة 09:30 كانت الوحدات العثمانية تسيطر على سلسلة من التلال المرتفعة على بعد 1.5 ميل (2.4 كم) شمال شرق المدينة وبدأت المدافع الميدانية العثمانية في قصف صميل من حوالي 3 أميال (4.8 كم). أرسل اللواء دوريات نشطة في فترة ما بعد الظهر، وجعلها تبدو ظاهرة قدر الإمكان دون الاشتباك، بينما تقدمت الفرقة شمالاً.
انتشرت قوة ألنبي مع مشاة من الفرقة 52 (الأراضي المنخفضة) والفرقة 75 في الوسط، والفرقة الأسترالية الراكبة على جانبهم الأيمن مع فرق الأنزاك الراكبة ويومانري على الجانب الأيسر للمشاة. وأمر الفرقة 52 (الأراضي المنخفضة) بتوسيع موقعها عبر نهر سكرير على الجانب الأيمن العثماني. وأمر الفرقة الأسترالية الراكبة بالتقدم نحو تل الصافي بعد تعزيزها بلوائين إضافيين، حيث واجهت هجوماً مضاداً عثمانياً حازماً وكبيراً. أُمر لواء البنادق المُركبة النيوزيلندي بالانضمام مجدداً إلى فرقة الأنزاك الراكبة في 11 نوفمبر. وغادروا بئر السبع الساعة 16:30 ووصلوا حمامة الساعة 23:00 يوم 12 نوفمبر.

#### الخط العثماني
صُمم الخط الدفاعي الذي يبلغ طوله 20 ميلاً (32 كم)، والذي اختاره القادة العثمانيون لحشد جيشهم البالغ قوامه 20 ألف جندي ووقف غزو جنوب فلسطين، لحماية خط السكة الحديدية ومحطة التقاطع من يافا إلى القدس. أُسر السجناء من كل وحدة تقريباً في الجيش العثماني، مما يشير إلى إرجاع حرس المؤخرة إلى الجزء الرئيسي من الجيش العثماني الثامن. ومع ذلك، زادت المقاومة العثمانية على طول خطهم، بدرجة ملحوظة. قرر إريش فون فالكنهاين، قائد مجموعة جيش يلدريم، التوقف أمام محطة التقاطع، ونشر قواته بحلول مساء يوم 11 نوفمبر وأمر بشن هجوم مضاد على الجناح الأيمن البريطاني الذي كانت تغطيه الفرقة الأسترالية الراكبة. كانت خطته هي إرباكهم وقطع خطوط إمدادهم وتطويق جميع الوحدات الأمامية والاستيلاء عليها. تقدم لهذا الطلب في الأصل ليوم 11 نوفمبر والذي تأجل إلى اليوم التالي.

### 12 نوفمبر

#### هجوم المشاة
أطلقت الفرقة 52 (الأراضي المنخفضة) هجوماً تمهيدياً بالقرب من الساحل، كجزء من الاستعدادات للهجوم على محطة التقاطع، المخطط له في اليوم التالي. وقد كان من المقرر أن تهاجم شمال نهر صقرير بين قريتي برقة ويازور مع اتخاذ فرقة يومانري الراكبة دور حارس الجناح. وتمثل هدفها في الحصول على موقع مهم لحرس المؤخرة العثماني يمتد من قرية برقة إلى تل «براون هيل». تبين أن الهجوم على براون هيل شديد الانحدار كان شديد الصعوبة، على نقيض القرية التي سقطت بسهولة. كان يعلو التل ركام مهول من الحجارة ويسيطر على مدى لإطلاق النار فوق السهل باتجاه الجنوب عبر نهر صقرير. وبحلول الوقت الذي استولت فيه كتيبة من اللواء 156، بغطاء بطاريتين من اللواء 264 (المدفعية الميدانية الملكية) ولواء المدفعية الميداني الجنوب أفريقي (الفرقة 75)، على القمة، تقلص قوام الكتيبة إلى ضابط واحد وحوالي 100 رجل. ومع ذلك، لم تتمكن بقايا الكتيبة الاسكتلندية من الصمود في وجه الهجوم العثماني المضاد بعد 20 دقيقة فقط من انتصارها، وأُجبرت على التقهقر بعد قتال شرس على مسافة قريبة.
ثم أُمرت الكتيبة الثانية من فوج بنادق جوركا الثالث بتجديد الهجوم عند الغسق. فيما لم تعد المدفعية قادرة على تقديم الكثير من المعاونة بسبب ضعف الضوء، ولكن سرعان ما استعاد الجوركا التل عبر هجمة بالحراب، وتكبدوا 50 إصابة، وفي هذه العملية استعادوا مدفعين من طراز لويس. وُصف القتال هنا بأنه مساوٍ في شدته لهجوم اللواء 157 (مشاة المرتفعات الخفيفة) في سوسج ريدج في 8 نوفمبر. فتح نجاح هذه العمليات شمال نهر صقرير الطريق على ساحل البحر المتوسط للهجمات الرئيسية في اليوم التالي، على مواقع الخطوط الأمامية للجيوش العثمانية.

#### الهجوم العثماني المضاد
تقدمت الفرقة الأسترالية الراكبة في اتجاه تل الصافي، للضغط على الجناح الأيسر للقوات العثمانية بأقوى ما يمكن، بينما كان هجوم المشاة جارياً. تحرك حوالي 4,000 جندي أسترالي وبريطاني من الكتائب الثالثة والرابعة والخامسة من الخيول الخفيفة شمالاً في عرض ظاهر للهجوم. بدت القوة العثمانية في البداية، وقد تراجعت تماماً، وتمكن الفوج التاسع من الخيول الخفيفة (اللواء الثالث من الخيول الخفيفة) من المرور عبر بركوسيا، مع دفع فصيلة واحدة لاحتلال تل الصافي. كما وجد اللواء الخامس الراكب بلعين مهجورة، وتقدم بسرعة شمالاً نحو تل الصافي وقسطينة. كانت الفرقة الأسترالية الراكبة منتشرة على الأقل 6 أميال (9.7 كم) في مواجهة الشمال والشرق بحلول الساعة 12:00، عندما بدأت أربع فرق من الجيش السابع العثماني (حوالي 5,000 جندي) هجومها المضاد. فتحت بطارية لسرية المدفعية البريطانية الفخرية (التابعة لمدفعية الخيالة) النار بعد عشر دقائق، لكنه كان قصفاً ميؤوساً، مع تفوق المدافع العثمانية ذات القوة والوزن الأكبر عليها.

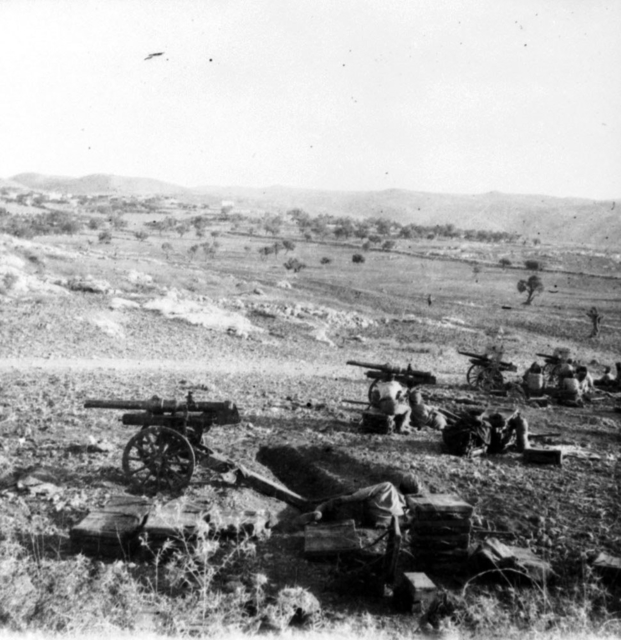
بطارية المدافع الجبلية هونغ كونغ (الهندية).

كانت فرق المشاة العثمانية تتحرك جنوباً من التينة على بعد 3 أميال (4.8 كم) شرق قسطينة من الخط الفرعي الذي يسيطر عليه العثمانيون لخط السكة الحديدية. كانت القطارات تصل هناك وإلى الشمال على طول خط السكة الحديدية، بأعداد كبيرة من الجنود العثمانيين المنتشرين للهجوم في ثلاثة أرتال منفصلة (من جميع الأسلحة). وشوهدوا وهم يتقدمون نحو تل الصافي من الشمال والشمال الشرقي. بعد ذلك بوقت قصير، أُجبر الفوج الحادي عشر من الخيول الخفيفة (اللواء الرابع من الخيول الخفيفة) على التراجع من قسطينة، حيث احتلت الوحدات العثمانية المنطقة بقوتها.
كان اقتراب الفيلق 20 التابع للجيش العثماني الثامن (الفرق 16 و26 و53 و54) مجهول في البداية للواء الخامس الراكب في بلعين. لكن في حوالي الساعة 13:00 تعرض للهجوم من قبل حوالي 5,000 جندي عثماني في رتلين، أحدهما نزل على المسار من محطة التقاطع إلى تل الصافي، والآخر وصل بالقطار وسار جنوباً من محطة التينة. ودُفع اللواء الخامس الراكب للارتداد من بلعين قبل تعزيزه باللواء الثالث من الخيول الخفيفة الذي انطلق من صميل، متبوعاً ببطاريتين من الفرقة الأسترالية الراكبة. واضطر فوج من الخيول الخفيفة كان قد احتل بركوسيا، للتراجع بفعل قوة عثمانية قوية جداً مدعومة بنيران المدفعية الثقيلة من عدة بطاريات. حينئذ اشتبكت جميع القوات المتاحة من الفرقة الأسترالية الراكبة، لكن ضغط الهجوم العثماني استمر بقوة. لم يتمكن اللواء الرابع من الخيالة الخفيفة من دعم اللواء الثالث من الخيالة الخفيفة أو اللواء الخامس الراكب، حيث تعرض لهجوم شديد على يسار اللواء الخامس الراكب، بينما كان متمسكاً بالخط إلى الغرب باتجاه خط سكة حديد دير سنيد. تمكنت الوحدات العثمانية من التقدم إلى مسافة 100 ياردة (91 م) من موقع اللواء الرابع من الخيول الخفيفة، ولكن نيران المدافع الرشاشة والبنادق صدتها في نهاية المطاف على آخر اليوم.
أمر هودجسون (قائد الفرقة الأسترالية الراكبة) بالانسحاب البطيء للكتيبة الثالثة الراكبة واللواء الخامس الراكب إلى أرض مرتفعة على خط بير صميل-خربة الجلدية. صدر هذا الأمر بمجرد مشاهدة قطار عثماني آخر يتحرك جنوباً. حيث توقف غرب بلعين وانتشرت قوة جديدة من الجنود العثمانيين بسرعة لمهاجمة الجناح الأيسر للواء الخامس الراكب. وصل اللواء الثالث من الخيول الخفيفة واللواء الخامس الراكب إلى حافة قرية صميل وهما يقاتلان بثبات وينسحبان بمهارة، حيث وقع الهجوم العثماني أخيراً. بدأت بطاريتان من الفرقة الأسترالية الراكبة العمل على أرض مرتفعة شمال غرب صميل بقصف القوة العثمانية الجديدة التي كانت تتحرك فوق السهل المفتوح على مرأى ومسمع من الطوبجية. أوقفت نيران المدفعية الفعالة من قوة التجريدة المصرية هذا التقدم العثماني المهاجم، مما أجبرهم على التراجع قليلاً حيث حفروا الخنادق. وانتهى الهجوم الساعة 18:00 في ظلام دامس. كان اعتماد شوفيل على ثبات الفرقة الأسترالية الراكبة «مبرراً تماماً». واضطر قائد مجموعة جيش يلدريم إلى وقف هجوم جيشه السابع، ثم إخراج الفرقة 16 منه، بالإضافة إلى فوج واحد. احتفظت فرقة الفرسان الثالثة (الفيلق الثالث للجيش السابع) والفرقة التاسعة عشرة (الجيش الثامن) بخط أمام بيت جبرين، أثناء تواجدهما في قطاعهم الشرقي. انتظرت هذه القوة طوال اليوم، مستعدة لبدء هجوم جانبي، لكن لم تتح لها الفرصة.

### 13 نوفمبر

#### جبل المغار
انتشرت قوة عثمانية قوامها 20 ألف جندي للدفاع عن خط السكة الحديدية من يافا إلى القدس على طول وادي الصرار والنبي روبين. لقد سيطروا على التلال البارزة التي يبلغ ارتفاعها 100 قدم (30 م)، والتي امتدت شمالاً نحو زرنوقة والقبيبة حيث سيطرت على ساحة المعركة، المُشكلّة أساساً من الأراضي المزروعة المكشوفة والمفتوحة. شكلت هذه التلال القوية بالطبيعة عماد الموقع الدفاعي للجيش العثماني والذي يبلغ طوله 20 ميلاً (32 كم) وتدافع عنه الفرقة الثالثة للجيش الثامن (الفيلق 22) من الشمال، والفرقة السابعة (احتياط الجيش الثامن) من الشرق، والفرقة 54 (الفيلق 20) بالقرب من المسمية، مع ارتباط الفرقة 53 بالفرقة 26 (الفيلق 20) التي تسيطر على تل الصافي. كما حُصنت قريتي قطرة والمغار على التلال، لتصبحا موقعين دفاعيين قويين، يتمتع كل منهما بإطلالة رائعة على الريف. فُصلت هاتين القريتين عن طريق وادي الجاموس الذي يربط وادي الصرار بنهر روبين.

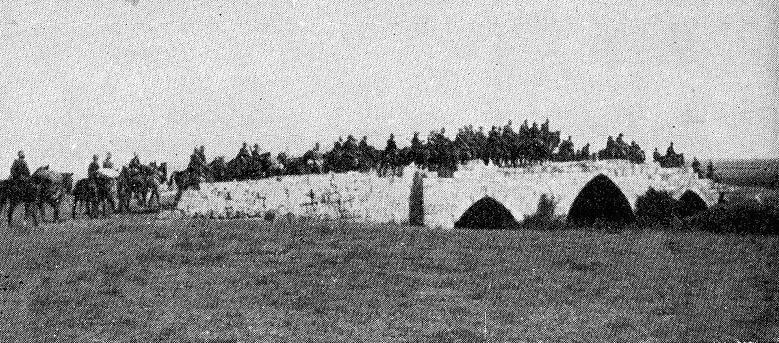
لواء بنادق الخيالة النيوزيلندي يعبر جسر يبنا القديم

تضمنت خطة ألنبي في 13 نوفمبر تحويل الجانب الأيمن من الخط العثماني على الساحل، على الرغم من أن الاستطلاع الجوي وسلاح الفرسان كشفت عن قوة عثمانية كبيرة في الداخل على جناحه الأيمن في مواجهة الفرقة الأسترالية الراكبة. في الواقع، أُمرت الفرقة بتقديم أكبر مظاهرة لمهامها قدر الإمكان لتركيز الاهتمام العثماني بعيداً عن القطاع الساحلي. خطط ألنبي هناك لفرقتي الأنزاك ويومانري بالتقدم شمالاً لمحاولة تحويل الجناح الأيمن العثماني، بمساعدة هجمات المشاة على المركز الأيمن العثماني.
كان من المقرر أن تتقدم الفرقة 52 (الأراضي المنخفضة) والفرقة 75 من الفيلق 21 في المركز، نحو محطة التقاطع بين طريق غزة على اليمين، وقرية المغار على اليسار. صدت هجمات المشاة هذه دفاعات عثمانية قوية جداً. انتشر الجيش العثماني في المسمية بقوة على أرض مرتفعة داخل القرية وبالقرب منها، واحتلت المدافع الرشاشة مواقع جيدة على جميع الطرق. ومع ذلك، أحرز المشاة في الفرقة 75 تقدماً بطيئاً باطراد، مما أجبر القوام الرئيسي لحرس المؤخرة العثماني في النهاية على التراجع إلى تلة صغير على بعد ميل واحد (1.6 كم) إلى الشمال الشرقي. وقعت المرحلة الأخيرة من هجوم المشاة قرب الغسق بدعم فصيلتين من فوج الخيول الخفيفة الحادي عشر (اللواء الرابع من الخيول الخفيفة)، اللذين اندفعا للعمل على الجانب الأيمن للمشاة وقدما دعماً نارياً قيماً. أدى هجوم أمامي للمشاة، تغطيه نيران المدافع الرشاشة، إلى طرد المدافعين العثمانيين عن التلال، مما مكن من احتلال المسمية الشرقية بعد فترة وجيزة. وتوقف الهجوم بعد نزول الظلام على مسافة ليست بعيدة عن محطة التقاطع.
هاجم اللواء الثالث والرابع من الخيول الخفيفة والخامس التابعين للفرقة الأسترالية الراكبة على الجانب الأيمن، معززين باللواء الثاني من الخيول الخفيفة (فرقة الأنزاك الراكبة)، واللواء السابع الراكب (فرقة يومانري الراكبة) وسيارتين من بطارية السيارات الخفيفة المدرعة الثانية عشر، في خط التقدم شمالاً باتجاه محطة التقاطع. دخل اللواء الرابع من الخيول الخفيفة الذي يغطي الجانب الأيمن من الفرقة 75، قزازة في الساعة 12:00، عندما كان اللواء السابع الراكب على يسارهم، على بعد 5 أميال (0.80 كم) فقط من محطة التقاطع. أُمر اللواء الرابع من الخيول الخفيفة بحلول الساعة 16:00، بالتقدم نحو التينة بينما كان تقدم المشاة جارياً على يساره. وقد تمكن من احتلالها في صباح اليوم التالي.
غطت فرقتا الأنزاك ويومانري الراكبتين (ما تبقى من فيلق الصحراء) هجوم المشاة على الجانب الأيسر من الفيلق 21، حيث كانت يبنا هدفهما الأول وعاقر هدفهما التالي. وكان عليهما بمجرد الاستيلاء على محطة التقاطع الاتجاه شمالاً لاحتلال الرملة واللد والاستطلاع باتجاه يافا. واصل اللواء الثامن الراكب (فرقة يومانري الراكبة)، بعد الاستيلاء على يبنا، تقدمه شمالاً إلى القبيبة وزرنوكة. ومع ذلك، صدت الوحدات العثمانية التي تدافع عن عاقر اللواء 22 الراكب، في حين توجه اللواء السادس الراكب (مع لواء الجمال الإمبراطوري الذي يغطي جناحهم الشمالي) لمهاجمة المغار.
توقفت الفرقة 52 (الأراضي المنخفضة) في حوالي الساعة 11:30 نتيجة الشظايا الكثيفة ونيران المدافع الرشاشة مما أجبرها على الاحتماء بوادي جاموس على بعد حوالي 600 ياردة (550 م) من هدفها. عُرقلت كل محاولة لمغادرة الوادي بنيران كثيفة جداً من مدافع رشاشة عثمانية موزعة جيداً. وقع اتفاق بين الفرقة 52 (الأراضي المنخفضة) التابعة لقيادة العمليات المشتركة وفرقة يومانري الراكبة التابعة لقيادة العمليات المشتركة في حوالي الساعة 14:30 على أن يقوم اللواء السادس الراكب بمهاجمة قمة جبل المغار مع تجدد هجوم المشاة على قطرة والمغار. بعد نصف ساعة، تقدم فوجان من الخيالة، هما باكينغهامشاير يومانري الملكية ودورست يومانري الملكية (اللواء السادس الراكب) المنتشران بالفعل في وادي جاموس، في رتل من الأسراب الممتدة إلى أربع خطوات عبر 3000 ياردة (2.7 كم)، مع هرولة البداية ثم الاندفاع لأعلى وعلى قمة الجبل. كانت الخيول منهكة تماماً ولم تتمكن من مواصلة مطاردة الوحدات العثمانية الهاربة على الجانب البعيد. ومع ذلك، استمر المدافعون العثمانيون في الاحتفاظ بقرية المغار حتى نزل سربين من فوج بيركشاير يومانري (لواء الخيالة السادس)، مع كتيبتين من الفرقة 52 (الأراضي المنخفضة)، من على خيولهم وجددوا الهجوم. استمر القتال في القرية حتى الساعة 17:00 عندما سقطت قريتي قطرة والمغار المحصنتين.

### 14 نوفمبر
احتلت وحدات من الفرقة 75 مدعومة بعدة سيارات مدرعة محطة التقاطع في صباح يوم 14 نوفمبر، وقطعت خط السكة الحديدية العثماني من يافا إلى القدس. بينما جمعت الفرقة 52 (الأراضي المنخفضة) والفرقة 75 صفوفها وأعادت تنظيمها خلال النهار، دخل اللواء الرابع من الخيول الخفيفة التينة في الصباح الباكر، وتبع ذلك بقية الفرقة الأسترالية الراكبة بعد بضع ساعات. وعُثر بها على آبار صالحة بها الكثير من المياه ولكن بدون مضخات بخارية، لم تكتمل سقاية الخيول حتى الساعة 16:00. في هذه الأثناء، تبعهم قطار الإمداد الخاص بالفرقة، حيث سافر من بئر السبع عبر هريرة وغزة في 11 نوفمبر، ليصل إلى إسدود في 14 نوفمبر، ثم إلى المسمية في اليوم التالي ومحطة التقاطع في 16 نوفمبر.

#### عيون قارة

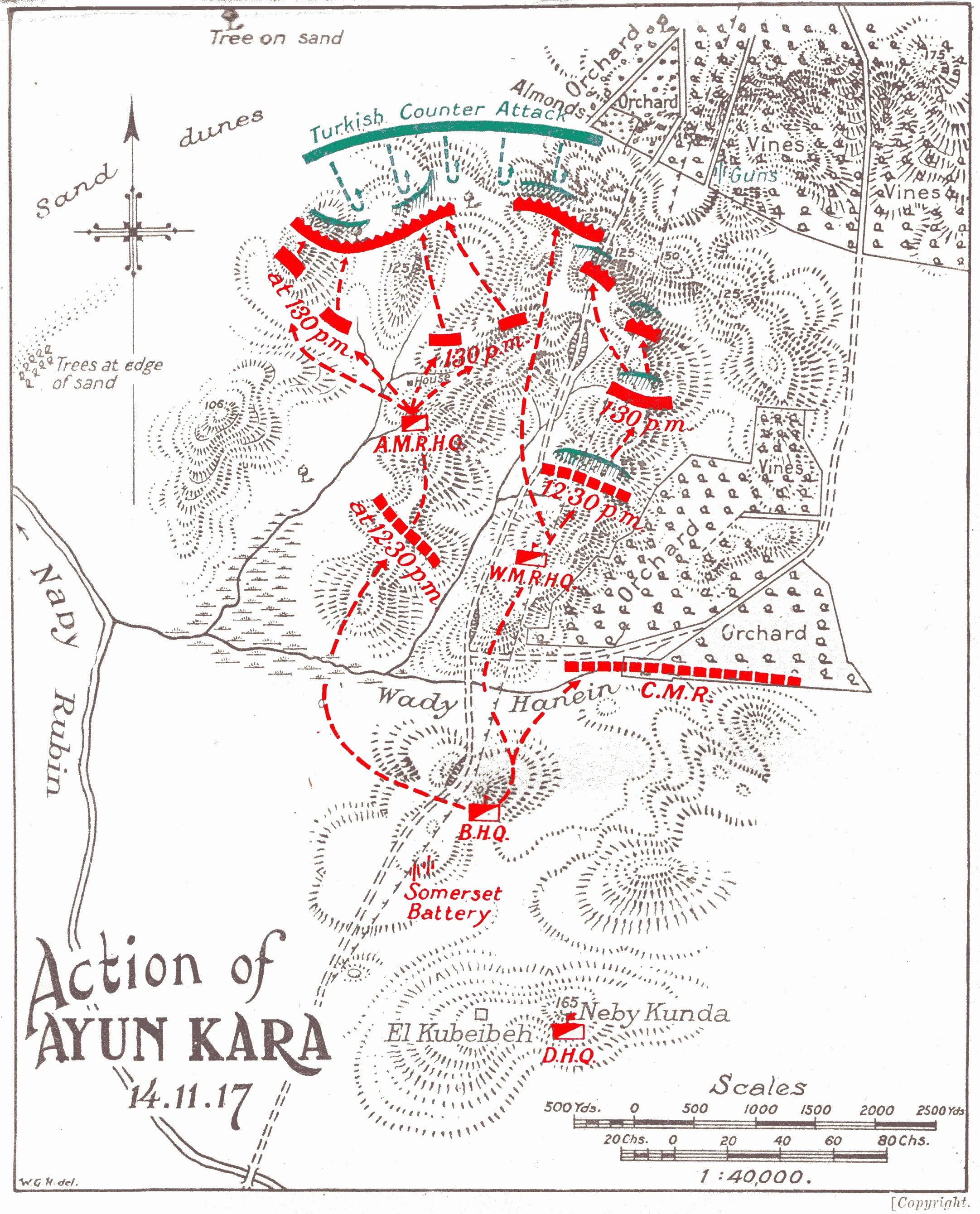
هجمات عيون قارة

قاد التقدم فرقة يومانري الراكبة التي عبرت خط السكة الحديد شمال محطة التقاطع، وفرقة الأنزاك الراكبة التي ضغطت على الجيش العثماني المنسحب شمالاً بالقرب من الساحل. صدرت أوامر لفرقة الأنزاك الراكبة بالاستيلاء على الرملة واللد، وقطع الطريق الوحيد الذي يربط يافا بالقدس. خلال الصباح، عبر لواء البنادق النيوزيلندية بقيادة ويليام ميلدرم وادي الصرار/نهر روبين بالقرب من الكثبان الرملية مع اللواء الأول من الخيول الخفيفة على يمينه، وبحلول الساعة 09:00 كان قد احتل القبيبة. وتقدموا نحو وادي حنين حيث واجها حرس المؤخرة العثماني في بساتين البرتقال وعلى التلال الواقعة بين القبيبة والكثبان الرملية. طرد اللواء الأول من الخيول الخفيفة في فترة الظهيرة، حرس المؤخرة العثماني من سلسلة من التلال المواجهة ليبنا واحتل قرية ديران (التي تشغلها حالياً مستوطنة رحوفوت). في الوقت نفسه، واجه لواء البنادق النيوزيلندية (بقيادة العميد ويليام ميلدروم) حرس مؤخرة عثماني ثابت ومتخندق على نحو جيد بالقرب من عيون قارة، فهاجمه. استمر القتال العنيف من مسافة قريبة ضد فرقة المشاة الثالثة العثمانية خلال فترة ما بعد الظهر. على الرغم من التهديد الشديد، انتصر لواء البنادق النيوزيلندية في نهاية المطاف واحتل يافا بعد يومين، دون مقاومة. خلص التأريخ النيوزيلندي الرسمي في 1922 إلى أن الاشتباك في عيون قارة أظهر قدرة أفواج البنادق النيوزيلندية على الهجوم السريع وتعزيز المواقع المتعاقبة على ظهور الخيل. خلال هذا الاشتباك المكثف، تجلت القوة الهجومية لسلاح البندقية على الخيل بصورة شاملة ضد موقع المشاة المتخندق بقوة.

### نوفمبر 1917

#### أبو شوشة واللد والرملة

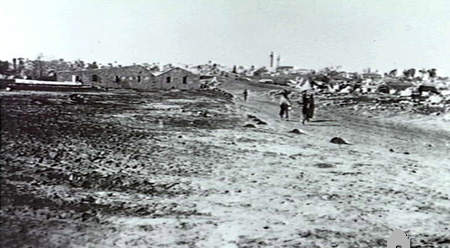
الرملة بعد احتلالها من قبل قوة التجريدة المصرية

أمر فون فالكنهاين بالانسحاب العام في منتصف ليل 14 نوفمبر، وتراجع الجيش السابع العثماني مرة أخرى إلى تلال الخليل باتجاه القدس، بينما أُمر الجيش الثامن بالتراجع إلى شمال يافا عبر نهر العوجا حوالي 3 أميال (4.8). كم) شمال يافا. عانى هذان الجيشان العثمانيان بشدة، وخسرا ما بين 40 و60 ميلاً (64 و97 كم) من الأراضي العثمانية شمال خط غزة-بئر السبع القديم. ترك هذان الجيشان العثمانيان وراءهما 10.000 أسير حرب و100 مدفع.
تقدمت الفرقة 75 والفرقة الأسترالية الراكبة في اليوم التالي للعملية في عيون قارة، نحو اللطرون حيث يدخل طريق يافا إلى القدس في تلال الخليل، بينما احتلت فرقة الأنزاك الراكبة الرملة واللد على بعد حوالي 5 أميال (8.0 كم) شمال محطة التقاطع. أغلق حرس المؤخرة العثماني فوق أبو شوشة وادي عجلون على الجانب الأيمن من التقدم نحو الرملة. وصلت فرقة يومانري الراكبة إلى طريق القدس، بعد أن شن اللواء السادس الراكب هجمةً بسلاح الفرسان، مما أدى إلى اجتياح موقع حرس المؤخرة العثماني. وقد وُصفت هذه الهجمة بأنها أكثر صعوبة من تلك التي وقعت عند قمة جبل المغار، وذلك بسبب الطبيعة الصخرية للأرض التي صعد عليها الفرسان.

### 16 نوفمبر
استمرت المطاردة مع تقدم قوة التجريدة المصرية شمالاً، وسقطت يافا في يد فرقة الأنزاك الراكبة في منتصف نوفمبر، وسقطت القدس في يد الفيلق 20 في 9 ديسمبر. أسر فيلق الصحراء وحده أكثر من 9,000 سجيناً و80 مدفعاً قبل استقرار الجبهة الجديدة في تلال الخليل. أدى 17 يوماً من العمليات دون راحة تقريباً، إلى تقدم يتراوح بين 50 و60 ميلاً (80 و97 كم) من بئر السبع؛ وقعت الاشتباكات الكبرى والصغرى في 13 يوماً من هذه الأيام. قطعت معظم الوحدات الراكبة ما لا يقل عن 170 ميلاً (270 كم) منذ 29 أكتوبر 1917، وأسرت 5,270 سجيناً وأكثر من 60 مدفعاً وحوالي 50 مدفعاً رشاشاً. تكبد العثمانيون خسائر فادحة للغاية منذ أن بدأ التقدم من غزة وبئر السبع وسقط أكثر من 10,000 أسير حرب عثماني و100 مدفع في يد قوة التجريدة المصرية.
لقد تطورت قوة التجريدة المصرية إلى «قوة إمبريالية بحق تحت يدها جميع الأسلحة» وكان الهجوم «مثالاً مثالياً تقريباً للاستخدام السليم لجميع الأسلحة معاً.»

#### يافا واللطرون

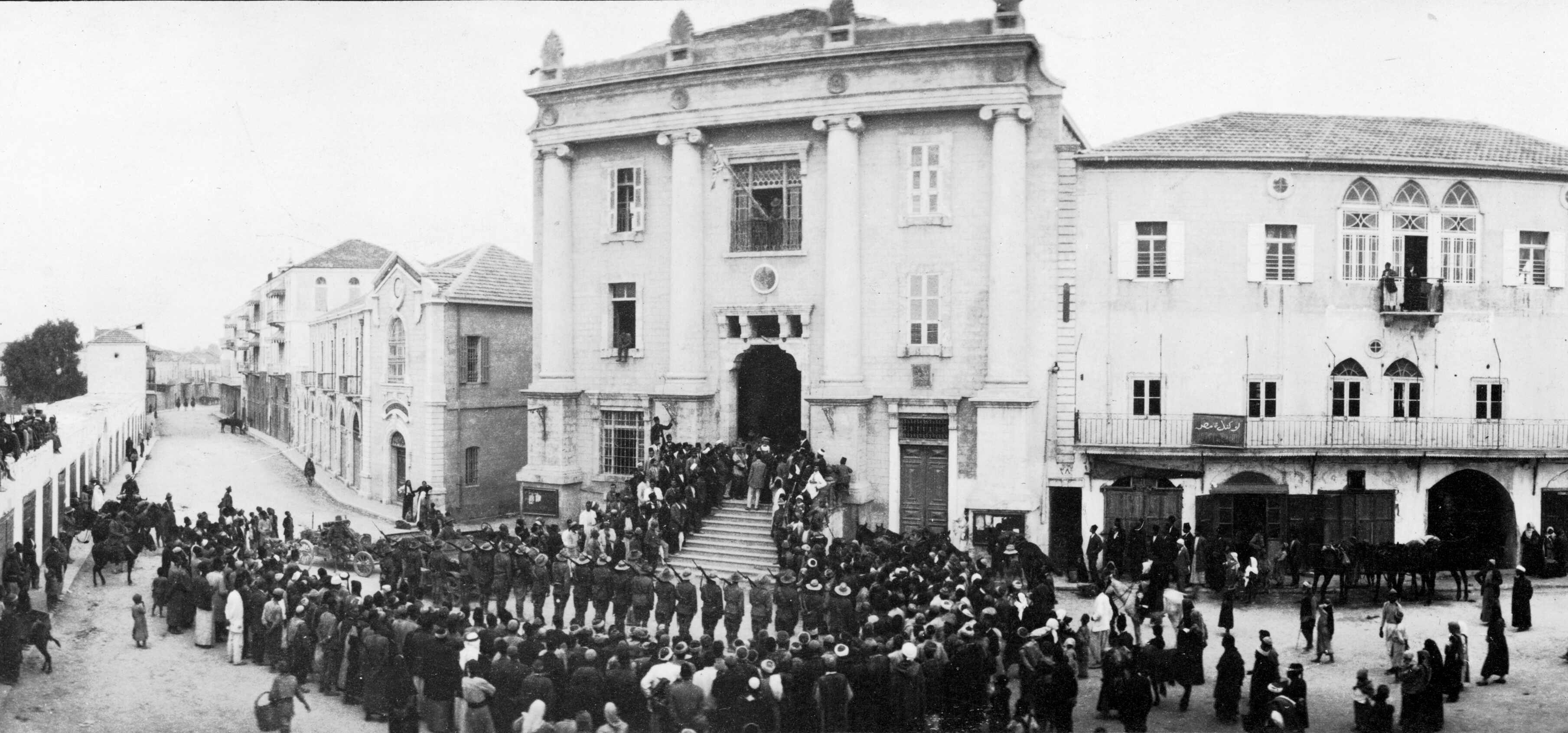
قبول لواء البنادق النيوزيلندية استسلام يافا عند قاعة المدينة

سقطت اللطرون في 16 نوفمبر، واحتل لواء البنادق النيوزيلندية (فرقة الأنزاك الراكبة) يافا، دون مقاومة. وأدار المدينة حتى وصول ممثلين عن مديرية منطقة العدو المحتلة لتولي المهمة.

## تلال الخليل 19-24 نوفمبر
استعرض ألنبي التهديد بالهجوم المضاد وحالة الإمداد لديه، على الرغم من عدم إنشاء خط دفاعي من التحصينات. وقرر أنه يمكن الحفاظ على قوة كبيرة بما يكفي للهجوم على تلال الخليل، وقوة أخرى منفصلة للعمل في السهل البحري، على مسافة ممتدة من قاعدته.
اتُخذ القرار بمطاردة الجيش السابع العثماني عن كثب في تلال الخليل، بينما كان ألنبي في مقر الفيلق 21 في قسطينة في 18 نوفمبر. كان هذا القرار، بمهاجمة جيش فوزي باشا السابع بسرعة في الخليل، هو مواصلة للضغط على هذا الجيش العثماني على أمل الاستيلاء على القدس، مع حرمانه من الوقت لإكمال إعادة تنظيم صفوفه، أو حفر خنادق عميقة، أو الأسوأ من ذلك كله، الهجوم المضاد. كان من المقرر أن تبدأ فرقة يومانري والفرقة الأسترالية الراكبتين التقدم إلى تلال الخليل مع فرقتي مشاة؛ الفرقة 52 (الأراضي المنخفضة) بقيادة اللواء جيه. هيل والفرقة 75 بقيادة اللواء پي. سي. بالين، وفرقتان راكبتان. كانت القوات العثمانية التي واجهوها على الطريق المؤدي إلى التلال، عبارة عن حرس مؤخرة أمر فون فالكنهاين الفيلق 20 بنشرهم، والذي تراجع للدفاع عن القدس. احتل حرس المؤخرة هذا التلال المسيطرة، وتألف من مجموعات صغيرة متخندقة على التلال، وقد تعرضت كل منها للهجوم تلو الآخر من قبل القوات الهندية والجوركا التي تفوقت على المدافعين العثمانيين. «جميع الجيوش التي سعت إلى الاستيلاء على القدس مرت بهذا الطريق، ما عدا جيش يوشع. الفلستيون والحيثيون، البابليون والآشوريون، المصريون والرومان والإغريق، فرسان الصليب الفرنجة، كلهم مروا بهذا الطريق، وكلهم سقوا تلة عمواس بدمائهم.»

### النبي صموئيل
تقدمت الفرقة 75 مع فرقة يومانري الراكبة على جناحها الشمالي بعد قيادتها التقدم في 19 نوفمبر، نحو النبي صموئيل. كان هذا التل المحصن والبارز على ارتفاع 908 م (2979 قدماً) فوق مستوى سطح البحر في تلال الخليل، الموقع التقليدي لقبر النبي صموئيل، وقد استولى عليه اللواء 234 (الفرقة 75) في نهاية المطاف في وقت متأخر من المساء، خاصةً بعد قتال عنيف بين 21 و24 ديسمبر. وقد تلقى الدعم خلال هذه المعركة من قبل الفرقة 52 (الأراضي المنخفضة) التي اتخذت الخط الأكثر صعوبة، عندما توجهت الفرقة 75 إلى المسالك الجنوبية الغربية. شاركت هاتان الفرقتان من الفيلق 21 بقيادة بولفين في التقدم القتالي الناجح للغاية والمستمر تقريباً اعتباراً من 7 نوفمبر. جعلهم دورهم في حملة المناورة الأولى هذه «يتقدمون على مراحل ثم يتعثرون في التلال المحيطة بالقدس... حيث [هزمتهم] القوات التركية المدافعة عن القدس» ثم انسحبوا. هنا حاربهم جيش فوزي باشا السابع حتى توقفوا.

## ساحل البحر المتوسط 24-25 نوفمبر

### نهر العوجا
بدأ المشاة من الفرقة 54 (شرق أنجليا) وفرقة الأنزاك الراكبة هجومهم في 24 نوفمبر، على ساحل البحر المتوسط، شمال يافا عبر نهر العوجا. بينما دافعت الفرقة العثمانية الثالثة والسابعة (الجيش الثامن) عن ضفته الشمالية.
أسس لواء بنادق الخيالة النيوزيلندي رأسي جسر؛ الأول كان عبر الجسر على الطريق العام بالقرب من خربة الحضرة، والثاني على ساحل الشيخ مونس بالقرب من مصب النهر. وتمثلت أهدافه في عرقلة الجيش الثامن العثماني من نقل القوات إلى تلال الخليل لتعزيز الجيش السابع، والاستيلاء على الأراضي. واصل لواء الخيالة النيوزيلندي وكتيبتي مشاة من الفرقة 54 (شرق أنجليا) الاحتفاظ بهذين الجسرين على الضفة الشمالية، حتى تعرضوا لهجوم من قبل قوات ساحقة في 25 نوفمبر. دفعت الفرقتان الثالثة والسابعة من الجيش الثامن العثماني رأسي الجسرين إلى الخلف واستعادت سيطرتها على نهر العوجا والوضع التكتيكي.

## نجدة الفيلق 21 وفيلق الصحراء الراكب من 24 نوفمبر إلى 2 ديسمبر
أمر ألنبي في 24 نوفمبر أيضاً الفيلق 20 بنجدة الفيلق 21 وفيلق الصحراء الراكب. وُصفت هذه النجدة للفيلق 21 بأنها «نقل غير ضروري للقوات و[أنها] كانت إجراءً مستنفذاً للوقت أدى إلى تأخير سقوط القدس... [بسبب] الطبيعة المترددة للتقدم البريطاني.»
ترك ألنبي الفيلق 20 التابع لفيليب دبليو. تشيتود في المؤخرة، بسبب مشاكل الإمداد أثناء التقدم من بئر السبع، بالقرب من خطوط الاتصال حيث يمكن إمداده وإعادة تجهيزه بسهولة. أُمرت هذه القوات الجديدة بعد 10 أيام من الراحة، بالذهاب إلى الجبهة في تلال الخليل لتولي الهجوم ضد الجيش السابع العثماني. وصلت الفرقة 60 (لندن)، بقيادة اللواء جون شيا، إلى اللطرون من هوج في 23 نوفمبر، ونجدت الفرقة 52 (الأراضي المنخفضة) والفرقة 75 المنهكتين على نحو خطير، دون انخفاض كبير في القدرة القتالية في 28 نوفمبر. وفي نفس اليوم، وصلت الفرقة 74 (يومانري)، بقيادة اللواء إي. إس. غيردوود، إلى اللطرون قادمة من عين كارم، وبعد يومين وصلت أيضاً الفرقة (الأيرلندية) العاشرة، بقيادة اللواء جيه. آر. لونغلي، إلى اللطرون من عين كارم. جعلت حركة مثل هذه التشكيلات الكبيرة توقف القتال أمراً لا مفر منه، وبالتالي توقف الهجوم، لكن فون فالكنهاين وجيشه العثماني تنبها إلى التوقف المؤقت للأعمال العدائية.

## الهجمات المضادة العثمانية من 27 نوفمبر إلى 1 ديسمبر

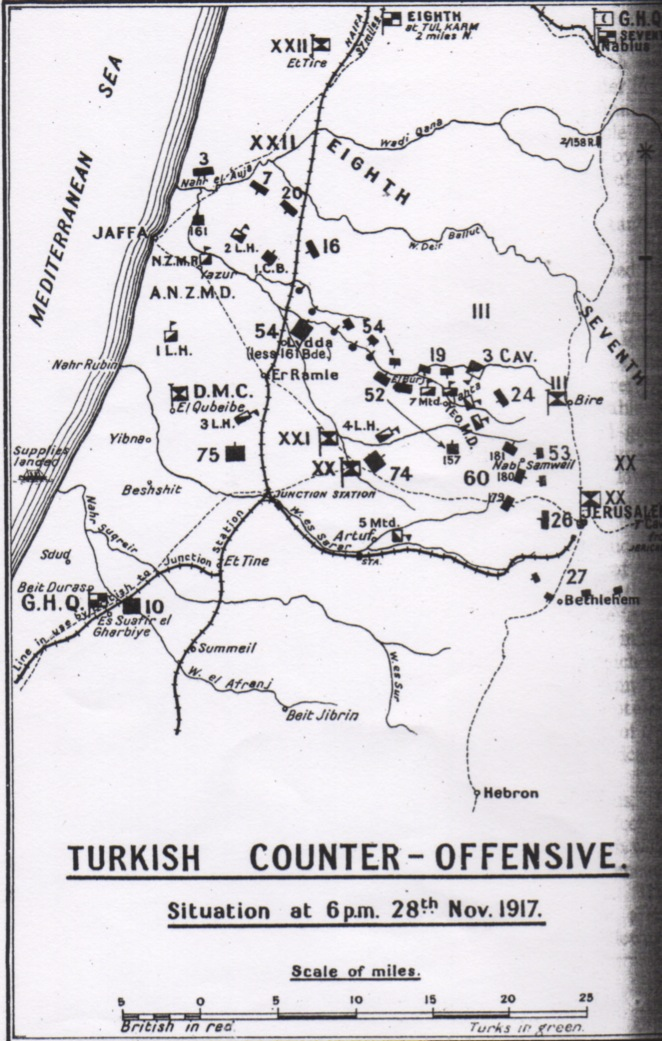
الهجمات العثمانية المضادة في الساعة 18:00 يوم 28 نوفمبر 1917

سعى فون فالكنهاين والجيش العثماني إلى الاستفادة من الحالة الضعيفة والمستنزفة لفرق الإمبراطورية البريطانية المنهكة التي كانت تقاتل وتتقدم منذ بداية الشهر. فأطلق الجيش العثماني سلسلة من هجمات المشاة خلال الأسبوع الذي بدأ في 27 نوفمبر، مستخدماً تكتيك الصدام على أمل كسر الخطوط البريطانية خلال فترة زعزعة الاستقرار التي خلقتها تعزيزات وانسحابات قوة التجريدة المصرية. شنت الفرقتان 16 و19 العثمانية هجمات مضادة في تلال الخليل على النبي صموئيل وعلى جبل الزيتون. وشُنت هجمات أيضاً على خطوط الاتصال البريطانية عبر ثغرة بين القوات البريطانية في السهل البحري وتلك الموجودة في تلال الخليل، وكذلك ضد عدة وحدات بريطانية منتشرة في السهل البحري.

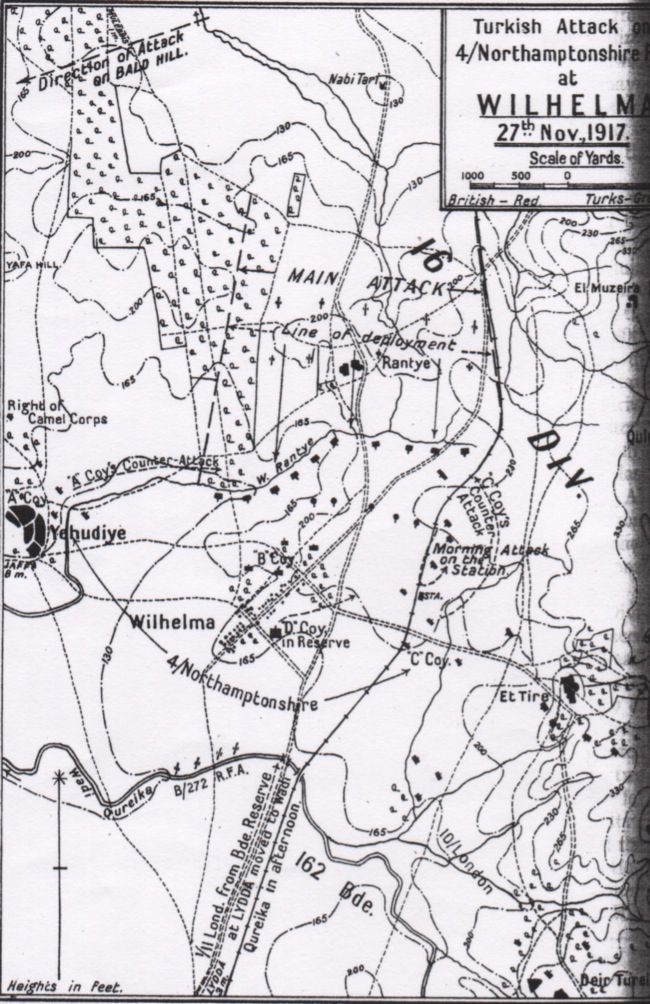
الهجوم التركي على فوج نورثامبتونشاير الرابع في فيلهيلما في 27 نوفمبر 1917

تقدمت القوات العثمانية على السهل البحري بقوة في منطقة فيلهيلما [الإنجليزية] (مستعمرة ألمانية) لتهاجم اللواء 162 (الفرقة 54). هنا وقع هجوم قوي على وحدات قوة التجريدة المصرية التي تسيطر على محطة فيلهيلما. كما بنى المهاجمون خطاً قوياً لإطلاق النار في وادي رنتية. كانت هذه الهجمات المنسقة قد تقدمت إلى مسافة 400 ياردة (370 م) بحلول الساعة 17:00، من خط المشاة البريطاني، حيث كُبحت بينما هوجم جناحي القوة العثمانية ودُفعا إلى الداخل، مما أجبر المهاجمين على العودة إلى رنتية. وتعرضت الفرقة 54 (شرق أنجليا) على اليسار للهجوم على سرية من الكتيبة الرابعة (لواء الجمال الإمبراطوري) في موقع «بالد هيل»، جنوب ملبّس، ودُفعت للخلف مسافة 500 ياردة (460 م) عن التل، الذي استهدفته مدفعية قوة التجريدة المصرية لاحقاً. وفي 27 نوفمبر أيضاً، تعرض الموقع المتقدم لفرقة يومانري الراكبة في الزيتون على الطرف الغربي من قمة جبل بيتونيا لهجوم من قبل قوة عثمانية أكبر. وتمكنت من صد المهاجمين حتى 28 نوفمبر، عندما اضطرت الفرقة إلى الانسحاب من الشيخ أبو الزيتون وبيت عور الفوقا وكذلك جبل الزيتون.
أُمرت الفرقة الأسترالية الراكبة (دون اللواء الخامس الراكب) التي كانت تستريح في المجدل من 19 إلى 27 نوفمبر، بالعودة إلى تلال الخليل في 28 نوفمبر. تحولت مسيرة اللواء الرابع من الخيول الخفيفة إلى برفيلية مباشرة إلى بيت عور التحتا. وعندما وصل إلى جنوب بيت عور التحتا، غطى اللواء موقعاً خطيراً ومعزولاً، بعيداً عن الاتصال مع اللواء الثامن أو اللواء السادس. احتُفظ بالخط بحلول الليل، من قبل الفرقة 60 (لندن)، اللواء 8 الراكب، اللواء 22 الراكب، اللواء 7 الراكب، اللواء 156، اللواء 155، اللواء الرابع من الخيول الخفيفة الذي كان لا يزال بعيداً عن الاتصال مع اللواءين الثامن والسادس الراكبين. تعرض هذا الخط «لضغط شديد» بعد حلول الليل عندما شن المهاجمون العثمانيون «هجوم قصف عنيف للغاية» مما أدى إلى فتح ثغرة في خط قوة التجريدة المصرية. دُعمت هذه العمليات في 28 نوفمبر من قبل قوة مشتركة من السربين البريطاني والأسترالي 1 و111، واللذان هاجما مطار طولكرم بقصف جوي. تكرر هذا الهجوم في الصباح والمساء التاليين بعد أن قصفت الطائرات الألمانية مطار جولس وأصابت غرفة عمليات السرب 113.

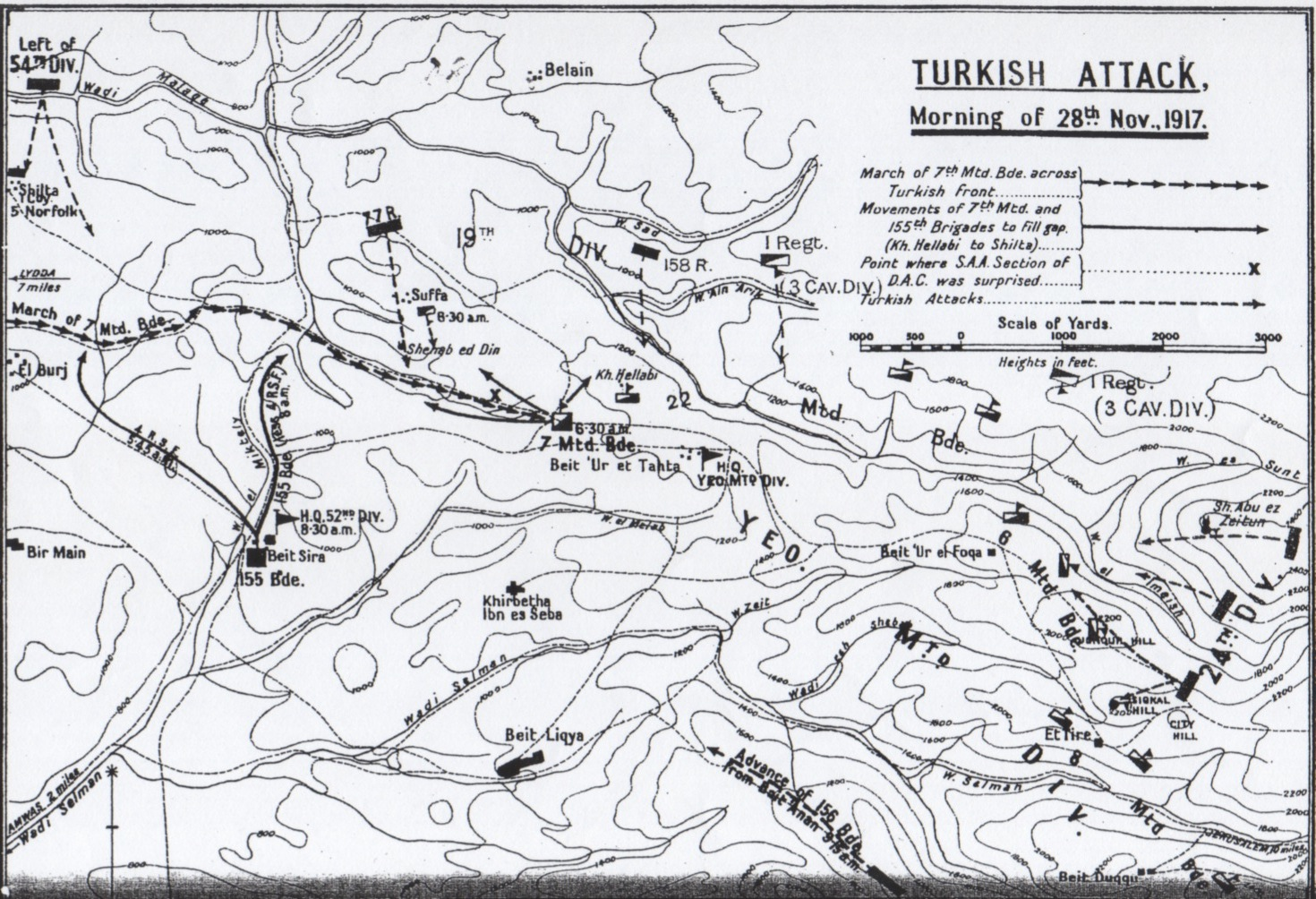
تفاصيل الهجوم العثماني المضاد في صباح يوم 28 نوفمبر 1917

أُمر اللواء الخامس الراكب بالانضمام مجدداً إلى فرقته مع استمرار الهجمات المضادة العثمانية في 29 نوفمبر، بينما بقي الفوج العاشر من الخيول الخفيفة (اللواء الثالث من الخيول الخفيفة) تحت أوامر الفرقة 60 (لندن). سار اللواء الثالث من الخيول الخفيفة إلى برفيلية على بعد ميلين (3.2 كم) غرب البرج. دُعمت فرقة يومانري الراكبة من قبل الفرقة 74 (يومانري)؛ مع استبدال لواءين من المشاة بأربعة ألوية من سلاح الفرسان مما أدى إلى زيادة عدد البنادق بمقدار ستة أضعاف. أثبتت هذه القوات أنها كافية لصد جميع الهجمات المضادة العثمانية اللاحقة، مع التعزيزات الإضافية من الفرقة الأسترالية المترجلة.
شنت كتيبة من الفرقة 19 العثمانية مسلحةً بالقنابل اليدوية في حوالي الساعة 01:00 يوم 1 ديسمبر، سلسلة من الهجمات على بيت عور التحتا ضد اللواء 157، وشمال شرق البرج ضد اللواء الثالث من الخيول الخفيفة. ونجحت بعد محاولتين في بيت عور التحتا في دفع سرية مشاة ضعيفة للغاية من الكتيبة الخامسة، مشاة المرتفعات الخفيفة، الفرقة 52 (الأراضي المنخفضة)، نحو 200 ياردة (180 م) من التلال أمام القرية، ولكن بحلول الساعة 04:30 كانوا قد استعادوا الموقع. صمد الفوج الثامن للخيول الخفيفة شمال شرق البرج في مواجهة أربع هجمات منفصلة من قبل قوات العدو المسلحة بالقنابل اليدوية العصوية. انتقل سرب من فرسان غلوسيسترشاير الملكي من اللواء الخامس الراكب، الملحق باللواء الثالث من الخيول الخفيفة، لسد الثغرات في الخط، وانخرطت بطارية هونغ كونغ في القتال. وعززتهم الكتيبة الرابعة، (الغداريون الملكيون الاسكتلنديون) مع مجموعة صغيرة من القاذفات من بيت سيرا، والتي وصلت في الوقت الذي شن فيه الجنود العثمانيون هجوماً جديداً. هاجم فريق القصف البريطاني القاذفات العثمانية وبعد اشتباك عنيف أجبرها على التراجع. واصل العثمانيون الهجوم اليائس وظهرت سرية أخرى من الفرقة الرابعة الاسكتلندية. أجبر وابل من القنابل من الغداريين، بالاشتراك مع النيران المستمرة للواء الثالث من الخيول الخفيفة، الجنود العثمانيين على التراجع والتخندق وفي الفجر استسلموا. كما صُدت الهجمات المضادة العثمانية على النبي صموئيل في 1 ديسمبر، وتكبد الجيش السابع العثماني خسائر فادحة. فشل الجيش العثماني في كسب أي أرض نتيجة لهجماته المضادة، ونجحت القوات البريطانية المتقدمة في استبدال الفيلق 21 المتهالك، الذي كان يحتفظ بمواقع راسخة بالقرب من القدس، بالفيلق 20 الجديد.

## القدس 2-9 ديسمبر
انتهت نجدة الفيلق 21 من قبل الفيلق 20 بحلول 2 ديسمبر. وبدأ كلا الجانبين في تعديل وتحسين خطوطهما، وترك الأماكن غير الآمنة أو التي يصعب الدفاع عنها. قام جنود قوة التجريدة المصرية الجدد بزيادة قوة خطهم، مما خلق تحشداً قوياً. وسعت الفرقة العاشرة (الأيرلندية) والفرقة الرابعة والسبعون (يومانري) مواقعها على مدى أربعة أيام، في حين تقلص الموقع الممتد الذي تحتفظ به الفرقة 60 (لندن). وكان من المستحيل الصمود في بيت عور الفوقا، على الرغم من مزاعم تخلي الجيش العثماني عن هجماته المضادة في 3 ديسمبر وتوقف القتال في تلال الخليل، نتيجة لوحدات الفرقة 74 (اليومانية) التي استعادت الموقع، خلال الهجوم الليلي. وفي وضح النهار وجدوا أن المواقع العثمانية على الأرض مرتفعة قد أغفلتهم. استمر القصف والقتال بالأيدي طوال الصباح، واضطرت كتيبة المشاة يومانري إلى الانسحاب، مما أدى إلى سقوط 300 إصابة.

### مفرزة موت
بقيت الفرقة 53 (الويلزية) (الفيلق 20)، مع فوج فرسان الفيلق وبطارية مدفعية ثقيلة، على طريق الخليل شمال بئر السبع، بعد الاستيلاء على هذا المكان في 31 أكتوبر وأثناء التقدم في السهل البحري. وصلتهم أوامر مباشرة حينها من مقر القيادة العام بتسميتهم «مفرزة موت». أُمرت المفرزة بالتقدم شمالاً على طول طريق بئر السبع إلى القدس وبحلول 4 ديسمبر وصلت على بعد 4.5 ميل (7.2 كم) جنوب الخليل. وهناك وصلت سيارتان مدرعتان أستراليتان خفيفتان من بطارية السيارات المدرعة الخفيفة قدمتا من الشمال. واصلت المفرزة تقدمها إلى وادي الدلب في تلك الليلة، لما لم تصلها أنباء عن وجود أي وحدات عثمانية في الخليل.

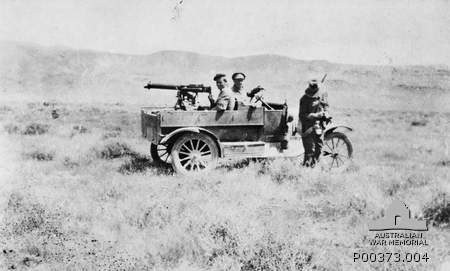
نموذج سيارة منافع تي فورد مع مدفع رشاش فيكرز .303 مثبت على حامل ثلاثي

أمر تشيتوود، قائد الفيلق 20، موت بالتقدم بأسرع ما يمكن والوصول إلى موقع على بعد 3 أميال (4.8 كم) جنوب القدس، بحلول صباح يوم 8 ديسمبر. تحرك حرس موت المتقدم مؤقتاً خلال ليلة 5 ديسمبر إلى 3 أميال (4.8 كم) شمال الخليل، وبحلول 7 ديسمبر، وصل أخيراً إلى حرس المؤخرة العثماني الذي يدافع عن بيت لحم على بعد 4 أميال (6.4 كم) من هدفه. وقد حال سوء الأحوال الجوية دون استمرار التقدم. لذلك لم تكن مفرزة موت قادرة على قطع الطريق من القدس إلى أريحا، والتمركز في الوقت المناسب لتغطية الجانب الأيمن من الفرقة 60 (لندن)، على الرغم من تمكن موت من الاستيلاء على برك سليمان جنوب بيت لحم بحلول مساء يوم 7 ديسمبر.

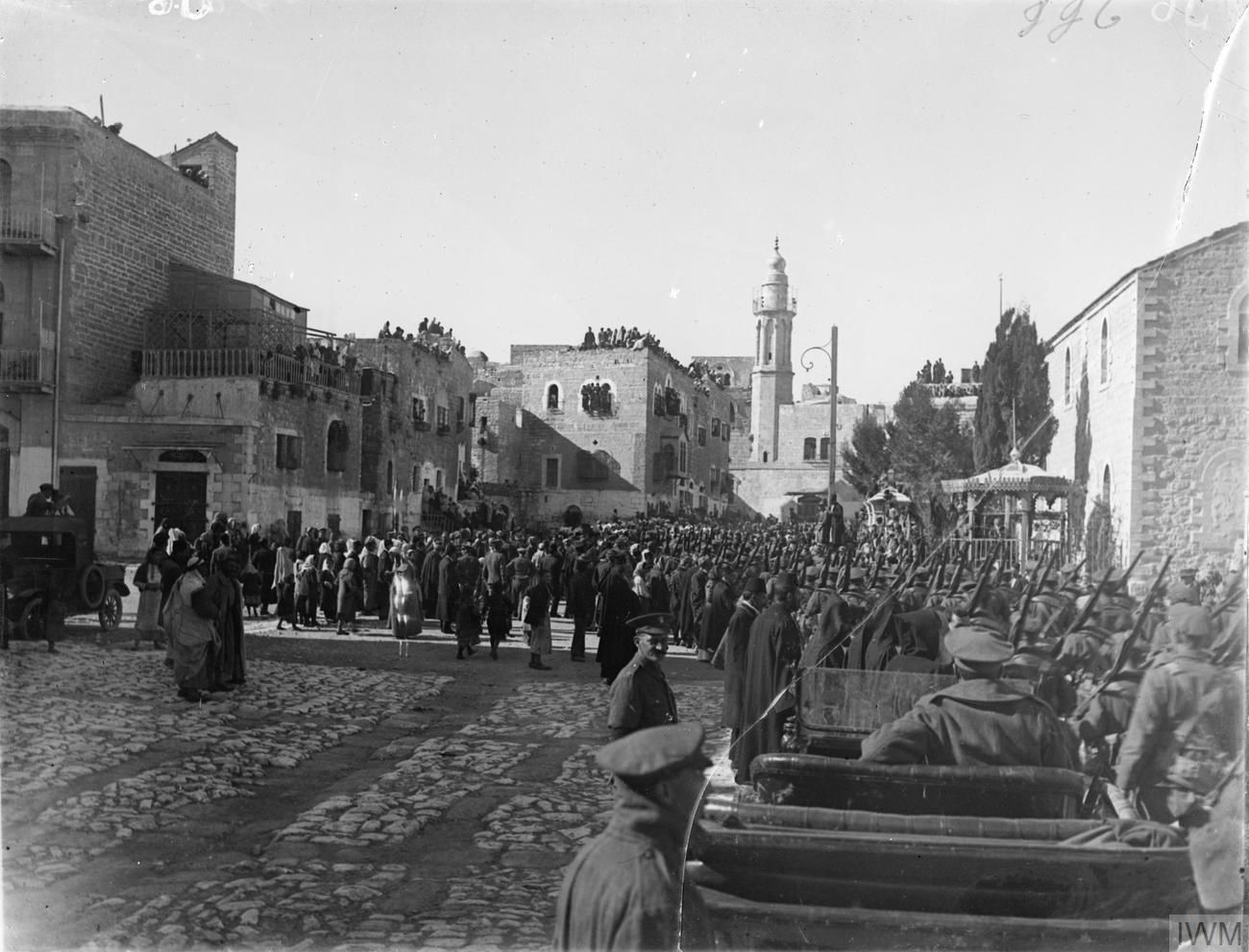
الكتيبة الرابعة من فوج ساسكس تسير عبر بيت لحم. احتلت فرقة المشاة التابعة لهم، الفرقة 53 (الويلزية)، بيت لحم ليلة 9 ديسمبر

أمر تشيتود المفرزة بالتحرك في حوالي ظهر يوم 8 ديسمبر. أخيراً هاجم موت هدفه الرئيسي في بيت جالا الساعة 16:00. ولم تواصل المفرزة تقدمها حتى المساء عندما وجدت الطريق خالياً تماماً من المدافعين العثمانيين. لم تكن مفرزة موت قادرة على تغطية الجانب الجنوبي من الفرقة 60 (لندن) في اللحظة الحاسمة، مما أجبر اللندنيين على التوقف أثناء النهار، لأن النيران المنهمرة كانت ستجعل تقدمهم مكلفاً للغاية.

### الاستسلام

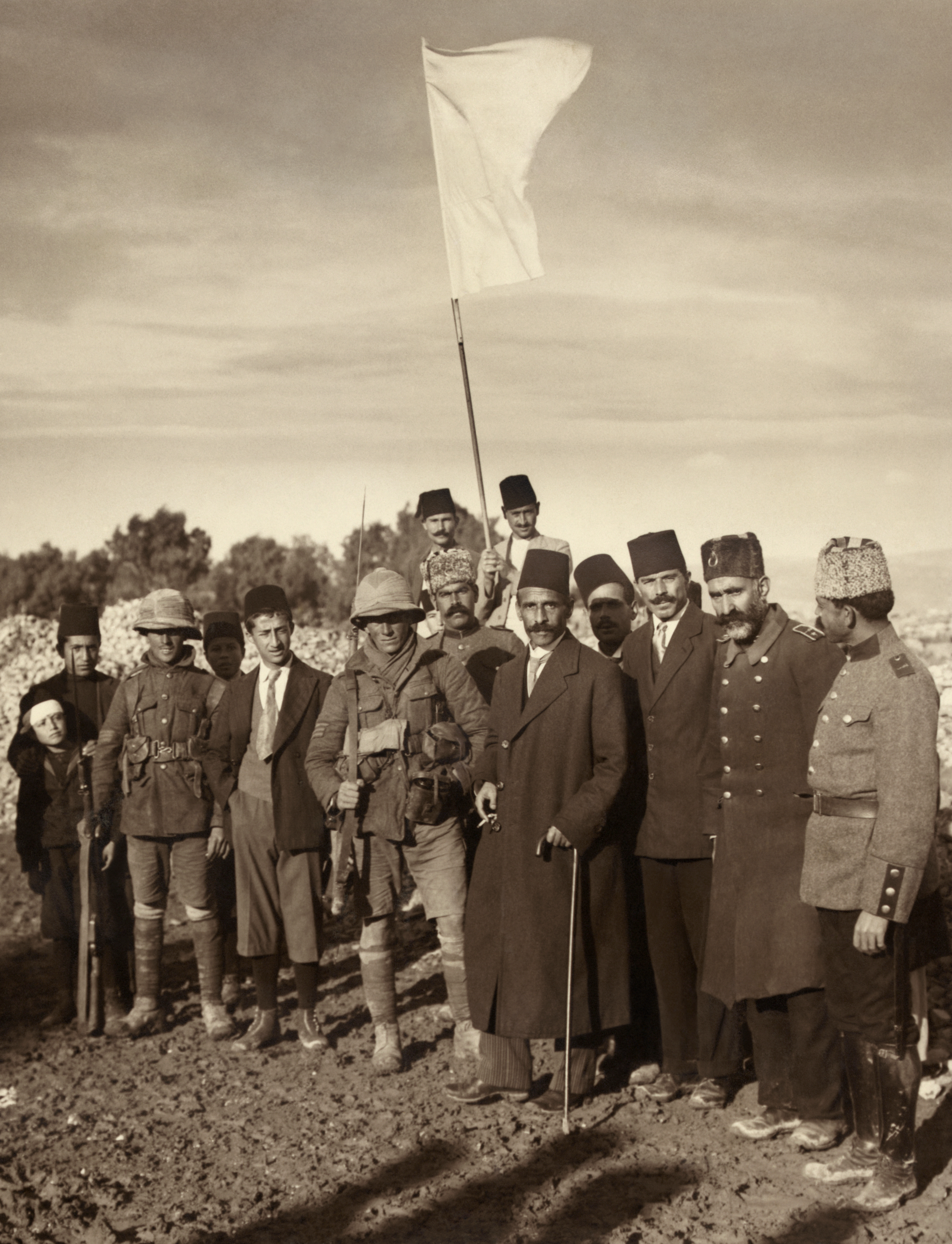
تسليم القدس للبريطانيين، 9 ديسمبر 1917

لم تعد القدس في حماية الدولة العثمانية، بحلول هطول الأمطار المتواصل تقريباً في 8 ديسمبر. في نفس الوقت أطلق تشيتوود التقدم الأخير حيث وصل إلى المرتفعات غرب المدينة. انسحب الجيش السابع العثماني في المساء واستسلمت المدينة في اليوم التالي. كانت القدس محاصرة تقريباً من قبل قوة التجريدة المصرية، على الرغم من أن وحدات الجيش العثماني سيطرت لفترة وجيزة على جبل الزيتون في 9 ديسمبر. وقد تعرضوا للهجوم من قبل وحدات الفرقة 60 (لندن) التي استولت على الموقع بعد ظهر اليوم التالي.

## الخسائر
تكبدت الجيوش العثمانية 25.000 ضحية من 31 أكتوبر وحتى الاستيلاء على القدس.
أُجلي ما مجموعه 14,393 من ضحايا المعارك إلى مصر من قوة التجريدة المصرية إلى جانب 739 أسترالياً خلال شهري أكتوبر ونوفمبر 1917. وعولج هؤلاء الجرحى الأستراليين بالأساس في 1,040 سريراً بالمستشفى الأسترالي العام رقم 14 في ثكنات العباسية بالقاهرة. قدمت 754 حالة جراحية خلال شهر نوفمبر، وهي أفدح إصابات المعارك التي استقبلها المستشفى خلال حملة سيناء وفلسطين. وقد أُجليَ هؤلاء عبر قطارات الإسعاف من محطات إخلاء المصابين البريطانيين في دير البلح والعمارة. وخلال نفس الفترة استُقبلت 720 حالة طبية، والتي تزايدت بسرعة خلال الأشهر التالية.

## النتائج

### الاستيلاء على أرسوف في 20-21 ديسمبر

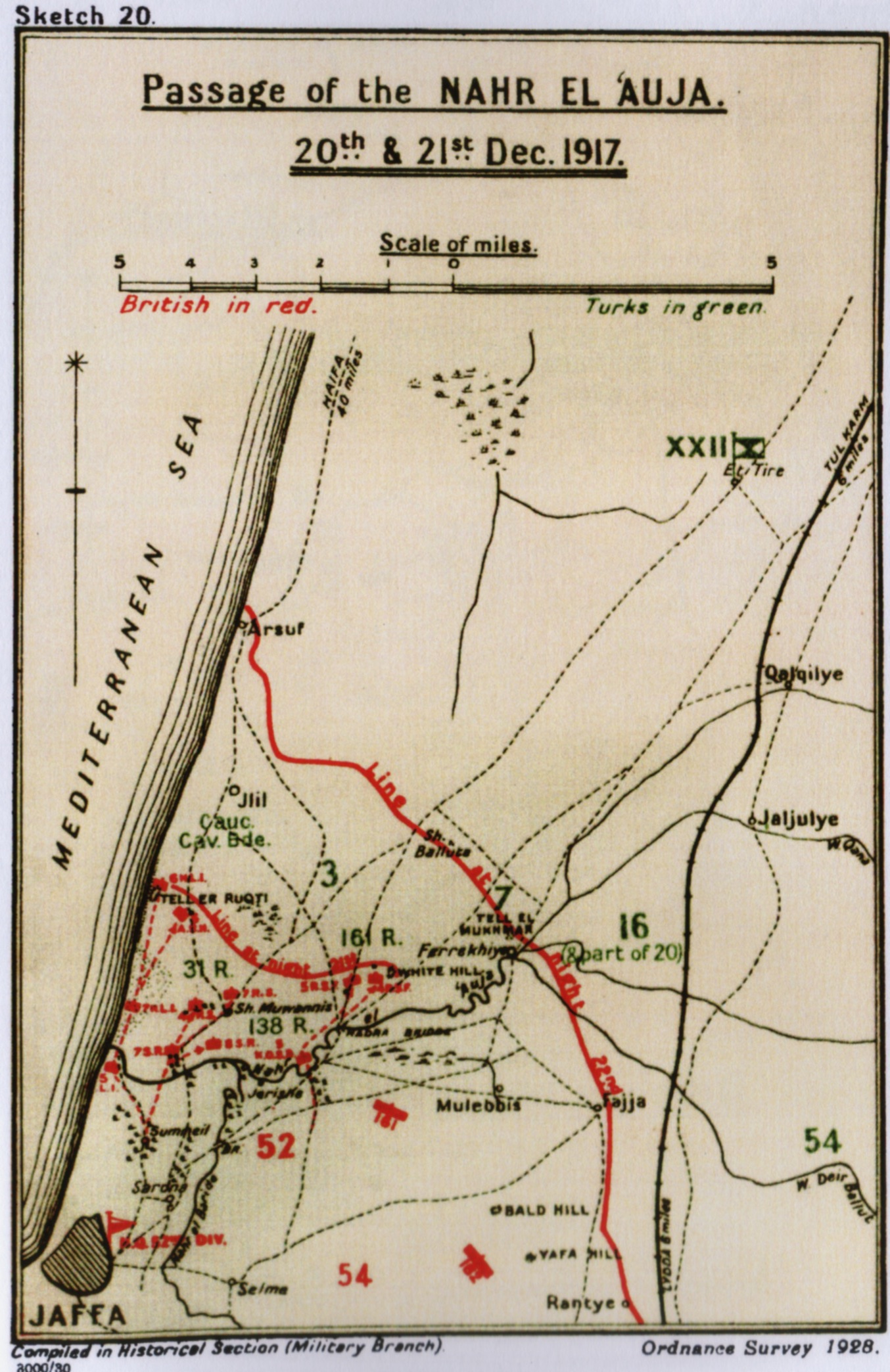
خريطة فولز التخطيطية رقم 20: ممر نهر العوجا

خطط ألنبي لإنشاء خط دفاعي يمتد من البحر المتوسط إلى البحر الميت. وكان يمكن الحفاظ على الخط بأمان معقول، مع تأمين كلا الجانبين. كان من الضروري، من أجل إنشاء هذا الخط، دفع فرقتي المشاة الثالثة والسابعة من الجيش الثامن العثماني إلى التراجع عن نهر العوجا على بعد 4 أميال (6.4 كم) شمال يافا على ساحل البحر المتوسط. بعد المحاولة الأولى في الفترة ما بين 24 و25 نوفمبر، صُنفت هذه المحاولة الثانية في نفس المنطقة رسمياً على أنها معركة فرعية خلال عمليات القدس. يعتقد أحد المؤرخين أن هذه العمليات «لا تستحق من حيث الحجم أو الأهمية اسم (معركة يافا).» حينها بدأت ثلاث فرق مشاة من الفيلق 21 في نقل وحداتها إلى مواقعها في السهل الساحلي في 7 ديسمبر. كانت الفرقة 75 على اليمين مع الفرقة 54 (شرق أنجليا) في الوسط والفرقة 52 (الأراضي المنخفضة) على الساحل. لقد حلوا محل لواء البنادق النيوزيلندية، الذي كان متورطاً بدرجة كبيرة في المحاولة الأولى للاستيلاء على نهر العوجا، وقاتل بعد فترة وجيزة من انتصارهم في معركة عيون قارة.
استؤنفت العمليات العسكرية بعد أسبوعين من استسلام القدس مع بدء هجوم قوة التجريدة المصرية الأخير في هذه الحملة. ومع ذلك، كانت الاستعدادات معقدة بسبب الحالة الرطبة للأرض المنخفضة والمستنقعات على الضفاف الجنوبية لنهر العوجا حيث سيقع الهجوم، وفاض النهر بسبب الأمطار التي هطلت يومي 19 و20 ديسمبر. كان عرض النهر يتراوح بين 40-50 قدماً (12-15 م) وعمق 10-12 قدماً (3.0-3.7 م) من ملبس إلى البحر، باستثناء المخاضة عند المصب المعروفة باسم الشيخ مونس. وكان هناك نتوءان بارزان يجريان نحو النهر ضمن سلسلة من التلال الرملية إلى الشمال من النهر. ويطلان على الجسر الحجري المتضرر في خربة حضرة إلى الشرق وقرية الشيخ مونس بالقرب من جريشة إلى الغرب حيث يسد المجرى سد الطاحونة. احتل الجيش الثامن العثماني مواقع قيادية قوية تغطي جميع نقاط العبور المحتملة التي استخدمها المهاجمون في نوفمبر. لقد احتفظ بكلا رأسي الجسر وموقع مقابل المخاضة عند مصب نهر العوجا. كما سيطر على خط يمتد شرق خربة حضرة ويعبر إلى الضفة الجنوبية للنهر ليشمل بالد هيل وملبس.
تمكنت ألوية المشاة الثلاثة التابعة للفرقة 52 (الأراضي المنخفضة) من عبور نهر العوجا ليلة 20/21 ديسمبر، مما فاجأ تماماً المدافعين الذين استسلموا دون إطلاق رصاصة واحدة. وأُقيم بعد ذلك جسور مؤقتة حتى تتمكن مدفعية المشاة من عبور النهر. تحركت الفرقة 52 (الأراضي المنخفضة) والفرقة 54 (شرق إنجلترا) على طول الساحل مسافة 5 أميال (8.0 كم) في 23 ديسمبر، بينما وصلت ميسرة التقدم إلى أرسوف على بعد 8 أميال (13 كم) شمال يافا، واستولت على مواقع الدفاع العثماني الرئيسي. وكانت مدعومة بمدافع السفن الحربية. أُرسلت الفرقة 52 (الأراضي المنخفضة) إلى فرنسا بعد ذلك بوقت قصير.

### الدفاع عن القدس 26-30 ديسمبر
وقع هذا الهجوم العثماني في الفترة ما بين 26 و30 ديسمبر 1917 واعترف البريطانيون رسمياً بأنه إحدى المعارك الثلاث التي شكلت «عمليات القدس». وقد قاتلت الفرق؛ 10 (الأيرلندية)، و60 (لندن)، و74 (يومانري) بدعم من المشاة في الفرقة 53 (الويلزية) من الفيلق 20 فرق الجيش العثماني السابع؛ 24 و26 و53 من الفيلق الثالث.

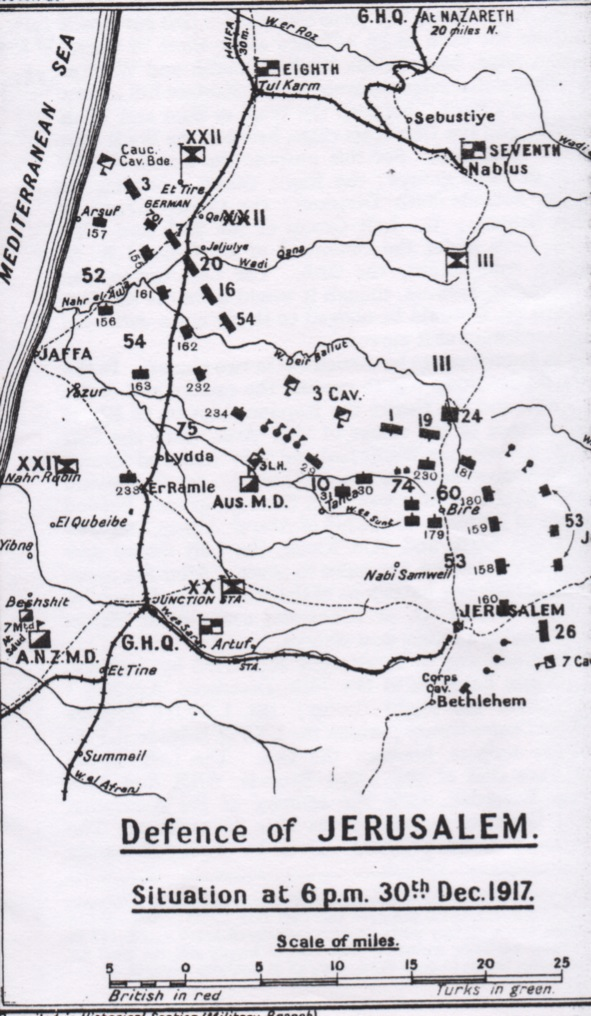
خريطة فولز التخطيطية رقم 21: الدفاع عن القدس. الوضع في 30 ديسمبر 1917 الساعة 1800

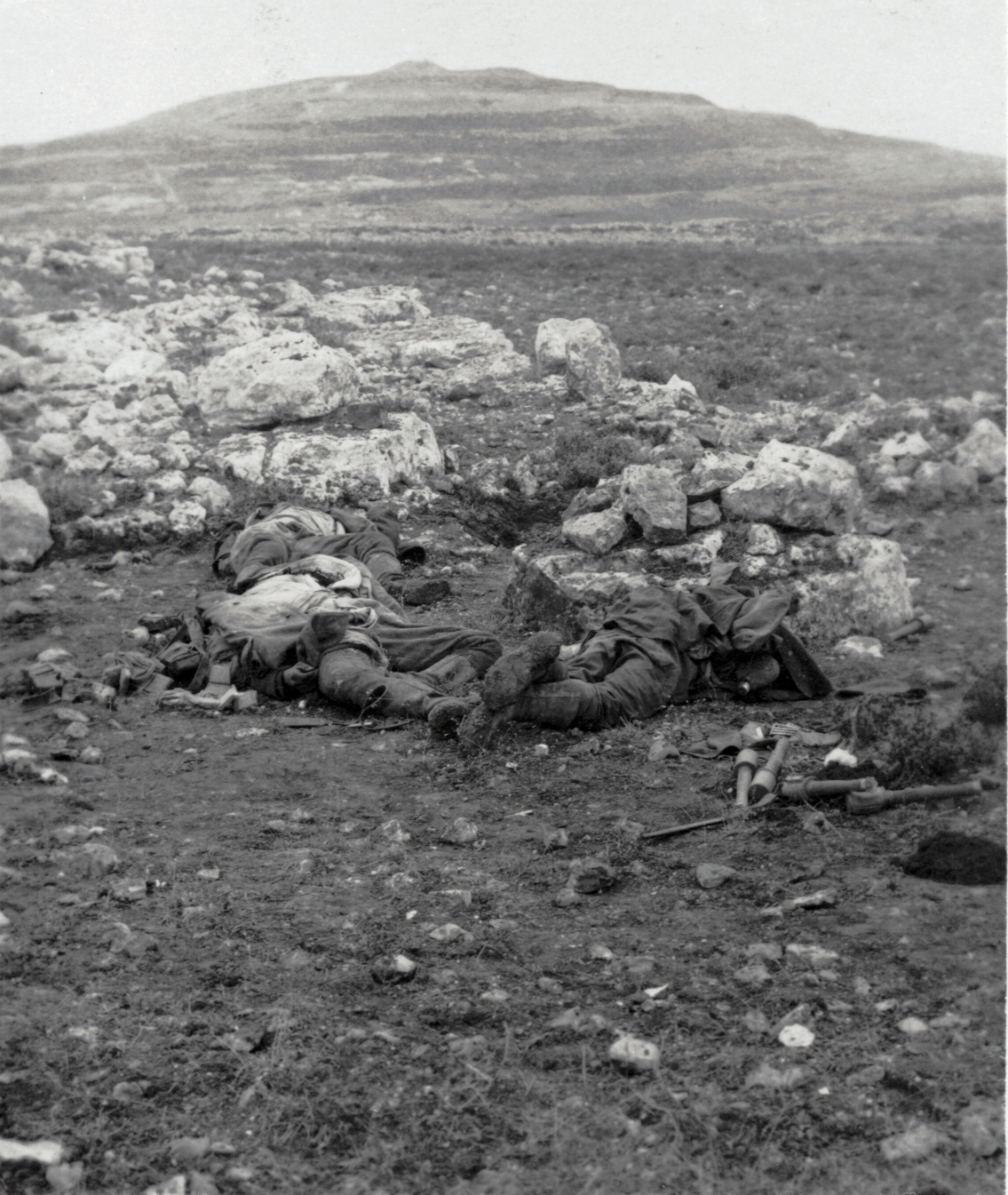
جنود عثمانيون قتلى في تل الفول، 1917

ظلت القدس ضمن نطاق المدفعية العثمانية بعد انسحاب العثمانيين، ولاح في الأفق خطر الهجوم المضاد مع تواجد الأطراف المتعارضة على مقربة شديدة. خُطط لهجوم لدفع الجيش العثماني نحو الشمال بعيداً عن المدينة في 24 ديسمبر 1917، لكنه تأخر بسبب سوء الأحوال الجوية. لذلك كانت قوة التجريدة المصرية مستعدة للمعركة عندما شن الجيش العثماني هجومه المضاد في الساعة 01:30 يوم 27 ديسمبر. ووقع صده على عاتق وحدات من الفرقة 60 (لندن) التي تسيطر على طريق نابلس. كان الهدف الأولي للهجوم العثماني هو خط من القرى، بما في ذلك النبي صموئيل، على بعد ميل واحد (1.6 كم) أمام مواقع الانطلاق. وكان تركيزه نحو تل الفول، وهو تل يقع شرق طريق نابلس على بعد حوالي 3 أميال (4.8 كم) شمال القدس وتدافع عنه الفرقة 60 (لندن). أدى هذا الهجوم العثماني على تل الفول [الإنجليزية] في البداية إلى تراجع المواقع البريطانية والاستيلاء على عدة أماكن مهمة. ومع ذلك، استمر الاشتباك لمدة يومين ولم ينجح في النهاية. أدى تقدم مشاة قوة التجريدة المصرية العام على جبهة بطول 12 ميلاً (19 كم) إلى تحريك خطهم الأمامي 6 أميال (9.7 كم) شمالاً على اليمين و3 أميال (4.8 كم) على اليسار. لقد دفعوا الخط بأكمله على طول طريق نابلس إلى ما بعد رام الله والبيرة بحلول 30 ديسمبر. وتحققت الأهداف النهائية مع تأمين الخط على طول الجبهة بأكملها. وتوسع الخط شرقاً إلى أريحا في وادي الأردن في منتصف فبراير 1918، عندما انتهى تأمينه أخيراً على البحر الميت.

### محصلة الهجوم

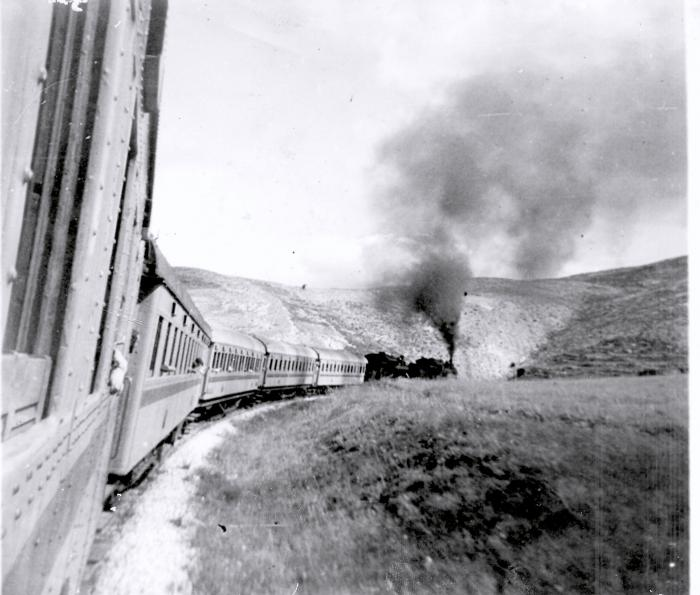
القطار من يافا إلى القدس يصعد تلال الخليل شرق اللد في 1947

لقد تطورت قوة التجريدة المصرية إلى «قوة إمبريالية بحق تحت يدها جميع الأسلحة» وكان الهجوم «مثالاً مثالياً تقريباً للاستخدام السليم لجميع الأسلحة معاً.» يتناقض حجم المكاسب الإقليمية الهائلة التي حققها هجوم جنوب فلسطين مع الهجوم البريطاني على الجبهة الغربية في كامبريه. والتي دارت رحاها في الإقليم الفلامندي في الفترة من 20 إلى 30 نوفمبر، وانتهت بخسائر فادحة ولم تحقق أي مكاسب إقليمية. كان الجيش الفرنسي لا يزال يتعافى من تمرد خطير، بينما هُزم الإيطاليون في معركة كابوريتو، وخرجت روسيا من الحرب بعد الثورة البلشفية. بالمقارنة، حقق تقدم ألنبي مكاسب إقليمية كبيرة، وساعد في تأمين بغداد وحقول النفط في البصرة في بلاد الرافدين، وشجع الثورة العربية، وألحق خسائر لا يمكن تعويضها بالجيش العثماني. أدت هذه الانتصارات الكبيرة لحملة قوة التجريدة المصرية من أكتوبر إلى ديسمبر 1917 إلى أول هزيمة عسكرية لقوى المركز، مما أدى إلى خسارة كبيرة لأراضي العدو. على وجه الخصوص، أدى القتال في الفترة من 31 أكتوبر إلى 7 نوفمبر ضد خط غزة - الشريعة - بئر السبع العثماني إلى الهزيمة الأولى للجيوش العثمانية المتخندقة وذات الخبرة والناجحة حتى ذلك الحين والتي كانت مدعومة بالمدفعية والمدافع الرشاشة والطائرات.

## الملاحظات
1. ↑  وصلت الفرقة 20 في الوقت المناسب للدفاع عن القدس، ووصلت الفرقة 48 بعد وقت قصير من خسارة القدس، بينما وصلت الفرقتان 19 و24 قبل معارك غزة إلى خط بئر السبع. لم تصل الفرقة 42 إلى سوريا حتى صيف 1918، وانحلت الفرقتين 50 و59 ربما في حلب وأُرسلت القوات إلى بلاد الرافدين وفلسطين كتعزيزات.[23]
2. ↑  استناداً إلى تقرير بتاريخ 11 نوفمبر 1917 من قبل الرائد باردو بعنوان «دفاعات ومواقع المدافع الرشاشة التركية»، ادعى أن «دفاعات غزة كانت ضعيفة للغاية لدرجة أنه كان ينبغي على ألنبي أن يركز فرسانه في مواجهة غزة ويشن هجومه الرئيسي هناك، وأن يتجاهل أو، في الأغلب، يشن هجوماً 
مضللاً على بئر السبع لتشتيت الانتباه.»[43]
3. ↑  لا تذكر هذه الأرقام تعداد المدافع الرشاشة.[17]
4. ↑  تتبع قوات الجيش شكلياً.[54]
5. ↑  كان نصف الألوية في فيلق الصحراء الراكب عبارة عن كتائب من الخيول الخفيفة والبنادق الراكبة ومسلحة فقط بالبنادق والحراب.[62]
6. ↑  يُزعم أن قوة التجريدة المصرية كان لديها 17,000 منصل بينما كان لدى سلاح الفرسان العثماني 1,500 منصل.[64] لم تدرج المصادر أعداد المدافع الرشاشة.
7. ↑  أشرف إريكسون على حملة سيناء وفلسطين. حيث قاتلت الفرقة 52 (الأراضي المنخفضة) في معركة رمانة في شبه جزيرة سيناء ومعركة غزة الأولى والثانية، وقاتلت الفرقة 53 (الويلزية) إلى جانب الفرقة 54 (شرق إنجلترا) في معركتي غزة الأولى والثانية. بينما قاتلت فرقة الأنزاك الراكبة في رمانة ومغضبة ورفح ومعركة غزة الأولى والثانية.
8. ↑  هاجم المشاة من الغرب.[79]
9. ↑  وُصف عودة الفرقة الأسترالية الراكبة تجاه المياه في عين كارم بأنها أفسدت «الغرض الكامل لعملية التطويق... لقد فشلت محاولة قطع الطريق على قوات العدو» بسبب التأخير الناجم عن صعوبات المياه.[87]
10. ↑  وفي 2 نوفمبر أيضاً، أرسل وزير الخارجية البريطاني آرثر بلفور رسالة إلى أبرز يهودي في بريطانيا، البارون روتشيلد، وهو مصرفي ثري ورئيس الفرع البريطاني للقضايا اليهودية الأوروبية. وهي الرسالة المعروفة باسم وعد بلفور، والتي اقترحت وطناً قومياً للشعب اليهودي في فلسطين، نُشرت في صحيفة التايمز في 9 نوفمبر 1917.[102]
11. ↑  من المحتمل أن ويفل ذكر كلاً من اللواءين الخامس والسابع ولواء بنادق الخيالة النيوزيلندي الذي لم ينضم مرة أخرى إلى فيلق الصحراء الراكب من تل الخويلفة حتى 12 نوفمبر، بعد يومين من فرقة يومانري الراكبة.[138]
12. ↑  تلقى شوفيل انتقادات لأنه لم يأمر الفرقة الأسترالية الراكبة بالانضمام إلى تقدم فرقة الأنزاك الراكبة والذي كان من شأنه أن يضع اللواء الرابع من الخيول الخفيفة في وضع يسمح له بالهجوم على الشريعة من الجناح.[150]
13. ↑  كان متوسط عدد المرات التي ارتوت فيها خيول فيلق الصحراء الراكب أثناء التقدم مرة واحدة كل 36 ساعة.[171]
14. ↑  كان فيلق الصحراء الراكب أقل من فرقة الأنزاك الراكبة.[215]
15. ↑  على الرغم من أن خريطة فولز 9 تُظهر اللواء الثالث من الخيول الخفيفة على يسار اللواء 155 بالقرب من يبنا في 13 نوفمبر وجنوب صميل في 12 نوفمبر، فإن المذكرات الحربية لهذا اللواء من الخيول الخفيفة تؤكد بقاء اللواء مع فرقته، على يمين هجوم اللواء الرئيسي.[257]
16. ↑  ربع رجال ألوية الخيول الخفيفة أخذوا الخيول إلى المؤخرة. كان لكل رجل أربعة خيول ليعتني بها ليلاً ونهاراً، وكان هذا عملاً قوياً وخطيراً، نظراً لأن هذه «الخيول الرائدة» كانت أهدافاً رئيسية للقصف الجوي.[319]
17. ↑  صرخ أحد الاسكتلنديين بغضب وهو يلقي قنبلة ميلز واحدة تلو الأخرى: «لقد جعلونا نسير مئات الأميال! (خذوا هذه،...!) لقد شاركنا في خمسة معارك! (خذوا واحدة أخرى،...) !) وقالوا جئنا لنجدتكم! (خذوا،...!) ونحن خارج أسرتنا في ليلة أخرى! (ابتلعوا هذه،...!).»[323]
18. ↑  داهمت دورية خفيفة، بلدتي جبرين وبيت نتيف ووادي السنط. ولما لم يتمكنوا من الانسحاب، توجهوا نحو برك سليمان وجنوبًا إلى الخليل ثم إلى بئر السبع.[331]

### فهرس المراجع
1. ↑  Wavell, p. 89
2. ↑  Keogh, p. 122
3. ↑  Falls 1930 Vol. 1, p. 360
4. ↑  Allenby to Robertson 12 July 1917 in Hughes 2004, pp. 34–5
5. 1 2  Downes, p. 660
6. ↑  Wavell, p. 96
7. 1 2  Bruce, p. 116
8. 1 2  Wavell, pp. 96–7
9. 1 2  Falls 1930 Vol. 2, p. 27
10. ↑  Cutlack 1941, p. 64
11. ↑  Erickson 2007, p. 124
12. 1 2  Blenkinsop, p. 200
13. ↑  Jerusalem Memorial 1928, p. 9
14. ↑  Cutlack 1941, p. 57 note
15. 1 2  Erickson 2001, p. 170
16. 1 2  Erickson 2001, p. 163
17. 1 2 3 4 5  Falls 1930 Vol. 2, p. 35
18. 1 2  Hill 1978, p. 120
19. ↑  Bruce, p. 115
20. ↑  Keogh, pp. 129–30
21. ↑  Erickson 2007, p. 102
22. 1 2 3 4  Erickson 2001, p. 172
23. 1 2  Falls 1930 Vol. 2, p. 24
24. 1 2 3  Falls 1930 Vol. 2, p. 42 note for rifle strengths as at 30 September 1917
25. ↑  Falls 1930 Vol. 2, p. 24 note
26. ↑  Erickson 2007, p. 103
27. ↑  Erickson 2001, p. 171; 2007, p. 115
28. ↑  Falls 1930 Vol. 2, p. 36
29. ↑  Erickson 2007, pp. 104–5
30. ↑  Erickson 2007, p. 104
31. ↑  Cutlack 1941, p. 81
32. ↑  Hughes 1999, p. 51
33. ↑  Hughes 1999, p. 54
34. ↑  Erickson 2007, p. 109
35. ↑  Erickson 2007, pp. 105, 107–8, 109
36. ↑  [note 76 Hussein Husni, Yilderim, Part 1, Chapter 4 (also appendix 16).]
37. ↑  Hughes 1999, p. 55
38. ↑  Massey 1919, p. 12
39. ↑  Massey 1919, p. 15
40. 1 2  Preston, p. 12
41. 1 2  Woodward, pp. 87–8
42. 1 2  Downes, p. 661
43. ↑  Hughes 1999, p. 50
44. 1 2 3 4  Wavell, p. 114
45. 1 2  Falls 1930 Vol. 2, pp. 35–6
46. ↑  Massey 1919, p. 26
47. ↑  Gullett 1941, p. 384
48. ↑  Preston, p. 20
49. ↑  Keogh, p. 140
50. ↑  Blenkinsop, p. 199
51. ↑  Robertson CIGS to Allenby 10 August quoted in Hughes 2004, p. 52
52. ↑  Falls 1930 Vol. 2, pp. 14–15
53. ↑  Falls 1930 Vol. 2, pp. 660–1
54. ↑  Keogh, p. 135
55. ↑  Preston, pp. 331–3
56. ↑  Wavell, pp. 139–41
57. 1 2 3  Erickson 2007, p. 112
58. ↑  Powles, p. 28
59. ↑  Blenkinsop, pp. 199–200
60. ↑  Grainger, pp. 125–26
61. ↑  G. Massey 2007, p. 7
62. ↑  Keogh, pp. 125–6
63. ↑  Falls 1930 Vol. 2, p. 35 note
64. ↑  Young 1986, pp. 2390–1
65. ↑  Erickson 2007, pp. 111–2
66. ↑  Falls 1930 Vol. 2, p. 17
67. ↑  Pugsley 2004, p. 139
68. ↑  Allenby to Robertson 17 October 1917 in Hughes 2004, pp. 66–7
69. ↑  Massey 1919, p. 120 Appendix VI Force Order 22 October 1917
70. ↑  Powles, p. 122
71. ↑  Downes, p. 628
72. ↑  Cutlack 1941, pp. 76–7
73. ↑  Cutlack 1941, p. 74
74. ↑  Allenby to Robertson 19 July 1917 quoted in Hughes 2004, p. 41
75. ↑  in Hughes 2004, p. 61
76. ↑  Wavell, p. 239
77. ↑  Keogh, pp. 135–6
78. ↑  Bou 2009, pp. 171–2
79. ↑  Falls 1930 Vol. 2 sketch map 1 Situation at 18:00 28 October 1917
80. ↑  Falls 1930 Vol. 2, p. 23
81. ↑  11th Light Horse Regiment War Diary September 1917 AWM4-10-16-24
82. ↑  Massey 1919, p. 27
83. ↑  Blenkinsop, p. 201
84. ↑  Keogh, pp. 151–2
85. ↑  Powles, pp. 132–3
86. 1 2 3  Hughes 1999, p. 56
87. 1 2  Hughes 1999, p. 57
88. ↑  Allenby to Robertson 21 August 1917 in Hughes 2004, p. 54
89. ↑  Gullett 1941, pp. 406–7
90. ↑  Wavell, p. 240
91. ↑  Hughes 1999, p. 58
92. ↑  Keogh, p. 136
93. ↑  Massey 1919, p. 24
94. ↑  Falls 1930 Vol. 2, p. 21
95. ↑  Keogh, p. 137
96. ↑  Falls 1930 Vol 2, p. 676
97. 1 2  Erickson 2007, p. 97
98. 1 2  Carver, p. 223
99. ↑  Woodward, p. 147
100. ↑  Hughes 2004, p. 70
101. ↑  Wavell quoted in Erickson 2007, p. 124
102. ↑  Grainger, p. 178
103. ↑  Australian Mounted Divisional Train War Diary, November 1917 AWM4-25-20-5
104. ↑  Downes, pp. 663–4
105. 1 2  Keogh, p. 161
106. ↑  Bou 2009, p. 176
107. ↑  Falls 1930 Vol. 2, p. 108
108. ↑  Grainger, p. 135
109. ↑  Dalbiac 1927, p. 125
110. ↑  Falls 1930 Vol. 2, pp. 67–8, 71, 664–5
111. ↑  Woodward, pp. 111–2
112. ↑  Cutlack 1941, p. 79
113. 1 2 3 4 5 6 7  Erickson 2001, p. 173
114. ↑  Grainger, pp. 124–5
115. ↑  Erickson 2007, p. 123
116. ↑  Grainger, pp. 136–7
117. ↑  Dalbiac 1927, p. 124
118. ↑  Grainger, pp. 150–1
119. ↑  Falls 1930 Vol. 2, pp. 86, 111–2, note p. 112
120. ↑  Falls 1930 Vol. 2, pp. 111–2, note p. 112
121. ↑  Egyptian Expeditionary Force War Diary 7 November 1917 AWM4-1-6-19part2
122. ↑  Bruce, p. 142
123. ↑  11th Light Horse Regiment November 1917 AWM4-10-16-26
124. ↑  12th Light Horse Regiment November 1917 AWM4-10-17-10
125. ↑  Wavell, pp. 136–7
126. ↑  Preston, p. 48
127. ↑  Falls 1930 Vol. 2, p. 75
128. ↑  Moore 1920, p. 67
129. ↑  Hill 1978, p. 130
130. ↑  Erickson 2007, pp. 124–5
131. ↑  Preston, p. 51
132. ↑  Falls 1930 Vol. 2, pp. 117–8
133. 1 2  Massey 1919, p. 42
134. ↑  Grainger, pp. 152–3
135. 1 2 3 4 5 6 7 8 9  Powles, p. 143
136. 1 2  Preston, p. 44
137. ↑  Wavell, p. 149
138. ↑  Falls 1930 Vol. 2, p. 124
139. ↑  Hill 1978, p. 132
140. ↑  Hughes 1999, pp. 55–59
141. 1 2 3 4  Carver, p. 218
142. ↑  Smith, p. 85
143. ↑  Woodward, p. 111
144. ↑  Keogh, p. 160
145. 1 2  Preston, pp. 45–6
146. ↑  Falls 1930 Vol. 2, pp. 112–4
147. 1 2 3  Falls 1930 Vol. 2, p. 113
148. ↑  Powles, pp. 142–3
149. ↑  Preston, p. 46
150. ↑  Baly 2003, p. 125
151. 1 2 3  Preston, pp. 50–1
152. ↑  Gullett 1919, p. 16
153. ↑  Falls 1930 Vol. 2, pp. 130–4
154. ↑  Paget 1994 Vol. 5, p. 168
155. ↑  Grainger, p. 154
156. ↑  Grainger, pp. 153–4
157. ↑  Falls 1930 Vol. 2, p. 665
158. ↑  Falls 1930 Vol. 2, p. 138
159. ↑  Falls 1930 Vol. 2, pp. 118–9
160. 1 2 3 4  Powles, p. 144
161. 1 2  Woodward, pp. 124, 127
162. 1 2 3 4  Falls 1930 Vol. 2, p. 117
163. ↑  Falls 1930 Vol. 2, pp. 120–1
164. ↑  Grainger, pp. 135, 156
165. ↑  Dalbiac 1927, pp. 134–5
166. ↑  Massey 1919, p. 13
167. ↑  Massey 1919, p. 45
168. 1 2  Falls 1930 Vol. 2, p. 124 and note
169. ↑  Bruce, p. 144
170. ↑  Falls 1930 Vol. 2, pp. 661, 664
171. ↑  Preston, p. 316
172. 1 2 3 4  Falls 1930 Vol. 2, p. 118
173. ↑  Preston, pp. 51–2
174. ↑  Preston, p. 52
175. 1 2  Massey 1919, p. 43
176. ↑  Powles, pp. 143–4
177. ↑  Hughes 2004, p. 80
178. ↑  Woodward, p. 122
179. ↑  Paget 1994 Vol. 5, pp. 258–9
180. ↑  Grainger, pp. 151–2
181. ↑  Veterinary History pp. 204–5
182. ↑  Powles, pp. 133–4
183. ↑  Falls 1930 Vol. 2, p. 123
184. ↑  Cutlack 1941, pp. 82–4
185. ↑  Cutlack 1941, pp. 79–80
186. ↑  Egyptian Expeditionary Force War Diary November 1917 AWM4-1-6-19part2
187. 1 2  Cutlack 1941, p. 80
188. 1 2 3  Gullett 1941, p. 448
189. 1 2 3  Falls 1930 Vol. 2, pp. 138–9
190. 1 2  Massey 1919, p. 107
191. ↑  Grainger, p. 155
192. ↑  Hughes 2004, p. 81
193. ↑  Grainger, p. 158
194. ↑  Preston, p. 60
195. 1 2 3 4  Wavell, pp. 150–1
196. ↑  Bruce, pp. 147–9
197. ↑  New Zealand Mounted Rifles Brigade War Diary 8 and 9 November 1917 AWM4-35-1-31
198. 1 2  Hill 1978, pp. 132–3
199. 1 2 3 4  Grainger, p. 157
200. ↑  Preston, p. 59
201. ↑  Preston, pp. 59–60
202. ↑  Australian Mounted Division General Staff War Diary November 1917 AWM4-1-58-5
203. ↑  Keogh, p. 168
204. 1 2 3 4 5  4th Light Horse Brigade War Diary AWM4, 10/4/11
205. 1 2 3 4 5  Preston, p. 66
206. ↑  Hamilton 1996, p. 80
207. ↑  Falls 1930 Vol. 2, p. 663
208. ↑  Grainger, pp. 160, 163
209. 1 2  1st Light Horse Brigade War Diary November 1917 AWM4-10-1-40
210. ↑  Falls 1930 Vol. 1, p. 143
211. ↑  2nd Light Horse Brigade War Diary November 1917 AWM4-10-2-35
212. 1 2  Falls 1930 Vol. 1, p. 144
213. 1 2 3  Bruce, pp. 148–9
214. ↑  Preston, pp. 58–9
215. ↑  Falls 1930 Vol. 2, p. 143
216. ↑  Falls 1930 Vol. 1, pp. 146–7
217. 1 2  Grainger, p. 160
218. 1 2  Gullett 1939, p. 460
219. 1 2  3rd Light Horse Brigade War Diary AWM4, 10/3/34
220. 1 2  Falls 1930 Vol. 2, p. 158
221. 1 2 3 4  Bruce, p. 150
222. 1 2  Falls 1930 Vol. 1, pp. 148–9
223. 1 2  Powles, p. 145
224. 1 2  Preston, pp. 72–3
225. ↑  Falls 1930 Vol. 2, p. 148
226. ↑  Preston, p. 70
227. 1 2  Wavell, p. 153
228. 1 2  Bruce, p. 149
229. ↑  Keogh, p. 170
230. 1 2 3  Carver, p. 219
231. ↑  Grainger, p. 165
232. ↑  Grainger, p. 163
233. ↑  Falls 1930 Vol. 2, pp. 152–4
234. ↑  Falls 1930 Vol. 2, p. 154
235. 1 2  Wavell, p. 151
236. ↑  Grainger, pp. 162–4
237. 1 2  Grainger, p. 164
238. ↑  Falls 1930 Vol. 2, p. 149
239. ↑  Falls 1930 Vol. 2, pp. 148–150
240. ↑  Grainger, pp. 163–4
241. ↑  Falls 1930 Vol. 1, pp. 151–2
242. 1 2  Preston, pp. 73–4
243. ↑  Falls 1930 Vol. 2, pp. 150–2
244. ↑  Falls 1930 Vol. 2, p. 147
245. ↑  Grainger, pp. 164–5
246. ↑  Keogh, pp. 170–1
247. ↑  Grainger, pp. 165–6
248. ↑  Falls 1930 Vol. 2, Map 9
249. ↑  Keogh, p. 171
250. ↑  Preston, p. 76
251. 1 2 3  Wavell, pp. 153–4
252. 1 2  Wavell, p. 155
253. ↑  Falls 1930 Vol. 2, pp. 160–2
254. ↑  Keogh, pp. 171–2
255. 1 2  Falls 1930 Vol. 2, p. 175
256. ↑  3rd Light Horse Brigade War Diary November 1917 AWM4-10-3-34
257. ↑  Australian Mounted Division General Staff War Diary November 1917 AMW4-1-58-5
258. ↑  Paget 1994, pp. 191–2
259. ↑  Wavell, pp. 154–5
260. ↑  Grainger, pp. 167, 170
261. ↑  Keogh, p. 172
262. 1 2 3  Blenkinsop, p. 205
263. ↑  Grainger, p. 168
264. ↑  Wavell, pp. 153–5
265. 1 2  Bruce, p. 151
266. ↑  Falls 1930 Vol. 1, p. 164
267. 1 2 3  Keogh, p. 175
268. ↑  12th Light Horse Regiment War Diary November 1917 AWM4, 10/17/10
269. ↑  Falls 1930 Vol. 2, p. 174
270. ↑  Australian Mounted Divisional Train War Diary November 1917 AWM4, 25/20/5
271. ↑  Kinloch 2007, p. 219
272. ↑  Powles, pp. 145–6
273. ↑  Falls 1930 Vol. 2, p. 176
274. ↑  Powles, pp. 153–4
275. ↑  Grainger, pp. 172–3
276. ↑  Falls 1930 Vol. 2, pp. 177–8
277. ↑  Powles, p. 150
278. ↑  Keogh, pp. 175, 178
279. ↑  Falls 1930 Vol. 2, p. 217
280. ↑  Bruce, pp. 152–3
281. 1 2  Wavell, p. 156
282. ↑  Bruce, pp. 151–2
283. ↑  Falls 1930 Vol. 2, p. 178
284. ↑  Bou 2009, p. 177
285. 1 2  Carver, p. 222
286. 1 2  Bou 2009, p. 171
287. 1 2  Major General M. G. E. Bowman–Manifold quoted in Downes, p. 676
288. ↑  Bruce, p. 152
289. ↑  Powles, p. 155
290. 1 2  Keogh, p. 177
291. 1 2  Wavell, p. 157
292. 1 2  Bruce, pp. 152, 155
293. 1 2 3  Moore 1920, p. 95
294. 1 2 3  Falls 1930 Vol. 2, pp. 188–9
295. ↑  Falls 1930 Vol. 2, pp. 190–1
296. 1 2  Preston, pp. 101–3
297. 1 2  Keogh, p. 180
298. ↑  Bruce, p. 157
299. ↑  Falls 1930 Vol. 2, pp. 189–213
300. 1 2  Hughes 2009, p. 56
301. ↑  Erickson 2001, pp. 173–4
302. ↑  Grainger, p. 193
303. 1 2  Woodward, p. 144
304. ↑  Bruce, pp. 158–9
305. 1 2 3 4  Keogh, p. 182
306. ↑  Bruce, p. 158
307. ↑  Falls 1930 Vol. 1, p. 218
308. 1 2 3  Bruce, p. 159
309. ↑  Grainger, pp. 195–6, 199
310. ↑  Falls 1930 Vol. 2, pp. 221–2
311. ↑  Falls 1930 Vol. 2, p. 223
312. ↑  Wavell, p. 163
313. ↑  Falls 1930 Vol. 1, pp. 223–4
314. ↑  Falls 1930 Vol. 2, p. 227
315. ↑  Falls 1930 Vol. 2, p. 228
316. ↑  Cutlack 1941, pp. 86–7
317. ↑  Falls 1930 Vol. 1, p. 229
318. ↑  Hamilton 1996, p. 91
319. ↑  Preston, p. 115
320. ↑  Preston, p. 117
321. ↑  Falls 1930 Vol. 1, pp. 234–5
322. ↑  quoted in Woodward, pp. 145–6
323. 1 2  Keogh, p. 183
324. 1 2  Grainger, p. 200
325. 1 2 3  Wavell, pp. 163–4
326. 1 2  Wavell, p. 162
327. ↑  Falls 1930 Vol. 1, p. 235
328. ↑  Falls 1930 Vol. 1, p. 239
329. ↑  Grainger, p. 205
330. ↑  Powles pp. 166–7
331. ↑  Falls 1930 Vol. 1, pp. 239–41
332. ↑  Falls 1930 Vol. 2, pp. 242–3
333. ↑  Bruce, p. 160
334. ↑  Falls 1930 Vol. 2, p. 250
335. ↑  Grainger, p. 206
336. ↑  Falls 1930 Vol. 2, pp. 246, 250–1
337. 1 2  Hill 1978, p. 136
338. ↑  Powles, p. 167
339. ↑  Bruce, p. 162
340. ↑  Bruce, p. 163
341. ↑  Falls 1930 Vol. 1, p. 262
342. ↑  Downes, p. 753
343. ↑  Allenby to Robertson 7 December 1917 in Hughes 2004, pp. 102–3
344. 1 2  Battles Nomenclature Committee 1922, p. 32
345. 1 2 3  Wavell, p. 169
346. ↑  Bruce, p. 166
347. ↑  Powles, p. 170
348. 1 2  Bruce, p. 167
349. ↑  Wavell, pp. 168, 170
350. 1 2  Woodward, p. 156
351. ↑  Bruce, pp. 167–8
352. ↑  Wavell, p. 170
353. ↑  Falls 1930 Vol. 2, Sketch Map 21
354. 1 2 3  Keogh, p. 186
355. ↑  Woodward, p. 152
356. ↑  Grainger, pp. 222–3
357. ↑  Bruce, p. 169
358. ↑  Grainger, p. 223
359. ↑  Wavell, pp. 171–2
360. ↑  Jerusalem Memorial 1928, p. 10
361. ↑  Grainger, p. 230

### المعلومات الكاملة للمراجع
- "11th Light Horse Regiment War Diary". First World War Diaries AWM4, 10-16-26. Canberra: Australian War Memorial. نوفمبر 1917. مؤرشف من الأصل في 2011-03-16. اطلع عليه بتاريخ 2013-07-05.
- "12th Light Horse Regiment War Diary". First World War Diaries AWM4, 10-17-10. Canberra: Australian War Memorial. نوفمبر 1917. مؤرشف من الأصل في 2011-03-16. اطلع عليه بتاريخ 2013-07-05.
- "4th Light Horse Brigade War Diary". First World War Diaries AWM4, 10-4-11. Canberra: Australian War Memorial. نوفمبر 1917. مؤرشف من الأصل في 2012-04-19. اطلع عليه بتاريخ 2013-07-05.
- "New Zealand Mounted Rifles Brigade Headquarters War Diary". First World War Diaries AWM4, 35-1-31. Canberra: Australian War Memorial. نوفمبر 1917. مؤرشف من الأصل في 2012-04-19. اطلع عليه بتاريخ 2013-07-05.
- "Australian Mounted Division General Staff War Diary". First World War Diaries AWM4, 1-58-4 Part 1, 4, 1-58-5. Canberra: Australian War Memorial. أكتوبر–نوفمبر 1917. مؤرشف من الأصل في 2012-04-19. اطلع عليه بتاريخ 2013-02-12.
- "Australian Mounted Division Train War Diary". First World War Diaries AWM4, 25-20-1, 2, 3, 4, 5. Canberra: Australian War Memorial. يونيو–نوفمبر 1917. مؤرشف من الأصل في 2012-10-25. اطلع عليه بتاريخ 2013-11-23.
- "Egyptian Expeditionary Force General Staff Headquarters War Diary". First World War Diaries AWM4, 1-6-19 Part 2. Canberra: Australian War Memorial. نوفمبر 1917. مؤرشف من الأصل في 2012-10-25. اطلع عليه بتاريخ 2013-07-05.
- Jerusalem Memorial Bearing the Names of Soldiers of the Forces of the British Empire Who Fell in Egypt and Palestine During the Great War and Have No Known Graves. London: Imperial War Graves Commission. ج. Part 1 A-L. 1928. OCLC:221064848.
- Baly، Lindsay (2003). Horseman, Pass By: The Australian Light Horse in World War I. East Roseville, Sydney: Simon & Schuster. OCLC:223425266.
- Blenkinsop، Layton John؛ Rainey، John Wakefield، المحررون (1925). History of the Great War Based on Official Documents Veterinary Services. London: H.M. Stationers. OCLC:460717714.
- Bruce، Anthony (2002). The Last Crusade: The Palestine Campaign in the First World War. London: John Murray. ISBN:978-0-7195-5432-2.
- Cutlack، Frederic Morley (1941). The Australian Flying Corps in the Western and Eastern Theatres of War, 1914–1918. Official History of Australia in the War of 1914–1918 (ط. 11th). Canberra: Australian War Memorial. ج. VIII. OCLC:220900299. مؤرشف من الأصل في 2023-09-29.
- Dalbiac، Philip Hugh (1927). History of the 60th Division (2/2nd London Division). London: George Allen & Unwin. OCLC:6284226. مؤرشف من الأصل في 2022-12-19.
- Downes، Rupert M. (1938). "The Campaign in Sinai and Palestine". في Butler، Arthur Graham (المحرر). Gallipoli, Palestine and New Guinea. Official History of the Australian Army Medical Services, 1914–1918: Volume 1 Part II (ط. 2nd). Canberra: Australian War Memorial. ص. 547–780. OCLC:220879097. مؤرشف من الأصل في 2023-12-03.
- Erickson، Edward (2001) [2000]. Ordered to Die: A History of the Ottoman Army in the First World War. Westport, Connecticut: Greenwood Publishing. ISBN:0-313-31516-7.
- Erickson، Edward J. (2007). John Gooch؛ Brian Holden Reid (المحررون). Ottoman Army Effectiveness in World War I: A Comparative Study. No. 26 of Cass Military History and Policy series. Milton Park, Abingdon, Oxon: Routledge. ISBN:978-0-203-96456-9.
- Falls، Cyril؛ G. MacMunn (1930). Military Operations Egypt & Palestine: From the Outbreak of War with Germany to June 1917. Official History of the Great War Based on Official Documents by Direction of the Historical Section of the Committee of Imperial Defence. London: HM Stationery Office. ج. 1. OCLC:610273484.
- Falls، Cyril (1930). Military Operations Egypt & Palestine: From June 1917 to the End of the War. Official History of the Great War Based on Official Documents by Direction of the Historical Section of the Committee of Imperial Defence: Volume 2 Part I. A. F. Becke (maps). London: HM Stationery Office. OCLC:644354483.
- Goodsall, Robert H. (1925). Palestine Memories 1917 1918 1925. Canterbury: Cross & Jackman. OCLC:8856417.
- Grainger، John D. (2006). The Battle for Palestine, 1917. Woodbridge: Boydell Press. ISBN:978-1-843-83263-8. OCLC:255698307. مؤرشف من الأصل في 2023-06-03.
- Gullett، Henry S.؛ Barnet، Charles؛ Baker، David (Art Editor)، المحررون (1919). Australia in Palestine. Sydney: Angus & Robertson. OCLC:224023558. {{استشهاد بكتاب}}: |محرر3-الأول= باسم عام (مساعدة)
- Gullett، Henry S. (1941). The Australian Imperial Force in Sinai and Palestine, 1914–1918. Official History of Australia in the War of 1914–1918 (ط. 11th). Canberra: Australian War Memorial. ج. VII. OCLC:220900153. مؤرشف من الأصل في 2015-10-01.
- Hughes، Matthew (1999). John Gooch؛ Brian Holden Reid (المحررون). Allenby and British Strategy in the Middle East 1917–1919. Military History and Policy. London: Frank Cass. ج. 1. OCLC:470338901.
- Hughes، Matthew، المحرر (2004). Allenby in Palestine: The Middle East Correspondence of Field Marshal Viscount Allenby June 1917 – October 1919. Army Records Society. Phoenix Mill, Thrupp, Stroud, Gloucestershire: Sutton Publishing. ج. 22. ISBN:978-0-7509-3841-9.
- Keogh، E. G.؛ Joan Graham (1955). Suez to Aleppo. Melbourne: Directorate of Military Training by Wilkie & Co. OCLC:220029983.
- Kinloch، Terry (2007). Devils on Horses: In the Words of the Anzacs in the Middle East 1916–19. Auckland: Exisle Publishing. ISBN:978-0-908988-94-5.
- Massey، Graeme (2007). Beersheba: The Men of the 4th Light Horse Regiment Who Charged on the 31st October 1917. Warracknabeal, Victoria: Warracknabeal Secondary College History Department. OCLC:225647074.
- Massey، William Thomas (1919). How Jerusalem Was Won: Being the Record of Allenby's Campaign in Palestine. London: Constable and Company. OCLC:2056476. مؤرشف من الأصل في 2013-11-18.
- Moore، A. Briscoe (1920). The Mounted Riflemen in Sinai & Palestine The Story of New Zealand's Crusaders. Christchurch: Whitcombe & Tombs. OCLC:561949575.
- Paget، G.C.H.V Marquess of Anglesey (1994). Egypt, Palestine and Syria 1914 to 1919. A History of the British Cavalry 1816–1919. London: Leo Cooper. ج. 5. ISBN:978-0-85052-395-9.
- Powles، Lieut.-Col. C. Guy؛ Wilkie, Alexander Herbert (1922). The New Zealanders in Sinai and Palestine. Official History New Zealand's Effort in the Great War. Auckland: Whitcombe & Tombs. ج. III. OCLC:2959465. مؤرشف من الأصل في 2024-05-18.
- Preston، R. M. P. (1921). The Desert Mounted Corps: An Account of the Cavalry Operations in Palestine and Syria 1917–1918. London: Constable & Co. OCLC:3900439.
- Pugsley، Christoper (2004). The Anzac Experience: New Zealand, Australia and Empire in the First World War. Auckland: Reed Books. ISBN:9780790009414.
- Wavell، Field Marshal Earl (1968) [1933]. "The Palestine Campaigns". في Sheppard، Eric William (المحرر). A Short History of the British Army (ط. 4th). London: Constable & Co. OCLC:35621223.
- Woodward، David R. (2006). Hell in the Holy Land: World War I in the Middle East. Lexington: The University Press of Kentucky. ISBN:978-0-8131-2383-7.

## وصلات خارجية
- مركز الأنزاك التذكاري لبئر السبع